# 關於我轉生變成史萊姆這檔事角色列表
關於我轉生變成史萊姆這檔事角色列表是日本輕小說《關於我轉生變成史萊姆這檔事》裡的登場角色的概覽。

## 朱拉·坦派斯特聯邦國（魔國聯邦）

### 盟主與其相關者
利姆路·坦派斯特（Rimuru Tempest，聲：岡咲美保）
種族：妖魔族（黏性生物 史萊姆） → 魔黏性精神體（惡魔史萊姆） → 龍魔黏性星神體（究極史萊姆，為龍魔大戰篇後的種族）。
本作主人公。統領朱拉大森林全域的第三世代魔王，現任「八星魔王」之一，稱號「新星」，後來被世人稱呼為「聖魔混世皇」利姆路（Web版天魔大戰稱號為「大魔王」）。「陰謀詭計三人組」之一（另外兩人分別為艾爾梅西亞與摩邁爾），同時也是組織「三賢醉」的實際首腦，是本作中唯一同時擁有5種究極技能的魔王。(文庫版15卷時也解析了維爾格琳的《救恤之王》，因此實際上相當於擁有6種究極技能。）
前世是名為三上悟（Mikami Satoru，聲：寺島拓篤）的人類，原本是三十七歲的普通上班族，在公司後輩介紹他的女友認識時，為了保護後輩而被突然出現的持刀強盜（隨機殺人魔）刺殺。
轉世後成為史萊姆，獲得2種獨特技能：『捕食者』（後進化為究極技能《暴食之王 別西卜》）和『大賢者』（後進化為究極技能《智慧之王 拉斐爾》）。現世所用的名字是由維爾德拉給予，但彼此共同的姓氏「坦派斯特」則是由利姆路命名。
為協助維爾德拉解除勇者施加的技能「無限牢獄」的封印，使用捕食吸收維爾德拉進入胃袋之中進行解析。此後利姆路不斷地使用著『捕食者』吸收許多魔獸強化自身的能力，還將如哥布林、嵐牙狼、大鬼族等眾多魔物收為部下，之後在朱拉大森林裡建立起魔物的城鎮。因為吞噬了豬頭魔王成為魔王種。
其個性因為具有前世作為和平世界的日本人記憶，因此個性天真並且和善，容易大意而被算計，但是因為是從維爾德拉的妖氣中誕生出來的特殊個體，因此從誕生之初就擁有驚人的魔素量（魔素量在A級以下的魔物甚至不能靠近維爾德拉，否則會因其散發的魔素過高而死亡），總是被他人認為是強者的盈餘。此外，由於還擁有『大賢者』這種輔助思考技能，使其所作所為都讓他人感受到一種深不可測的感覺，加上由於前世是死於隨機刺殺犯因此會堅守絕不退讓的底限，一旦觸及逆鱗就會變得冷酷，因此成為周遭的人們的警戒榜首，也時常有敵對方因為盲信個性天真的傳聞而踏過容許線，從而導致遭到毀滅性打擊。
小說第五卷中，由於法爾姆斯王國軍的侵略事件，造成城鎮內超過百位居民的喪生，其中也包含負責抵禦敵軍攻擊的紫苑，後極其憤怒和悲傷的利姆路接受了愛蓮的建議，為要讓死去的眾人復活，而挑戰魔王進化。為要獲取成為魔王所需的人類靈魂，無情地虐殺前來侵略的法爾姆斯王國軍隊，甚至還因此獲得恐怖的獨有技能「心無者」，並以此技能瞬間收割敵軍所有剩餘士兵將領的生命，還將兩萬具屍體作為祭品召喚出惡魔迪亞布羅及其兩名手下，命令他們活捉因裝死而逃過一劫的拉贊。最終靠著獻祭兩萬條生魂，利姆路成為了覺醒魔王，復活了所有死去的魔物們，且成為精神生命體，原本進化成覺醒魔王時並不會獲得究極技能，但因『大賢者』無數次的嘗試後成功進化成《智慧之王》，再用自身的權能幫利姆路獲得《誓約之王》和《暴食之王》，之後釋放維爾德拉並分析其魔力殘渣，整合出《暴風之王》。
在魔王們的饗宴中把「十大魔王」之一的克雷曼殺死後，得到以金為首的魔王們承認為魔王之一，且同為魔王的卡利翁和芙蕾的退位，導致「十大魔王」這名號成為了歷史，在金的威脅下利姆路把名號改稱為「八星魔王」，這名號則被世人所認知。
平時以任性、狡猾但為人溫厚、寬容且性格天真被大家所認知，但對待敵人與為了同伴而下達的命令又很殘酷，但在蹂躪了東之帝國近百萬的士兵後，又將其盡可能復活，但施以不容背叛的詛咒。（那是以擬似魂將其復活，雖保有人格和記憶，但無法復活肉體被消滅和喪失心靈的人，因並非以原本的靈魂復活，故會喪失靈魂之力而無法使用技能，並喪失身體能力以外的力量，但經過努力仍能使用魔法，甚至重新取得技能，而原本那幾十萬沒有心核的靈魂後來被利姆路拿來給部下進化了。）魔國聯邦的三大偶像之一。
在克羅諾亞記憶中的平行世界裡，利姆路在救助孩子們後因為立刻回國而沒有遭到日向襲擊，也因此在法爾姆斯的襲擊中迅速的將省吾等人徹底擊敗而錯失進化為覺醒魔王的時機，五年後便在實力不足的情況下面對帝國的侵略而戰死，同時這也促成了維爾德拉的復活。但是維爾德拉也因為利姆路的死而失控，並將怒火指向人類，不只將帝國軍全滅，甚至連魔國聯邦也一併摧毀。但其實利姆路並未完全死去，透過「大賢者」復活後覺醒為真魔王，在早已改變的世界和毀滅的魔國聯邦中尋找倖存者，後來經過多次挑戰成功阻止克羅諾亞失控，但世界的局勢已無可挽回且殘破不堪。據克羅諾亞所言，該平行世界的利姆路覺醒後比現在這個時間點（文庫版第12卷）還強。
在與帝國的決戰中，利姆路在與維爾格琳以及被操控的維爾德拉戰鬥替《智慧之王》取名為「夏爾」而使《智慧之王》之中誕生《神智核 夏爾》，使演算能力大幅提升，並且在吞噬維爾德拉途中解析了「龍之因子」而把身體構造變質為龍種，不僅掌握龍靈霸氣、能將抵抗吞噬的各種反擊抵銷（包含暴風龍自身的龍靈霸氣），力量大幅提升，但嚴格來說是龍種的亞種，魔素量還在維爾德拉之上。吞噬了維爾德拉後，與維爾德拉重新連結靈魂迴廊，之後也吞噬了維爾格琳，並且解析了維爾格琳的究極技能，並將其權能呈現在紅丸的究極技能之中。
為了想要掌握部下們的戰力而開始對守護王、蒼影、貝瑞塔與部分迷宮成員一對一面談，並測定所有人的存在值以及持有的能力，也對還未覺醒究極技能的部下賦予「究極贈與」，並將迪亞布羅、澤奇恩、紅丸列為部下之中的三頂點。在進化為最上位聖魔靈後，由於龍種解放為常駐狀態，測定的存在值僅868萬，不過實際存在值為自身及維爾德拉、維爾格琳三者相加的一億七千萬，解除龍種解放後方能回到最大存在值，且還須加上「龍魔刀」的228萬，但僅是數值顯示上的差異，並不影響最大威力。帶著紅丸、蘭加、蒼影、九魔羅前往黃金鄉拯救雷昂。在克蘿耶與米迦勒戰鬥期間透過夏爾改造進化為可以適應時間停止的情報生命體，在識破米迦勒使用並列存在後以壓倒性優勢壓制對方，最終以自創奧義「虛崩朧 千變萬華」打倒並吞噬了米迦勒，得到了維爾薩澤的龍之因子和所有美德系究極技能的情報。在蜜莉姆被菲德維再次支配後，被菲德維放逐到時空盡頭。
在被放逐至時空盡頭後，在沉睡中歷經了滅界龍失控將星球破壞、基軸世界宇宙星體壽命走向終結的過程，此時時間已停止流動，空間也停止膨脹。在漫長的時間中，『虛數空間』已積累了足以建構世界無數次的『虛無崩壞』能量，在受『時空跳激震霸』驅逐後，夏爾完全解析了此招式，也從《正義之王》回收的《地形之王》中開發了「時空間跳躍」，在利姆路甦醒並釐清現況後便開始從時空盡頭向過去跳躍回溯。
（Web）在天使大軍進攻蜜莉姆的領地假裝被蜜莉姆殺死，以讓蜜莉姆取得露西婭的信任，並隱於幕後。頂上決戰後與成為「神人」的優樹對峙時，在停止的時間中，中了優樹的陷阱而被彈到遙遠的未來「時空的盡頭」，連時間也不復存在，利姆路經過了極悠久的時間醒了過來，在『虛數空間』儲蓄了龐大的『虛無崩壞』的能量，足以創造世界數萬次，後來拒絕再創造一個與原來的世界一樣的新世界，而利用穿越時空回到原來的時間點將優樹輕易擊敗後將其吞噬，最後成為「拯救世界的大魔王」被人們歌頌。
從種種跡象來看（像是持有本來應該是維爾達納瓦擁有的誓約之王以及能像維爾達納瓦那樣干涉他人持有的技能），利姆路似乎和「星王龍」維爾達納瓦之間存在某種聯繫，不過目前兩者究竟是什麼關系還是不明。
大賢者 → 智慧之王 → 神智核 夏爾
聲：豐口惠
本作女主角
大賢者『思考加速、解析鑑定、並列演算、詠唱破棄、森羅萬象』
獨有技能。根據「三十歲還是處男會變成魔法使」這條都市傳說，三上悟（利姆路的前世）心想將近四十歲的自己都快成了賢者，甚至是大賢者——由此想法而獲得的能力。本來是完全沒有自我的單純技能，為回應利姆路的疑問而挪移了世界之聲的部份權能，並且因為利姆路把眾多情報都完全交給其管理後逐漸衍生出某種程度的自我。在許多場合中會為了達成利姆路的期望而自行運作，連利姆路幫人命名時所消耗的魔素也在其管理之下。在漫畫單行本中的附錄追加小說中，不但會精準的計算出能夠自行回復而不會危害到自身存在的魔素最大消耗量，甚至還會挪移胃袋中的維爾德拉魔素使用，在維爾德拉拒絕提供魔素時還會主動出聲搭話要求配合。
異變者『整合、分離』
獨有技能，在捕食「井澤靜江」後獲得的，可以整合、分離技能，也能附加魔法效果給武器。
智慧之王『思考加速、解析鑑定、並列演算、咏唱破棄、森羅萬象、整合分離、能力改變』
天使系究極技能。為了能夠實現利姆路的願望，完成魔王進化後的「大賢者」開始了讓自身進化的挑戰。在經過了數億次的試行失敗後，最後終於成功，並整合了獨有技能「異變者」，進化成究極技能。於小說18卷得知，與過去用於管理世界法則，輔助特化型的天使系權能《知識之王》是冠以相同的天使之名。在小說第7卷，和日向對戰時，自己觀察日向的行動而習得《未來攻擊預測》。進化之後比起以往自我意識明顯上升，甚至有腹黑傾向，在不危害到利姆路存在的前提之下會提供各種滿足自己解析嗜好的選項，面對未知的事物會在鼓足幹勁的全力解析。以掌控利姆路的技能為自豪，不喜歡被他人干涉就算是利姆路也一樣，在利姆路為了享受酒醉樂趣而強行關閉毒抗性時，作為報復曾故意關閉痛覺無效造成利姆路頭痛宿醉。也曾以金為對手進行詐騙，從其手中騙走30萬人份的靈魂，藉此集齊足夠讓部下（三位原初女惡魔公）進化的靈魂數量。
神智核 夏爾『思考加速、未來攻擊預測、解析鑑定、並列演算、整合、分離、詠唱破棄、森羅萬象、食物鏈、思念支配、法則支配、屬性變換』
經過利姆路將究極技能《智慧之王》取名為「夏爾」後從《智慧之王》分離出了《神智核 夏爾》，與利姆路的魂同化，擁有了完全的自我，能力大幅進化，輔助利姆路的能力整合與強化，是技能的統合管理者。幫助十二守護王和其他部下的能力分配與進化，主要是擅自改造，有喜歡改造及強化能力的嗜好。將利姆路所有演算系權能整合到自己身上，因此能夠更快的反應及應對。
捕食者 → 暴食者 → 暴食之王
捕食者『捕食、解析、胃袋、擬態、隔離』
獨有技能，因為三上悟（利姆路的前世）一生沒有女性相伴，在作為男人的悲痛下，發誓下一輩子要在性的方面成為一名捕食者——以此願望而誕生的能力。
飢餓者『腐蝕、吸收、供給』
獨有技能，捕食「豬頭帝」獲得。
暴食者『捕食、解析、胃袋、擬態、隔離、腐蝕、吸收、供给』
大罪系獨有技能，在與豬頭帝的決戰過後，整合了「捕食者」和「飢餓者」兩種技能所得到的技能。
心無者『魂噬』
獨有技能，可瞬間收割大量的魂魄，但只能用於對自己乞求饒命的目標使用。
暴食之王『捕食、胃袋、擬態、隔離、腐蝕、魂噬、食物鏈』
惡魔系究極技能，覺醒魔王時由《智慧之王》將「暴食者」和「心無者」整合並進化而成的；並將「吸收」、「供給」合併成「食物鏈」，因此構築了技能體系，同時賜名的部下也會有利姆路部分技能，為大罪系列的能力。在小說第十五卷時，夏爾將「隔離」統合「胃袋」，並進化成「虛數空間」，變成一種超越《誓約之王》的「絕對防禦」的防禦手段。
暴風之王『暴風龍召喚、暴風龍復原、暴風系魔法』
究極技能，透過與維爾德拉建立靈魂迴廊，並捕食解放後在胃袋中的殘渣而獲得。在小說第十四卷時因維爾德拉被魯德拉控制而選擇切斷靈魂迴廊的緣故，使得「暴風龍召喚」和「暴風龍復原」無法使用。
誓約之王『無限牢獄、法則操作、萬能結界、空間支配』
天使系究極技能。以解析獲得的「無限牢獄」為基礎與「食物鏈」獲得的能力整合而獲得的，是從利姆路與其眷屬的魔物之間的羈絆中誕生的能力。為美德系列的能力，用於管理空間能力，負責管理各種現象。原本是「魯德拉」持有的究極技能，後來因為「星王龍」用《正義之王》交換而成為「星王龍」的技能，而在「星王龍」去世後便下落不明，是維爾格琳苦尋不得的技能，因而對利姆路產生懷疑。
灼熱之王 維爾格琳
究極技能。具體權能不明，但以同類型的暴風之王作為參考，其權能可能為「灼熱龍召喚、灼熱龍復原、灼熱系魔法」。文庫版15卷時捕食了維爾格琳後與其建立靈魂迴廊，並獲得此究極技能。
救恤之王 拉貴爾
文庫版15卷時捕食了維爾格琳解析其權能後獲得，之後夏爾將此權能的一部分呈現在紅丸的《陽炎之王》。
虛空之神『魂暴食、虛無崩壞、虛數空間、龍種解放［灼熱·暴風］、龍種核化［灼熱·暴風］、時空間支配、多次元結界』
透過夏爾輔助把《智慧之王》和《暴食之王》合併並把《暴風之王》和《灼熱之王》（利姆路吞噬維爾格琳後解析其能力而獲得）作為祭品繼承了能力而誕生了《虛空之神》，能使用名為虛無的創世之力且胃袋有無限的虛數空間，並可在維爾格琳和維爾德拉允許的情況下把他們化為刀之核裝備在龍魔刀上。
豐穰之王『能力創造、能力複製、能力贈與、能力保存』
究極技能。由於利姆路獲得太多究極技能使得靈魂容量塞滿，因此夏爾將《誓約之王》的殘渣和各種能力統合後而得到的技能。可以將究極權能賦予、分配給下屬，也能將下屬的能力複製後使用，同時藉由將技能情報化後解體，將容量空整的管理用能力。
希望之王 沙利葉『無限牢獄、絕對切斷、操縱生死』
天使系究極技能。19卷被克蘿耶親吻時接收其轉讓的《希望之王》殘渣而獲得。
正義之王 米迦勒『王宮城壁、王權支配、天使之軍勢、天使長支配』
天使系究極技能。19卷吞噬了米迦勒而獲得，也因此掌握了天使系究極技能的所有情報。
純潔之王 梅塔特隆
天使系究極技能。吞噬了米迦勒後取得其情報而獲得。
忍耐之王 加百列
天使系究極技能。吞噬了米迦勒後取得其情報而獲得。
地形之王 世界地圖
在夏爾利用《正義之王》解晰完底下掌管的能力後獲得。
虛擬體——幽靈
在魔國聯邦的地下迷宮中行動使用的虛擬體，法術師型的角色。穿著裝備酷似死神。
維爾德拉·坦派斯特（Veldora Tempest，聲：前野智昭）
天災級魔物，四大龍種之一的「暴風龍」，擁有僅次於星王龍的龐大魔素量。司掌暴風、神秘豐收的獻祭等能量的擴散、移動。擁有獨特技能『究明者』（後進化為究極技能《究明之王 浮士德》），可以讀取世界上所有擁有紀錄的事蹟。
被勇者封印，受困封印洞窟深處300多年，與剛轉生不久在封印洞窟內四處亂闖亂撞的利姆路相遇成為朋友。為解除「無限牢獄」的封印，自願被利姆路吞入胃袋裡解析；最終在利姆路成為魔王後順利解析完成並破解「無限牢獄」重獲自由，以利姆路製造的強化分身作為憑依體而能以人類的姿態活動，受本人意志影響不同於利姆路中性偏女的氣質，外貌是身高近2米、褐膚金髮，散發著剛強雄性魅力的結實男性，利姆路表示長相和三上悟時候的自己有點像。將從利姆路的深層記憶中發現的漫畫當作《聖典》並沉迷其中，也常常在利姆路的胃袋裡跟焰之巨人聊天或是下將棋。以漫畫學到的招式為基礎，自創武術「維爾德拉流鬥殺法」，並將其傳授給自己的徒弟澤奇恩。
過去曾把魔王魯米納斯的「夜薔薇宮」一夜之間化作廢墟而招致對方的怨恨。後來定居在菈米莉絲創造的百層迷宮的最下層，同時作為該迷宮的最終BOSS，迎擊挑戰迷宮的冒險者。不過由於之前層數的守護者太過強大，除日向外尚無人能抵達100層。再經歷與帝國的戰爭，進化後的迷宮十傑實力大幅提升，未來更難有人抵達100層。
根據克羅諾亞的記憶，在平行世界之中曾經因為利姆路的死亡而復活，但是也因好友的死而失控，並將怒火推向人類，因憤怒而失控毀滅了魔國聯邦。
十分害怕自己的大姐維爾薩澤，主要是由於每次到處惹事時總被對方痛毆、強迫死去以新人格重生的緣故。反倒是二姐維爾格琳對他較為溺愛，常常為了勸導維爾薩澤以對話溝通代替撲殺而爭吵。
在文庫版14卷中與維爾格琳對決，由於封印被解除後遭到了利姆路的鍛鍊，同時因為利姆路的覺醒使其獨特技能『究明者』進化成了究極技能《究明之王》，因此和其打成平手。但在戰鬥途中遭到了近藤達也以「神滅彈」的偷襲，最終被皇帝魯德拉給控制，為了不使利姆路受到傷害選擇與利姆路切斷靈魂迴廊。在第15卷中被利姆路吞噬而待在「虛數空間」中並與利姆路重新連結靈魂迴廊，怕維爾格琳生自己的氣而不願意出來。
在第16卷中測定的存在值達8812萬，在龍種中是僅次於星王龍的最高值。
在第20卷達格里爾與魯米納斯對峙時登場，拯救了因時間停止無法動彈的魯米納斯。
（Web）在紫苑與達格里爾陷入苦戰時登場，並擊敗由達格里爾、古拉索德、芬合體成的巨靈神。透過「豐收之神秘波動」將荒蕪大地連同魯貝利歐斯一同化為樹海。
Web版外傳《對未知的訪問》的主角之一，因一時貪玩與菈米莉絲、貝瑞塔穿越到異世界。幫助反抗組織「黎明之光」對抗阿爾姆斯拜英帝國。在黎明之光中意外地受到孩子們的崇拜。起初被沙薩認為是三人中最弱的，直到與超獸一戰方展現出自己的實力。在故事的最後在利姆路到來前阻擋無限機關毀滅世界，並用「豐收之神秘波動」讓星球恢復生機。
究明者 → 究明之王 → 混沌之王
究明之王『思考加速、解析鑑定、森羅萬象、確率操作、真理之究明』
解析系究極技能。利姆路成為覺醒魔王時受到祝福，以『究明者』為基礎進化而成，擁有『真理之究明』這一解析系最上位權限，能瞬間看破敵人的攻擊並做出合適的對應。
混沌之王『思考加速、解析鑑定、森羅萬象、確率操作、并列存在、真理之究明、時空間操作、多次元結界』
究極技能。在帝國和魔國聯邦的決戰中被利姆路吞噬後，當作暫時不解放自己、以逃避維爾格琳怒火的藉口，讓夏爾改造後獲得的技能。
虛擬體——骸骨騎士
在魔國聯邦的地下迷宮中行動使用的虛擬體，重戰士型的角色。
井澤靜江（Izawa Shizue，聲：花守由美里）
來自異世界（為現實二戰時期的日本東京大轟炸期間），8歲時被魔王雷昂召喚後與火系的高階精靈「伊芙利特」（Ifrit）同化的少女，在這個世界以「靜（Shizu）」為名。
外觀介於十五到二十歲之間，實際年齡約70多歲。臉上的「抗魔面具」是「勇者」克羅諾亞（人格是日向）給予的，可以提高魔法抗性，幫助靜壓制伊芙利特。被伊芙利特同化後，能操控火焰。但特殊情況下會無法控制，因此小時候曾意外燒死朋友琵莉諾（Pirino，聲：本泉莉奈）。
被魔王拋棄後，跟著勇者學習魔法。與勇者分離後，以夕紫葉·伊紮瓦為名開始討伐魔物，在公會成為英雄，人稱「爆焰支配者」，武器是劍。引退後，在名為英格拉西亞的王國，建立一所由轉移者組成的學校，並擔任老師。
被預言是利姆路的命運之人。因伊芙利特失控，伊芙利特被利姆路吞食，從靜體內分離出來。由於失去精靈後生命瞬速衰竭，最後將找到魔王「雷昂·克羅姆威爾」的遺願托付给利姆路後逝世，並自願讓利姆路將其吞食。利姆路利用「捕食者」的解析能力，以靜外表為原型擬態成人類。
異變者『整合、分離』
獨有技能，可以整合、分離技能，也能附加魔法效果給武器。

### 幹部

#### 聖魔十二守護王
於小說第14卷設立，為魔國聯邦地位最高的幹部稱號，優先於四大天王以及迷宮十傑。是利姆路的部下中有資格被授魂覺醒為真魔王的十二人，這十二人最終都是覺醒魔王級，一部分的人甚至擁有在此之上的力量。由於聖魔十二守護王不再有壽命的限制，所以是永久性幹部，不會替換成員，但因為無法對外宣稱為魔王，作為代替，由利姆路親自授予「王」的稱號。其中，紅丸、澤奇恩、迪亞布羅這三人因為實力太過突出，而被利姆路列為十二守護王的三頂點。
紅丸（Benimaru，聲：古川慎／小市真琴〈幼年〉）
赫怒王（Flare Lord）
原大鬼族的少主，朱菜的哥哥，被利姆路命名後進化成鬼人族，並賦予「大將軍」一職，在文庫版第5卷中，因利姆路進化成魔王時受到祝福再度進化成妖鬼，實力超越魔王種。持有黑兵衛鍛造的太刀「紅蓮」，小說15卷與東方帝國皇帝近衛騎士團對戰時，已經能夠匹敵神話級。
與利姆路是主僕也是朋友的關係，受到利姆路的全面信任與依賴，被利姆路視為最信賴的左右手，私底下與利姆路說話時較為隨意，常與利姆路和迪亞布羅偷偷出去喝茶吃點心。因為常常試吃紫苑的料理而獲得「毒耐性」。
意外的非常純情，拿女性沒輒，也不擅長應付迪亞布羅與紫苑，覺得應付他們非常麻煩，原本性格非常火爆且衝動，之後也成長到深思熟慮且冷靜，作為大將軍非常優秀且當之無愧，能當機立斷且有冷酷無情的一面，受眾多人崇拜。
於祭典時成為四大天王，最後成為十二守護王。身為軍事部門幹部，統帥著魔國聯邦所有軍事，除哥布林「綠色軍團」外，訓練一批約三百名直屬於他的親衛部隊「紅焰眾」，大多由大鬼族精銳組成。在東之帝國入侵前，得到一支由前魔王克雷曼旗下魔人所組織而成，約2萬人的魔人混編軍，該集團被利姆路命名為「紅色軍團」。
因其強大的實力及人格魅力，相當受女性歡迎。是利姆路的部下中最為頂尖的實力者之一，與迪亞布羅和澤奇恩並列為利姆路的部下中最強大的三人。相對於個人榮辱，更注重實效，為了贏得戰爭的勝利保護同伴，會毫不猶豫犧牲自己的榮譽。與利姆路建立了靈魂迴廊，能夠借用或行使利姆路的力量及技能。此外相當喜好甜食，討厭吃紅蘿蔔。
進化為妖鬼後，能僅憑一擊將復活的暴風大妖渦消滅，表示其魔力操作的能力超越了暴風大妖渦的魔力妨害。因為七曜的陰謀而讓利姆路與日向產生誤會，導致雙方開戰，而紅丸與阿爾諾交手，雙方僅使用劍技比試，因紅丸更勝一籌而勝利，甚至還有餘力偷學對方的劍技。為了在哥夏山脈開路與開鑿隧道的事宜而與阿爾比思拜訪長鼻族村落，並且與長老楓的女兒紅葉會談，但因為要在山脈開鑿隧道使紅葉不快，結果阿爾比思與紅葉發生衝突，紅丸看出紅葉對力量的掌握還不成熟，即時制止雙方避免阿爾比思被誤殺，隨後得知紅葉的母親楓為白老年輕時的同門也是情人，紅葉亦為兩人的女兒，而楓看出紅丸的劍術流派為「朧流」，並想讓紅丸當紅葉的夫婿，也有意歸順與利姆路，同意開鑿隧道。以此為契機促使紅葉與白老相認，紅丸之後也開始被紅葉與阿爾比思熱烈追求，本人卻因為在感情方面較晚熟而感到十分困擾。
在魔國聯邦跟東之帝國進行戰爭時，與利姆路對澤奇恩的強大感到驚訝。之後與露出了本性並襲擊利姆路的東方帝國皇帝近衛騎士團【序列NO.7】的邦尼展開激戰。在戰鬥中邦尼以借來的究極技能與武器裝備性能的差距，加上張開了能弱化魔物力量的「聖淨化結界」，使紅丸無法拿出真本事應戰，而與紅丸打的不相上下，但被利姆路發現了能力的真面目，使用相同的手法把「絕對切斷」的權能借給了紅丸，使紅丸能輕易斬殺敵人，而紅丸原本之所以不想積極進攻，是為了不要讓愛刀「紅蓮」因武器性能差距而造成負擔甚至破損，因此使用不擅長的方式戰鬥。通過此戰，利姆路推測，紅丸的劍術已能匹敵白老，並且若是與澤奇恩對戰，不知道會誰輸誰贏。在慶功宴上被利姆路授予了「赫怒王」的稱號與10萬人份的魂，但因存有繁衍後代的願望因而暫時未覺醒，隨後在慶典上因眾人強硬的態度，迫使紅丸做出覺悟，於是娶了紅葉及阿爾比思為妻，和兩人各睡了一晚後再次進化成為覺醒魔王，種族成為鬼神，屬於上位聖魔靈的炎靈鬼。作為龍種的下位存在屬於聖魔靈的一種，同時具備聖屬性與魔屬性，成為完全精神生命體並且保有物質肉體，雖然失去了繁衍的能力卻意外保留了性慾和性能力，讓利姆路羨慕不已。對於自己成為永恆的精神生命體的這件事，兩名妻子表示日後會自己努力進化上去，不讓壽命拆散彼此。
與東方帝國皇帝近衛騎士團【序列NO.3】的格拉尼特交手時覺醒究極技能，並繼承了維爾格琳的部份權能，還能夠看到與利姆路連結靈魂迴廊的夥伴們的視野，過程中偷學了卡蕾菈與阿格拉聯合使出超越「朧流」最強奧義「八重櫻 八華閃」的最強招式「朧 百華繚亂」，加上黑炎與『光熱支配』，編織成最終奧義「朧黑炎 百華繚亂」將其秒殺，是對個人用威力最強、技術含量最高的劍技，連靈子都能夠粉碎。測定的存在值達439萬（還須額外加上太刀「紅蓮」的114萬）。令利姆路和蒼影等人感到訝異的是紅丸即使有了小孩，力量非但沒有減弱還能進一步增強。實力遠遠超越覺醒魔王級，與迪亞布羅和澤奇恩被利姆路列為十二守護王之三頂點之一。在迷宮與覺醒的卡利翁對戰，因為對方一開始就使出最強奧義加上自己輕忽大意，結果險勝，並且透露自己曾打贏過澤奇恩，但若是再對戰一次沒有把握能贏。透過這次經驗，紅丸反省了自己容易輕忽大意與在戰鬥中有所保留的缺點。隨利姆路一同前往營救雷昂，過程中與傑西爾對峙，但與傑西爾的存在值相差4倍以上，儘管自己的技術含量更勝一籌，卻還是陷入了苦戰。
20卷中利用從利姆路借來的『虛無崩壞』之力對暴走的蜜莉姆使出「陽光黑炎霸加速勵起」，雖然沒能突破防禦，但也因此短暫束縛住對方。
21卷中紅丸被迪諾認為如今的他已經能與神格武裝後的自己匹敵，在迷宮防衛戰的最後與迪諾、迪亞布羅、澤奇恩聯手施展了各自的最強奧義破壞被維加侵蝕的其中三十層迷宮。
web版中，紅丸能夠從利姆路那邊借用『虛無崩壞』的能量並加以行使駕馭。與迪諾、迪亞布羅、澤奇恩聯手打倒變成龍種－「狂邪龍」的零。
大元帥『思考加速、思念支配、預測演算、士氣鼓舞』 
能夠提升自己軍隊的整體力量，而且不論是什麼力量，都有辦法抑制其暴走，並且完美駕馭自身的力量。
陽炎之王 天照『思考加速、萬能感知、魔王霸氣、意志統制、光熱支配、時空間操作、多重結界』
15卷中紅丸將自己擅長的火之力、種族特性和戰鬥技巧與獨特技能『大元帥』整合，距離究極的頂峰僅一步之遙，於是希爾透過解析維爾格琳的《救恤之王》權能後，幫助紅丸自我覺醒究極技能，『光熱支配』就是能夠提升熱量與速度的權能。
獲得此能力後紅丸實力便大幅提升，並且能夠操縱兩種特性的魔炎，既能夠讓所有不帶有究極權能的攻擊無效化並且穿透，又能使出神速、強大的超高溫攻擊。
21卷提到在迪亞布羅的教導下成功將『空間支配』進化成『時空間操作』。
最強奧義－陽光黑炎覇加速勵起。暗藏凶惡威勢的黑紅陽光，呈現東洋飛龍的外形，結合維爾格琳的《救恤之王》權能跟自己強大神速的劍技創造出來的最強奧義
在（web版）中紅丸對付變成龍種－「狂邪龍」的零之前，學會了『時空間操作』，並且能透過自身能力以及利姆路借用的『虛無崩壞』能量，使出與維爾格琳相似的神速並強大的必殺技－陽光黑炎霸加速勵起。
迪亞布羅（Diablo，聲：櫻井孝宏）
魔神王（Demon Lord）
為利姆路召喚出來的原初惡魔「原初之黑」，第三柱誕生的原初惡魔，是同為原初惡魔之一的「原初之赤」金自太古時代的熟人。為利姆路最強的部下之一。與金同為惡魔之中最強的存在，過去二人曾經在魔界決戰最終以平手收場。之後，原初之黑因認為若持續變強到後來會沒有對手令得人生無趣而拒絕進化，留在魔界逍遙自在；並煽動其他留在魔界的三柱原初惡魔互鬥，形成三方鼎立的局面；負責鎮守通往基軸世界的大門，多次阻撓以菲德維為首的妖魔族入侵基軸世界，直至被利姆路召喚。
被利姆路召喚時將自己部下外的惡魔蹂躪並吞噬其力量，以飯後運動兼身體檢測與拉贊戰鬥並「不小心」殺死偷窺的皮羅涅，並令自己的兩位部下成為復活儀式的祭品，被利姆路命名後從「高階魔將」進化為了「惡魔大公」。
「黑」色陣營惡魔的領袖，其陣營的人數在七個派系中最少，成員均是以興趣為優先，我行我素的類型。以實力至上主義的惡魔之中為極端的異類。在原初七柱中唯一不被支配領域束縛而在各地留下目擊傳聞，也因此他人得知利姆路麾下有原初時都馬上推知其為原初之黑。
個性任意妄為而且反覆無常卻又被金認同，因此被同為原初惡魔的萊茵厭惡，並位列她「最麻煩人物排行榜」的榜首。心思慎密而且十分狡猾，能夠從利姆路對當時形勢的簡略描述中，準確判斷形勢，並且可以將諸多不利的事態調整得無法同時發生。
過去被「銀嶺之翼」的女性冒險者召喚，接受了「清除盤踞在費爾德伍德王國的惡魔」的契約，在費爾德伍德王國與靜江相遇，並與對方交手，在完成契約內容後，要求靜江保守秘密後離去。在靜江逝世後造訪了朱拉·坦派斯特聯邦國，自此便密切留意利姆路，並期待利姆路召喚自己。當得知自己的眷屬貝瑞塔比自己更早被利姆路召喚時，頓時感到萬分悔恨與嫉妒。為其取名時奪走了成為了魔王後的利姆路一半的魔素。
在與聖騎士對峙時表示，比起自己的階級強度，覺得利姆路賦予自己的名字更有意義。曾以一己之力把企圖對眾人滅口的三位「七曜」長老輕易消滅。
目前擔當第二秘書，於開國祭時成為了四大天王，其實力被利姆路評價為實力僅次於自己與維爾德拉的強者，為利姆路最強的部下。在利姆路的同意下回到魔界招攬新同伴，成功招攬了仍在魔界的原初三柱以及七百名惡魔（途中把所有攔路的惡魔以蹂躪的形式全數殺光。），成立了朱拉·坦派斯特聯邦國的最強戰力「黑色軍團」。於小說第十四卷中被利姆路授魂覺醒，進化為惡魔王，稱號為「魔神王」，當場制御了暴增的魔素、完全沒有一絲受覺醒睡意影響的樣子，令利姆路驚艷不已。導致之後與帝國的維爾德拉奪還戰中，利姆路在戰場上為泰絲特蘿莎、烏爾緹瑪、卡蕾菈授魂覺醒時，也以同樣標準要求上百名連帶進化的惡魔，即便睡意襲捲也要忍著戰勝敵人(雖然惡魔對這樣的狀態異常有極高的抗性、而且控制魔素就像呼吸一樣自然)。
在第十六卷中測定的存在值達666萬6666（由於數值過於完美，利姆路表示以迪亞布羅的實力，就算能做到偽裝存在值也不奇怪）。雖然存在值較卡蕾菈低，但根據卡蕾菈本人表示，即便和烏爾緹瑪聯手也無法戰勝迪亞布羅，可見其戰鬥技巧之高明。與紅丸和澤奇恩被利姆路列為十二守護王之三頂點之一。
在第十八卷中作為聯絡人和護衛而前往了黃金鄉，在利姆路抵達前與金進行了一次決鬥並戰成平手，同時將萊茵洗腦成利姆路的粉絲，甚至還在利姆路的面前想與雷昂進行決鬥，令利姆路抵達黃金鄉後頭痛不已。在菲德維等人攻擊黃金鄉時前去阻攔菲德維本人，但菲德維認為與其戰鬥並無好處，因此讓跟隨的薩拉里奧負責對應。雖然存在值比薩拉里奧來的低，但迪亞布羅對此完全不在意，甚至表明自己一定會贏。
十九卷中向利姆路透露有關菲德維的情報。與利姆路前往達格里爾領地時，被米迦勒停止時間打倒，因為有提前開啟防禦魔法所以並無大礙，隨後與烏爾緹瑪帶著受傷的雷昂回到魔國聯邦。
二十一卷中在澤奇恩被賽拉努斯偷襲敗北時，對於能打敗澤奇恩的賽拉努斯感到興趣，後面接替澤奇恩出手對抗賽拉努斯，與賽拉努斯對峙散發的氣息雖然微弱，但依舊被賽拉努斯認為是現今迷宮內唯一一個有能力威脅到自己的人。在跟進化過後的賽拉努斯的戰鬥中展現了強大的身體能力跟應變能力，雖然存在值相差了十幾倍但是依舊運用著能力巧妙的應付著塞拉努斯的攻擊，就連把卡蕾拉雙手摧毀時更強大的踢擊也以四兩撥千斤的方式化解，隨後澤奇恩復甦後又把賽拉努斯讓給了他。後面在賽拉努斯被澤奇恩擊敗後接替了澤奇恩的位子對付維加，其中迪亞波羅跟澤奇恩、紅丸一樣能借用了利姆路的虛無崩壞，
(Web)在天魔大戰中，假裝被蜜莉姆擊敗，實際上與利姆路一同躲在異界中，是利姆路的部下中唯一知道利姆路還活著的人。在待在異界的期間，被希爾授以能精確控制虛無能量的『圓環之秘法』。
大賢士『思考加速、詠唱破棄、森羅萬象、法則操作』
是與「大賢者」相似的能力。
誘惑者『思念支配、魅惑、勸誘』 
誘惑之王 阿薩謝爾『思考加速、萬能感知、魔王霸氣、時空間支配、多次元結界、森羅萬象、懲罰支配、魅惑支配、誘惑世界』
於第十四卷中進化後自力覺醒的究極技能。
最強奧義－終末世界的鎮魂歌。是再現世界崩壞的樣子掀起局部破壞的，究極的幻想·元素系破滅魔法，能力和技術還有魔法的複合技，是迪亞波羅獨創的最強最惡的奧義。
澤奇恩（Zegion，聲：梅原裕一郎）
幽幻王（Mist Lord）
甲蟲型魔物，最初遇上強大魔物襲擊為保護阿畢特而陷入瀕死狀態時被利姆路所救，並獲賜名。獲救後被利姆路命令守護樹人族部落，開國祭時被送至迷宮充當階層BOSS，被維爾德拉訓練過後為迷宮的守護者當中最強大的，成功進化為蟲型魔人，並成為了維爾德拉自創武術「維爾德拉流鬥殺法」的繼承者。前十二蟲將之一，蟲魔王賽拉努斯與蟲妃比利奧特的兒子、十二蟲將之首賽斯的弟弟。與阿畢特一同背叛蟲魔族，以幼蟲形態逃到基軸世界。
進化成蟲型魔人後，全身肉體因為被智慧之王改造成最適戰鬥身軀，擁有著被名為「生體魔鋼」的外骨骼覆蓋，同時具備金剛石之上的硬度以及生物的柔軟性，單靠肉身能力就足以匹敵傳說級的武裝。由於過去在瀕死時被利姆路移植了萬能細胞，與利姆路連接著靈魂迴廊，因此也被智慧之王授予了利姆路的部份權能。從肉體到技能全都出自智慧之王，堪稱智慧之王興趣下所造就的最高傑作。
迷宮十傑之一，實力也是十傑最強的一位，被稱之為「蟲皇帝」，擁有與紅丸相提並論的魔素量，曾多次接受泰絲特蘿莎等三位原初的挑戰，而至今全勝無敗績(18卷透露，因迪亞布羅訂下規則不能攻擊利姆路移植到澤奇恩身上的萬能細胞，造成戰鬥綁手綁腳)。於小說第十四卷中被利姆路授魂覺醒，稱號為「幽幻王」，實力遠遠超越覺醒魔王級，其肉體變得更加堅韌，擁有比擬神話級裝備的強度。與紅丸和迪亞布羅並列為利姆路的部下中實力最強大的三人。
雖因覺醒在繭中沉睡，但意識清晰能掌握外界狀況，在維爾德拉離開迷宮戰鬥時接下了守護菈米莉絲的責任。第十六卷中從進化睡眠中真正醒來，本來就是迷宮最強的他更進一步的變成超規格的存在，身上的外骨骼也從生體魔鋼進化為究極金屬，超絕的近戰能力並且獲得了精神系頂點的究極技能，堪稱無死角的絕對強者。打從一開始菲德維率軍入侵迷宮，就用《幻想之王》反制突然背叛的魔王迪諾，用精湛的謀略讓迪諾的底牌盡露，接著更以壓倒性的實力將之瞬殺（雖然藉手環在迷宮外重生）並且給迪諾下了刻印「夢的盡頭」。種族為蟲神，是屬於上位聖魔靈的水靈蟲。
在第十六卷中測定的存在值達498萬。與迪亞布羅和紅丸被利姆路列為十二守護王之三頂點之一。
第十八卷中，在迷宮與卡利翁對戰，搶先在對方使出奧義之前便將其打敗瞬殺，展現自己不懈怠大意的克己自律的極致，令容易大意的紅丸自嘆不如。
第二十一卷中，以壓倒性實力擊敗侵蝕迷宮的威格，正準備給予最後一擊，卻被突然出現的賽拉努斯打倒，在迪亞布羅與賽拉努斯交戰拖延時間中，聽到賽拉努斯侮辱利姆路，盛怒之下，得到迪諾贈與的「崩牙」進化而成的「崩羽」，此時存在值突破到了800萬左右，與賽拉努斯的戰鬥中向利姆路借取「虛無崩壞」，隨後讓「虛無崩壞」的能量在體內循環擊碎賽拉努斯的究極金屬，最後成功擊敗了賽拉努斯，並且在對戰賽拉努斯時因為虛無崩壞的影響下發生了進化，存在值膨脹到6888萬，種族也進化成最上位聖魔靈的幻靈蟲，隨後也接受了賽拉努斯死前贈與自己的權能。
幻想之王 梅菲斯特『思考加速、萬能感知、魔王霸氣、水雷支配、時空間支配、多次元結界、森羅萬象、精神支配、幻想世界、生命支配』
世界系究極技能。在利姆路授魂覺醒後靠自力獲得的究極技能。擁有稀少的「世界系」權能，可以使用『幻想世界』創造有利自己的空間，在那個環境中自己幾乎可以變得無敵。
21卷中接受賽拉努斯的力量後『時空間操作』也隨之進化成『時空間支配』，甚至還獲得了賽拉努斯的究極能力『生命之王』的全部權能『生命支配』。
原本的最強奧義為幻想次元波動嵐，但是在賽拉努斯託付的力量下發生了進化。
現在的最強奧義－幻想增殖波動嵐。
〈夢的盡頭〉
澤奇恩獲得究極技能《幻想之王》後，以《幻想之王》其中的『水雷支配』、『精神支配』、『幻想世界』三種權能複合而成的技能。屬於自動控制型的技能。一旦對方採取違背澤奇恩意願的行動時，就會破壞目標的心核，即便是精神生命體也無法從這個咒縛中逃脫。
紫苑（Shion，聲：M·A·O）
鬥神王（War Lord）
原大鬼族的護衛，被利姆路命名後進化成鬼人族，並賦予「武士」兼「秘書」一職，在利姆路進化成魔王時，受到祝福再度進化成惡鬼。個性上是個不會讀空氣的笨蛋，常常不聽人說話或是差點把情況弄得更僵，讓利姆路很頭疼的問題人物之一。曾在法爾姆斯王國軍的侵略行動中為保護孩童被殺，但在利姆路進化成魔王後復活並進化。持有黑兵衛鍛造的大太刀「剛力丸」。
原本料理能力低劣到作出來的料理足以產生劇毒的效果，在利姆路進化成魔王時，因為懷著把料理變好吃的願望，結果獲得了獨特技能『料理人』。雖然料理的賣相還是很糟糕但卻成為驚為天人的美味。獨特技能『料理人』能改變世界法則、強行將自己想要的結果複寫上去，藉由此效果讓拉贊等人被切成肉塊還能活著，或是強行擊破讓魔物力量低下的聖淨化結界等。
目前為第一秘書職位。整合了復活的魔物大約100名，成為了直屬於利姆路的親衛部隊「紫克眾」。迷戀著利姆路，經常因照顧利姆路的事與朱菜有所競爭。魔國聯邦三大偶像之一。於祭典時成為四大天王，最後成為了十二守護王。
與蘭斯洛的一戰中，因對方強橫的實力而陷入苦戰，之後拋棄忌妒心，固有技能「鬥鬼化」成功進化為獨有技能「鬥神化」，並在蘭加的幫助下成功擊敗了對方。於小說第14卷中被利姆路授魂但未覺醒，稱號為「鬥神王」。當初無法進化的原因在於選項過多，在與帝國的決戰中，紫苑把進化路線的選擇權交給《智慧之王》。當「希爾」誕生之際完成了進化，希爾幫助紫苑挑選出最適合技能，之後進化為鬥神，屬於上位聖魔靈中的鬥靈鬼。作為上位聖魔靈，擁有壓倒性的物理戰鬥能力，而且其物理攻擊甚至能破壞精神體，沒有屬性特長卻能對所有屬性予以痛擊，可以說是精神生命體的天敵；傳說級武器「真·剛力丸」也進化為神話級武器「神·剛力丸」。並擊敗了美納莎。
在第16卷中測定的存在值達422萬（還須額外加上大太刀「神·剛力丸」的108萬）。
在第18卷中作為護衛和聯絡人而被派往魯貝利歐斯。
在第20卷中首先與達格里爾交戰，但不敵對方而被打敗。
由於獨特技能「料理人」已經有著相當高的能力，加上改造後可能會使紫苑對利姆路的性命造成威脅，因此希爾選擇不對技能給予改造。
在21卷中受到達格里爾攻擊時，因感受到與利姆路的聯繫斷絕內心陷入虛無與憤怒，同時因為希爾消失，受到限制的技能因此完成進化成為究極技能《暴虐之王》。
(Web) 因為自己對敵人實力忌妒心導致即使被授魂卻也無法進化為真魔王，直到後來與達格里爾對峙拋棄了忌妒心才得以進化。結局中一直和朱菜、蜜莉姆、克蘿耶、克羅諾亞等人爭奪利姆路正妻的地位。
料理人『確定結果、最適行動、？？？』
當中的確定結果所掌握的原因與結果都存在時間流逝的彼端，因此在時間停止的環境下近乎無敵。
暴虐之王 須佐之男 『思考加速、萬能感知、魔王霸氣、確定結果、無限再生、行動改變、虛無抵消、幻想破壞、時空間操作、多次元結界』
其本質為精神生命體天敵的抵銷能力，可以藉由攻擊從對手身上奪取能量，透過中和完全轉化為自身能量。當中能力以虛無抵消及幻想破滅兩項最危險，結合使用後可能如希爾所警戒般足以殺死利姆路。
蘭加（Ranga，嵐牙）　聲：小林親弘
星狼王（Star Lord）
原牙狼族頭目的兒子，在頭目被殺後臣服於利姆路，被利姆路命名後進化成嵐牙狼，並成為一族的新頭目。在豬頭帝一戰中成功進化為黑嵐星狼，能操作龍捲、黑雷等能量。平時都躲在利姆路的影子中，只有被命令時才出現，算是利姆路的寵物。可透過魔狼合一與哥布達合体。於小說第14卷中被利姆路授魂覺醒，稱號為「星狼王」。
進化後種族為神狼，是屬於上位聖魔靈中的風靈狼，因在利姆路的影子中沐浴著其強大的魔素中進化，魔素量快要匹敵紅丸。在第16卷中測定的存在值達434萬。
魔狼王『超直感、附體同化、同族召喚、同族再生、意志統一操作』 
星風之王 哈斯塔『思考加速、萬能感知、魔王霸氣、天候支配、音風支配、空間支配、多重結界』
天候系究極技能，16卷覺醒時獲得希爾幫助得到的能力，值得一提的是這並非贈與而是希爾提供協助且自我覺醒的究極技能。
〈喚死之風〉
蘭加獲得《星風之王》後誕生的新技能。能夠把身體轉化為擁有自我意識，極具侵蝕力的魔風。
蓋德（Geld，聲：山口太郎）
守征王（Barrier Lord）
豬頭魔王旗下的豬頭將軍倖存者，被利姆路命名後從豬頭族進化成豬人族並任命其為豬人王。被利姆路以死去的豬頭魔王「蓋德」的名字所命名。個性樸實耿直，做為建設部門的幹部非常盡責，為魔國聯邦的建設做出許多貢獻，身懷著極為優秀的防禦力與魔王級的武技，會為了同伴豪不吝嗇使出自己的力量。
平時統率著被稱為「黃色軍團」的同族部下進行工程，戰時則立時化身為戰鬥部隊加入戰鬥。於小說第十四卷中被利姆路授魂覺醒，稱號為「守征王」。
在第一次帝國戰爭結束後被授予了傳說級的裝備，並且隨著自身的覺醒而受到祝福進化成神話級，並且變成了如同自己的血肉一般，武器與裝備能憑自己的意思顯現，即使毀壞了也能夠自動復原。在第二次帝國戰爭前期因為受到了進化的祝福而在沉睡，在迷宮即將被墮天族攻入的前一刻與九魔羅同時完成覺醒。之後讓第二軍團的部下投入了都市保衛戰，以免回到地面的都市——利姆路受到戰爭的波及而毀壞。並且和九魔羅一同抵擋住了即將攻入迷宮的皮可和加拉夏，成功地為澤奇恩等人爭取到了時間。
進化後種族為豬神，屬於上位聖魔靈中的地靈豬。測定的存在值達237萬。作為護衛和聯絡人而被派往蜜莉姆的領土。在蟲魔族入侵時前去與姆吉卡交戰。
守護者『守護賦予、代打、鐵壁』
美食者『捕食、腐蝕、胃袋、吸收、供給』 
美食之王 巴力西卜『思考加速、魔力感知、魔王霸氣、超速再生、捕食、胃袋、隔離、需求、供給、腐食、鐵壁、守護賜予、代替、空間操作、多重結界、超嗅覺、全身鎧化』
第十六卷中與利姆路面談後，被希爾改造並且授予的能力，屬於究極贈與，而非自力覺醒的究極技能。是《暴食之王》的稍微弱化後又被賦予了《暴食之王》所沒有的其他各式各樣的能力，可以與同族一起分享力量與分擔傷害，又能使用攻防一體的腐蝕能力，是一種在防禦上極為強大的技能。
戈畢爾（Gabil，聲：福島潤）
天龍王（Drag Lord）
原蜥蜴人族的少主，性格自大目中無人，在豬頭族入侵時企圖發動政變成為首領，並主動迎擊侵襲來犯的豬頭族，因而差點造成蜥蜴人族的滅亡。
在和豬頭帝的戰爭結束之後被其父親放逐。反省自己的過錯之後，與自願跟隨的部下們一同投奔到了利姆路的麾下。被利姆路重複命名後進化成了龍人族。同時努力地把自己過去目中無人的自大性格改正，如今已能察言觀色並深思熟慮，成為優秀的將領。被利姆路派去栽種回復藥的原料，與之後來到魔國聯邦的培斯塔協力做出實績後，在開國祭被提拔為開發部門幹部並與父親和好。
非常具有實驗精神，即使在戰爭中也不忘進行各種令人無語的實驗，最後與培斯塔完成開發完全回復藥之後，更在其中找到了魔素的重大秘密，從中而發現植物突變及回復藥修復無機物等重大發現，一度被各國視為國家級機密，且被建議需要各國學者進行認定後並正式發表。除了戰鬥能力極強外，因長期進行實驗而與培斯塔一起成為魔國聯邦有名的科學家，是戰鬥與研究實驗皆能做的萬能型人才。
統領著百名部下組成的「飛龍眾」，是魔國聯邦常規編制的最強部隊。持有從父親手中得到的，蜥蜴人族歷代傳承的三叉魔槍「水渦槍」。其固有技能「龍戰士化」能讓自身實力提高到能匹敵卡利翁和芙蕾的災禍級的程度，但使用過後會給身體帶來傷害及負擔。小說第十三卷被帝國的「魔素擾亂放射」集中開火，意外發現能進一步強化並維持自身的「龍戰士化」的力量與持續時間，因此在戰場上閉眼感受體內魔素的流動，進入外人看來像是被困住無法動彈的狀態。因其實力強大，而被帝國軍誤認為是剛甦醒還很衰弱的維爾德拉。於小說第十四卷中被利姆路授魂覺醒，稱號為「天龍王」，實力大幅提升，在平時就保持『龍戰士化』的型態，因此『龍戰士化』消失，卻獲得了『龍鱗鎧化』，防禦力最高可達神話級。
進化為覺醒魔王後種族為真．龍人族，是屬於中位聖魔靈的水靈龍。與皇帝近衛騎士團的馬可對戰，雖然雙方實力相當，但對方靠著模仿成近藤中尉增加技量，加上自己剛覺醒還無法完全掌握自身能力而戰敗其常用的武器「水渦槍」只為特質級，於第十六卷交由黑兵衛加以重新鍛造。目前正被烏爾緹瑪進行嚴格的操作魔素的訓練。測定的存在值達126萬。作為護衛和聯絡人被派往蜜莉姆的領土，且根據利姆路和蓋札的對話得知，其「水渦槍」已經由黑兵衛被強化到非常接近神話級的程度。在蟲魔族入侵時與比特霍普交戰。
20卷中其武器「水渦槍」已經達到神話級的境界，並以此打倒了比特霍普，在此之後與三獸士之一的蘇菲亞走到了一起。
自滿者『意外效果、命運變更』 
心理之王 情緒製造者『思考加速、命運改變、意外操作、空間操作、多重結界』
尚未覺醒究極技能，因此小說第十五卷中由希爾改造進化後所賦予的新能力，為究極贈與。若能夠控制好溢出來的霸氣，則還能學會『魔王霸氣』。『命運改變』對同一物件的使用次數為一天一次，能夠改變既定的命運結果，並且能憑自身的意志發動，『意外操作』能夠強化自身的力量，能憑自身的意志發動，但如果自己心情好或情緒高昂的時候一樣也能提升力量。
泰絲特蘿莎（Testarossa，聲：內山夕實）
虐殺王（Killer Lord）
迪亞布羅找來加入利姆路的惡魔之一。原初之白，第二柱誕生的原初惡魔，「白」色陣營惡魔的領袖。魔力操作技術極高，性格殘忍好戰，能在未持名時遭到萊茵挑戰並將其擊敗，與其對戰就連迪亞布羅也不能保證勝利。名字由來為法拉利出產的超級跑車Testarossa。
曾是東方帝國隸屬國之一「希爾貝利亞」的守護者。在倍受冷落、不被需要的公主布蘭切·那穆·希爾貝利亞十二歲生日向其搭話，以實現她一個願望換取其肉體，卻意外被孤獨的她許下與她成為朋友的願望，並且在體內的白的幫助下知識、技能各方面都表現出優秀的成長。在布蘭切十六歲生日時，因當時希望迎娶她的帝國貴族、國內貴族以及她妹妹的背叛，令絕望的她選擇把肉體轉讓給「白」，這時才讓「白」意識到在與布蘭切相處的過程中，自己已經將她視為最重要的人，甚至願意為了她而放棄契約，但最終無果，布蘭切實行契約之後，「白」對自己的無力感到深深哀嘆。獲得肉體的「白」對於布蘭切的遭遇，以及布蘭切為了自己而自願獻身於她的事實感到不悅，其後極度憤怒的她決心為自己唯一的朋友布蘭切，對仇人進行強烈的復仇，而引起「血染湖事變」，背叛者得到最殘酷的死亡、遵守約定的人則賜予平靜的往生，這是「白」為朋友唯一能做的事。最後為避免布蘭切的肉體受破壞而假裝被帝國軍擊敗，用強大的封印讓布蘭切的肉體在這塊土地長眠，並將遵守約定的人民靈魂做為陪伴，靜靜目送布蘭切的靈魂離開。而帝國一方則宣稱，在這次事件中帝國賭上其國家威信並成功阻止「白」的受肉儀式。
獲得名字與身體後，被利姆路任命為朱拉·坦派斯特聯邦國的外交武官，並以國際法作護盾，兵不血刃的情況下挫敗「羅素一族」的陰謀，成功收服西方諸國評議會。在文庫版第十三卷中使用了一種只會破壞「靈魂」的究極禁忌魔法，核擊魔法「死亡祝福」把範圍內的帝國軍全滅。在與帝國的決戰中被利姆路授魂後覺醒，進化為惡魔王。測定的存在值達333萬。與帝國的戰鬥結束後被派往帝國當魔國聯邦的代表，順便協助正幸登基。與威格對決期間，以《死界之王》創造出了究極對人魔法「白閃滅炎霸」，殲滅了威格的肉體，但仍舊沒收割到對方靈魂。
(Web)擊敗普利塞拉後，獲得普利塞拉的《武器之王》。
死界之王 彼列『思考加速、萬能感知、魔王霸氣、時空間操作、多次元結界、森羅萬象、生命支配、死後世界』
第十五卷中無視希爾的幫助而自力覺醒的究極技能，擁有「世界系」權能，操縱「純粹死亡」的能力。
烏爾緹瑪（Ultima，聲：富田美憂）
殘虐王（Pain Lord）
迪亞布羅找來加入利姆路的惡魔之一。原初之紫，第六柱誕生的原初惡魔，「紫」色陣營惡魔的領袖。個性陰暗殘忍，有虐待下級惡魔的嗜好；但在利姆路面前表現得活潑開朗。名字由來為超級跑車廠牌Ultima。
獲得名字與身體後，被利姆路任命為朱拉·坦派斯特聯邦國的最高檢察官。經常為了芝麻綠豆大小的事與卡蕾菈起爭執，甚至到了打架的地步，結果總是被迪亞布羅強行拖到迷宮打到體無完膚為止。因為自認魔力操作和魔素量不如白、黃兩柱，所以強化自己的戰鬥技巧，並有相當的進步。在文庫版第十三卷使用人類無法駕馭的究極魔法，核擊魔法「破滅之炎」將帝國飛空艇炸毀，其爆炸波及到其它飛空艇，導致其它飛空艇一同墜毀。在與帝國的決戰中被利姆路授魂後覺醒，進化為惡魔王。在帝國決戰中對戰達姆拉德，透過對戰學習了對方的技巧並且融入《死毒之王》後成功將其擊殺，而達姆拉德死前則以自己的靈魂和刻入靈魂的所有技巧為代價，委託她殺死皇帝。之後獲得「拳魔」的稱號。測定的存在值達266萬。作為聯絡人和護衛被派往達格里爾的領土。以一人之力壓制加拉夏和皮可，途中因達格里爾背叛而向利姆路請求支援，在米迦勒和利姆路的對決結束後與迪亞布羅帶著受傷的雷昂回到魔國聯邦。
第20卷和阿德爾曼共同與芬交戰，不停用暗黑魔法：虛無消失獄消耗芬的體力。
劇場版《紅蓮之絆》的幕後推手，本來打算藉由和拉賈小亞國的契約讓自己以該國家的女王肉體受肉，但因為從迪亞波羅那得知自己的部下居然為了討好自己擅自行動引發了一系列事件，於是便打消了計畫並在劇場版的最後救活了本來要死於契約的永遠。
在外傳《異聞～魔國生活的三人組～》中提到她因為對迪亞布羅在劇場版的炫耀心生不滿，於是便在以眼神威嚇試圖勸諫她的維儂後，在外傳的三位主角一同被魔國聯邦派遣到西方諸國進行調查的期間變身為貓跟她們一同行動了一段時間（當時她還未被迪亞布羅招攬成為利姆路的部下，加上由於還未獲得肉體因此為了以最低限度的魔力消耗前往物質世界才會變身成貓）。
死毒之王 薩邁爾『思考加速、萬能感知、魔王霸氣、時空間操作、多次元結界、弱點看破、死毒精製、死滅世界』
小說第十五卷中經過希爾的幫助而覺醒的技能，賦予死亡與劇毒的能力，屬於究極技能。
由於『死滅世界』會無條件殺死所有不具備究極技能的精神生命體之外的人，是極其凶惡的「世界系」權能，雖然對於擁有究極技能的上位者沒有影響，但還是過於危險，被利姆路禁止使用。（實際是連本人都沒意願使用）
卡蕾菈（Carrera，聲：長谷川育美）
破滅王（Menace Lord）
迪亞布羅找來加入利姆路的惡魔之一。原初之黃，第五柱誕生的原初惡魔，「黃」色陣營惡魔的領袖。獲得名字與身體後，被利姆路任命為朱拉·坦派斯特聯邦國的首席大法官。個性有話直說，喜歡四處破壞，雷昂與達格里爾均是她的受害者。名字由來為保時捷出產的超級跑車Carrera。
擁有十分龐大的魔力，過去尚在魔界時，被雷昂擊退了無數次，並且時常以玩笑的心態胡亂施放核擊魔法。經常為了芝麻綠豆大小的事與烏爾緹瑪起爭執，甚至到了打架的地步，結果總是被迪亞布羅強行拖到迷宮打到體無完膚為止。在文庫版第十三卷使用大規模核擊魔法「重力崩壞」將試圖拖延時間和逃跑的帝國軍擊潰。在與帝國的決戰中被利姆路授魂後覺醒，進化為惡魔王。
在利姆路麾下四柱惡魔王中以持有最大魔素量自豪，但同時也是其中唯一無法完全控制魔素的一柱。在帝國決戰中對戰近藤達也，以自己的心願覺醒了究極技能的可能性，並在希爾的支援下成型，掌控了至今無法完全掌控的魔素，並且與阿格拉聯手才勉強險勝，在毫釐之間擊敗了近藤達也，之後接受近藤達也的委託獲得其左輪槍作為自己的武器。同時希爾將近藤達也的究極技能《斷罪之王》統合到《死滅之王》。劍術資質十分優秀，獲得部下阿格拉的高度評價。
測定的存在值達701萬(還須額外加上“黃金槍”的337萬)，已經停止了成長。由於存在值的計算包含了魔素量，單看存在值無法評估出實際的戰鬥力。根據第十五卷中本人的說法表示，即便和烏爾緹瑪聯手也無法戰勝迪亞布羅，可見迪亞布羅戰鬥技術的高明，目前也還未贏過澤奇恩。作為聯絡人而被派往蜜莉姆的領土。第十九卷中與「十二蟲將」之首賽斯和比利奧特交戰。
在第20卷中與賽斯單獨交戰，因曾與澤奇恩鍛鍊過所以能適應賽斯的動作，最終以神滅彈消滅了大意的賽斯。獲得勝利後卻遭到賽拉努斯的偷襲而導致無法再戰，在即將被打倒的前一刻受到了蜜莉姆的援護。隨後由於正幸發動了《英雄之王》使近藤的靈魂出現，並使用了含有近藤靈魂的黃金槍再次射出神滅彈將比利奧特給消滅。
後遭到維爾薩澤的攻擊導致與其手下一同被冰凍，目前生死未卜。
死滅之王 亞巴頓『思考加速、萬能感知、魔王霸氣、時空間操作、多次元結界、極限突破、次元破斷』
與阿格拉一同對峙近藤達也的時候獲得，可以加強破壞效果，屬於究極技能。小說第十五卷中經過希爾的幫助而覺醒的技能，並且之後將《斷罪之王》統合。
〈神滅彈〉
《死滅之王》與《斷罪之王》統合後的能力，威力比原版「近藤達也」大。
九魔羅（Kumara，聲：鈴代紗弓）
幻獸王（Chimera Lord）
初登場時為魔王克雷曼的「五指」之一，三根尾巴的九尾狐幼體。原本居住的故鄉被東之帝國給毀滅後，被敵人捕捉並販賣給了魔王克雷曼。在魔王们的盛宴中，被強迫與蘭加進行戰鬥，一直到利姆路解除了克雷曼對她的操縱。開國祭前被利姆路命名後從四尾直升九尾，協助迷宮營運並成為迷宮守護者。個性狡猾，與性格直率的阿畢特關係惡劣，但卻互相認可，也互相尊敬，只是常常吵架。
曾經做出要取代蘭加成為利姆路的寵物的宣言。因為還在成長途中，所以跟孩子們一起接受日向指導。擁有人形化的能力，曾化身為幼女跟孩子們一起上學。
能把尾巴幻化成「白猿」、「月兔」、「黑鼠」、「雷虎」、「翼蛇」、「眠羊」、「火鳥」、「鏡犬」這八種名為八部眾的眷屬魔物，其各自擁有從九魔羅那所獲得的力量。作為迷宮十傑之一，被稱之為「九頭獸」。在東之帝國入侵時，於地下迷宮重遇仇人堪薩斯，並殺死了對方完成了復仇。從利姆路裡那得到最多『名字』的部下，總計9個『名字』，於小說第十四卷中被利姆路授魂覺醒，稱號為「幻獸王」。
進化之後種族為天星九尾，是屬於上位聖魔靈中的地靈獸，離獲得神性還有一步之遙。測定的存在值達189萬。與前來訓練的卡利翁和芙蕾在迷宮中進行了決鬥。雖然進化后實力大幅增長，但因過於大意和缺乏戰鬥經驗，最後敗在兩人的手下。19卷中得知已經進化為神狐，獲得了神性，在與奧爾麗雅的戰鬥中以壓倒性的實力戰勝對方。
幻獸之王 巴哈姆特『思考加速、萬能感知、魔王霸氣、重力支配、空間支配、多重結界』
第十六卷中拜託利姆路後，被希爾授予的能力，屬於究極贈與。
阿德爾曼（Adalman，聲：杉田智和）
冥靈王（Gehenna Lord）
曾是仰賴著聖教會神殿騎士團防衛的小國之一的王子。作為代價，阿德爾曼加入了聖教會，熱衷信仰著魯米納斯教。最初的戰鬥風格為格鬥，隨後為了輔助艾伯特而改職為法師，也發現自身的天賦所在。
成為聖教會的樞機卿後威脅到「七曜」的地位，在只差一步就可到達「聖人」時被「七曜」所騙，在朱拉大森林邊緣戰死。在好友蓋多拉施展蘇生秘術時因瘴氣和死者怨念的緣故而變成骸骨容貌的死靈。後來被「咒術王」魔王卡札利姆相中，作為據點防衛機構而束縛，成為魔王克雷曼的「五指」之一。
克雷曼城攻略戰中，因朱菜的話領悟了信仰的真諦，使出全力的神聖魔法亦被朱菜篡改反彈，從束縛中解放。而後將利姆路作為新的神侍奉，如同當年對魯米納斯教時一樣的信仰狂熱。開國祭被朱菜建議安置在迷宮而成為迷宮守護者。經歷開國祭的慘敗後，努力不懈修行，並獲得利姆路授予的特質級裝備，實力已超越生前，與艾伯特和死靈龍組隊擊敗了蓋多拉三名弟子後，被利姆路晉升為第七十層的守護者。
授魂覺醒之後種族為死靈，是屬於中位聖魔靈中的光靈骨。測定的存在值達87萬。作為護衛和聯絡人被派往魯貝利歐斯。之後為了匯報情況而短暫的返回了魔國聯邦，並與前來訓練的卡利翁和芙蕾在迷宮中進行了決鬥。雖然進化后實力大幅增長，但因進化後的兩人已經成為了可以與究極權能匹敵的精神生命體，再加上卡利翁的新招式和芙蕾的相性極差，最終還是敗在兩人的手下。藉由研究魯米納斯的秘儀『晝夜反轉』和貝瑞塔的獨特技能『天邪鬼』的協助，創造出了追加技能『聖魔反轉』，克服了自身為不死系魔物的弱點。作為迷宮十傑之一，被稱之為「死靈王」。被利姆路授魂覺醒，稱號為「冥靈王」。
第20卷使用大魔法「爆霸流星嵐」消減巨人軍團3成兵力。在被芬一拳擊倒後，透過與溫蒂合體來取得與芬抗衡的力量。
魔道之書 死靈之書『思考加速、萬能感知、魔王霸氣、詠唱破棄、解析鑑定、森羅萬象、精神破壞、聖魔反轉、死者支配』
為希爾給予的技能，屬於究極贈與。與蓋多拉的「魔導之書」雖然是同個系統，但是其中被摘除了不適合的部份，取而代之的是附加了必要的權能。

#### 其它部門幹部
蒼影（Souei，聲：江口拓也）
原大鬼族的忍者，紅丸的好友，被利姆路命名後進化成鬼人族，之後賦予「密探」一職，在利姆路進化成魔王時，受到祝福再度進化成妖鬼。
在朱拉·坦派斯特聯邦國負責諜報工作。平時有些沉默寡言，不善交流，而且表情不多。富有智慧，理智，善於思考，且一絲不苟，即使是多麼險峻的情況也可以做出最正確的判斷，總是採取從容不迫的態度。
開國祭時被利姆路任命為諜報部門幹部，並被要求嚴格篩選成立一支直屬於利姆路的諜報工作的部隊「藍闇眾」，並擔任首領，雖然有與十二守護王的幹部們相當的實力，但由於是隱密性質的部門，所以鮮為人知。
在紅丸進化成炎靈鬼後得到祝福，進化為闇靈鬼，與炎靈鬼同樣為聖魔靈的一種，並且也同樣是持有肉體的精神生命體，作為從大鬼族時期就一直輔助、從屬紅丸的存在，儘管魔素量提高的幅度並不能與真正的覺醒魔王相提並論，不過也遠遠超越魔王種，實力也匹敵覺醒魔王。
後來已能夠靈活運用「並列存在」進行戰鬥，並且以此來打敗實力高於自己的對手。在第十六卷中測定的存在值達128萬。十九卷中被米迦勒停止時間打倒，但因為提前以並列存在進行應對而存活。在利姆路打倒米迦勒後開始著手調查達馬爾加涅的戰鬥經過。
隱密者『思考加速、超加速、一擊必殺、隱匿』 
月影之王 月詠『思考加速、萬能感知、月之瞳、一擊必殺、超速行動、精神操作、並列存在、空間操作、多重結界』
作為沒有覺醒能力的補助，在小說第十五卷中由希爾所賦予的新能力，屬於究極贈與。為了完美呈現利姆路在日本漫畫中的忍者印象，不但被賦予了維爾格琳的並列存在，並且有著應用廣泛的並且連分身也能使用的月之瞳，堪稱希爾的技能組合的自信大作。
朱菜（Shuna，聲：千本木彩花）
原大鬼族的公主，被利姆路命名後進化成鬼人族後被稱為「鬼姬」，並賦予「巫女姬」一職，在利姆路進化成魔王時，受到祝福再度進化成妖鬼。很擅長裁縫而被稱為「織姬」，也非常擅長料理，對行政事務也有一定能力，多才多藝，非常萬能的才女，是利姆路實質上的秘書。迷戀著利姆路，經常因照顧利姆路的事跟紫苑有所競爭。魔國聯邦三大偶像之一。
性格溫柔賢慧，待人和善且善良，但生氣起來很可怕，好勝心也強，非常喜愛甜食，與哥哥紅丸有不少相似之處，很關心哥哥紅丸的戀情。雖然胸部不小，但依然羨慕與嫉妒紫苑的巨乳。雖然外表看不出來但戰鬥力很高，非常擅長魔法與解析各種事物，曾經受過白老的訓練而學會柔術；因為非常敬愛利姆路，且與阿德爾曼共同研究過之後，加上朱菜對利姆路強烈的敬愛之心，身為魔物卻掌握最強神聖魔法「靈子壞滅」，曾在評議會上展現過只將對手盔甲破壞的完美技藝。
從外傳漫畫《魔物之國的漫步指南》得知，她也是利姆路零用錢的管理者。以及外傳《轉生史萊姆日記》中，紅丸曾說朱菜有時與其說是妹妹，倒不如說像是母親之類的存在，會像母親一樣嚴格且嘮叨。
（Web版）結局中一直和紫苑、蜜莉姆、克蘿耶等人爭奪利姆路正妻的地位。
解析者『思考加速、解析鑑定、詠唱排除、法則操作』
是『捕食者』的進階版能力，不需捕食，只需感知魔素即可解析。
創作者『物質變換、融合、分離』 
透過此能力與『解析者』搭配使用而能夠重現並研發各式各樣利姆路的想法與產品。
神導巫女
由『解析者』與『創作者』結合的究極技能。
白老（Hakuro，聲：大塚芳忠）
原大鬼族的劍士，被利姆路命名後進化成鬼人族，並賦予「師範」一職，在利姆路進化成魔王時，受到祝福再度進化成妖鬼。外祖父荒木白夜是異世界人，擁有四分之一異世界人血統。「朧」流劍法的劍術達人，定居在大鬼族中，因魔素不足無法為孫子(白老)取名而十分懊悔。
劍術天才，在原部族中有着「劍鬼」的異名，矮人王小時候在森林中迷路時曾遇到他，並拜其為師。主要是擔當劍術訓練的負責人，戰時則作為軍事顧問跟紅丸副官。與天狗族長老-楓有一個女兒紅葉，但直到開國祭前才得知並相認，對紅葉訓練嚴格的同時也很溺愛她，堅持把紅葉培育成能配得上紅丸的妻子，讓紅丸傷透腦筋。
與近藤對斬，雙方皆使出奧義，後來白老成功傷到近藤，而近藤則是砍斷白老雙手，但近藤非常訝異世界上居然有劍技高於他的劍士（近藤知道自己在劍術上是輸給白老的，能夠砍斷白老的手是因為自己的身體素質高於對方）。被阿格拉稱為「名符其實的劍術天才」(能使出只看荒木白夜用過一次的八重櫻)，在本作中是劍術方面的翹楚(論資質貌似在阿格拉之上，但阿格拉還留有除了八重櫻以外的密奧義以及新招式「朧 百華繚亂」)。
武藝者『天空眼、思考加速、超加速、未來預測、秘傳』 
利格魯德（Rigurd，聲：山本兼平）
原哥布林村的村長，為拜託利姆路拯救村子的危機而成為利姆路第一個部下並被任命為哥布林王，後來成為行政部門的幹部，魔國聯邦的首相。擁有超過利姆路想像的才能，能夠將魔國聯邦的大小事務都處理得很好，也擅長對外的交涉。雖然是行政幹部但私底下會偷偷訓練，實力在A級之上。
原本外貌是風燭殘年的矮小老人，但被命名進化之後搖身一變成為壯年的肌肉巨漢，給當時還不知道命名對魔物影響的利姆路帶來了極大的衝擊；此後凡是進化後跟進化前外表差很多的都會被利姆路私底下稱為「利格魯德衝擊」。行事風格冷靜，但也有好戰的一面，不過因為魔國聯邦的幹部們實力更加強大而自嘆不如，但因為摩邁爾成為幹部而了解到戰鬥以外的才能的重要性，十分敬愛利姆路，也非常喜歡舉辦各種宴會。
哥布達（Gobta，聲：泊明日菜）
哥布林少年，個性天然，常常私底下稱呼師父白老為老頭。為狼鬼兵部隊的隊長，同時也是第一軍團的軍團長。雖然進化之後外表跟進化前沒有變化，但具有遠超出外表的實力，學習能力快速，堪稱才能的結晶，但不擅長教人。擁有天生的強運，意外性第一的角色，經常在關鍵時刻做出各種蠢事的諸多事蹟眾所皆知，但也因搭配自身歡樂的個性而也有不少粉絲，只是他本人都不知道。
於開國祭典時在坦派斯特武鬥大會中透過計策與正幸的主動認輸奪得冠軍而成為四大天王之一。持有追加技能『賢者』，可透過魔狼合一與蘭加合體。第一次與東之帝國戰爭後，被利姆路賦予能夠在面前自由說話的權利，更因此引來許多人的忌妒。存在值不到2萬，卻能夠打倒存在值超過10萬的人，堪稱異常。
賢者『思考加速』
偽賢者（Web版中獲得的能力）
葛倫多·摩邁爾（Garde Mjollmile，聲：青山穰）
布爾蒙王國的大商人，是個黑白通吃的人物，經常遊走法律的灰色地帶，但從不會做確實違反法律的行為。在某次行商的途中遭遇強大魔物襲擊時被利姆路救下，因此對利姆路相當敬仰。因為被利姆路看中其管理金錢的能力，而後將其挖角到魔國聯邦擔任管理財政的職務。「陰謀詭計三人組」之一。與利格魯德關係很好，跟其他幹部也相處融洽，十分敬愛利姆路，收藏很多美化利姆路的肖像畫。在艾爾梅西亞和利姆路的計策下，成為了「四國通商聯盟」的代表。表面上與新成立的「西方綜合商社」是敵對組織，實際上兩個組織都是由「陰謀詭計三人組」暗中操盤。

### 軍事組織

#### 第一軍團
以哥布達為主的哥布林軍團，由哥布林騎兵部隊100人和綠色軍團12000人所組成。

#### 第二軍團
以蓋德為主的高等半獸人(豬人部隊)軍團，平時與同族部下進行工程，戰時則立時化身為戰鬥部隊加入戰鬥。由黃色軍團2000人和橙色軍團35000人所組成。

#### 第三軍團
由戈畢爾率領的陸空游擊部隊，19卷時確認全員達到特A級。由於自身戰鬥力強大加上能夠飛行還擁有特殊技能因此被視為魔國的殺手鐧之一。由飛龍眾100人和青色軍團3000人所組成。
戈畢爾的部下
蜥蜴人族的變異種，戈畢爾的三位跟班。
彌七（聲：江越彬紀）
角新（聲：手塚弘道）
介羅（聲：佐佐木義人）
蓋札特（Gazatto）
蜥蜴人族的變異種，戈畢爾的部下之一，由於不怎麼精明，所以主要負責戰鬥。但與戈畢爾不同，意外地很受到異性的歡迎。

#### 紅焰眾
紅丸的親衛部隊。
哥布亞（聲：永瀨安奈）
「紅焰眾」隊長，是由被利姆路取名的哥布林之一，是個高大的美女，後進化成的大鬼族（食人鬼），之後又因紅丸覺醒成真魔王而獲得祝福，進化為鬼人族，實力在A級之上。仰慕著紅丸，在紅丸跟紅葉和阿爾比思兩人結婚時深受打擊，但之後卻與被阿爾比思甩了的法比歐惺惺相惜並走的很近，關係曖昧，於19卷與法比歐成為情侶。

#### 藍闇眾
蒼影率領的情報部隊。
蒼華（Soka，聲：大久保瑠美）
戈畢爾的妹妹，原蜥蜴人族的親衛隊隊長，現為蒼影旗下諜報部門「藍闇眾」領隊，十分迷戀蒼影，但總是被蒼影捉弄。在利姆路命名後與其四名部下：「東華」、「西華」、「南槍」、「北槍」一起進化成了龍人族，與戈畢爾相比外型較為接近人類。隨著戈畢爾被利姆路授魂覺醒為真魔王，蒼華也跟著得到祝福，使得魔素量匹敵上位魔將，持有技能依舊是『龍戰士化』，攻擊力大幅提升，但防禦相對較弱。
在第十六卷中測定的存在值達26萬。平時一舉一動學習著蒼影，但其實是有著小惡魔個性的少女，在魔國武鬥大會中擔任播報員，稿詞都是自己寫的，甚至還暗中協助蜜莉姆的請求，播報時導致自己的本性曝光，但播報內容隱藏的腹黑之言以及辦事手法令利姆路感到佩服。

#### 紫克眾
紫苑的部下。
哥布傑（Gobuzou，聲：梶原岳人）
原狼鬼兵部隊的成員之一，喜歡紫苑，外表和個性非常的呆然，所以在法爾姆斯王國軍襲擊事件中被當成了挑事的對象。在利姆路进化成魔王之後，從死亡的狀態下復活，加入紫克眾。之後被利姆路授予了一把鎖鐮，並在努力鍛鍊後，被稱為「鎖鐮哥布傑」。
哥布耶
紫克眾成員之一，外表看起來非常幼小，實際上比哥布達年長。在法爾姆斯王國襲擊事件中被殺，之後在利姆路成為魔王後復活。
達古拉（聲：長岡龍步）
達格里爾的長子，身材高瘦，戴著耳環的斯文男。紫克眾的第一小隊長。儘管自身魔素量較紫苑高，卻因缺乏戰鬥技術而被紫苑擊敗。
（Web）在達格里爾被維爾德拉擊敗並消失後，成為巨人族的新王。
里拉（聲：佐藤悠雅）
達格里爾的次子，綁頭巾，渾身肌肉的壯漢。紫克眾的第二小隊長。與大哥和三弟魔素量較紫苑高，卻同樣缺乏戰鬥技術被紫苑擊敗。
戴伯拉（聲：濱田洋平）
達格里爾的么子，肥胖的矮小男子。紫克眾的第三小隊長。與大哥和二哥自身魔素量較紫苑高，卻同樣缺乏戰鬥技術被紫苑擊敗。

#### 黑色軍團
隸屬於魔國聯邦的祕密軍團（近衞軍），全員皆由惡魔族組成，世界上最兇最惡的戰鬥集團。由迪亞布羅擔任軍團領袖，是唯一不受紅丸指揮的完全獨立部隊。組成分子有600名上位惡魔、100位惡魔騎士、7位惡魔公，以及4位惡魔王。在無一人死亡的情況下，將10萬名的帝國軍殺盡。十九卷透露上位惡魔騎士全員存在值是超過十萬的特A級強者。
摩斯
　原為上位魔將，獲得利姆路賜名和給予肉體後，進化成惡魔公。泰絲特蘿莎的副官。公爵級惡魔。數萬年未嘗一敗，是實力僅次於原初的強者，並侍奉戴絲特塔蘿莎超過一萬年。外表是一名留有白色短髮，小學生身型的少年。擁有分身能力，以此能力打探西方諸國元首的動向，並經常與蒼影合作。15卷時，隨著戴斯特蘿莎再次進化後，進化為大公爵級，魔素量匹敵覺醒魔王。存在值約為108萬。在進化其間，其武器“無限圓環”達到了神話級。與日向等人共同消滅邪龍獸。其存在值達150萬（額外再加上“無限圓環”約100萬），總達250萬。
採集者
創造出極小化的分身
席恩
　原為上位魔將，獲得利姆路賜名和給予肉體。擅長處理文書事務工作。泰絲特蘿莎的副官，子爵級惡魔。三百年不敗。15卷時，隨著泰絲特蘿莎再次進化後，進化為惡魔公子爵級。存在值為28萬6596。在泰絲特蘿莎前往帝國後，接任成為魔國聯邦在西方的代表。
記録者
維儂（聲：麥人）
　原為上位魔將，獲得利姆路賜名和給予肉體後，進化為惡魔公。烏爾緹瑪的副官。公爵級惡魔。四千年不敗，曾多次輸給摩斯而反覆轉生。外表是一名留有凱撒鬍，身穿管家服的老年男性。個性殘忍嗜虐，對敵人毫不留情。隨著烏爾緹瑪的再次進化後，進化為公爵級，魔素量匹敵覺醒魔王。存在值約為88萬。與迪諾交戰。
模仿師
化身為見過的人物，效果更勝於變裝者。
真贗作家
即使未實際見過也可化身為其他人物，並再現其巔峰時期的能力，但因希爾不允許的緣故，無法化身成利姆路。目前最強的型態為「年輕時期的荒木白夜」。小說第十五卷中由希爾改造進化後所賦予的新能力。
祖達（聲：中島良樹）
　原為上位魔將，獲得利姆路賜名和給予肉體。烏爾緹瑪的副官。子爵級惡魔。三百年不敗。外表是一名留有紫色短髮，身穿廚師服的成年男性。擅長宮廷料理。15卷時，隨著烏爾緹瑪再次進化後，進化為惡魔公子爵級。存在值約為30萬。
調理人
把握狀態和支援特化的技能。不管是什麼傷，都可以經過『調理』恢復。
阿格拉
　原為上位魔將，獲得利姆路賜名和給予肉體。卡蕾菈的副官。侯爵級惡魔。三百年不敗。相對魔法更擅長使用日本刀。身為卡蕾菈的副官，與菈米莉絲的部下貝瑞塔很像，常被自己的上司卡蕾菈折騰。平時個性溫和，一旦被觸怒，暴走程度甚至在耶斯普利之上。真正身份為白老外祖父「荒木白夜」的轉生，流派「朧心命流」的創立者。穿越到異世界後，與大鬼族的女性結婚並育有一女，其後女兒結婚後誕下了白老。三百年前逝世後轉生為惡魔族並失去了轉生前的記憶，單憑日本刀就在轉生後的三百年間立於不敗之地。隨著卡蕾菈再次進化後，進化為惡魔公侯爵級。並與耶斯普利一同斬殺了卡爾西亞，在戰鬥後恢復了轉生前的部分記憶。作為指導者而前往矮人王國鍛鍊蓋札王，並打算將朧流的所有秘奧義傳授給他。存在值超過73萬。
刀身變化
將自身化為刀刃，並將掌握的技巧附加給刀的持有者，小說第十五卷中由希爾改造進化後所賦予的新能力。
見地者（Web版獲得的能力）
耶斯普利
　原為上位魔將，獲得利姆路賜名和給予肉體。卡蕾菈的副官。伯爵級惡魔。五百年不敗。身為卡蕾菈的副官和德蕾妮很像，對自己的上司卡蕾菈的行為沒有任何否定，因此常惹得另一位副官阿格拉不滿。外表是一名留有金黃色短髮，相貌可愛，辣妹風格打扮的少女。討厭工作，因此經常把工作推給阿格拉。當其獨有技能「見識者」被蒼影知曉後，經常被對方強逼工作。隨著卡蕾菈再次進化後，進化為惡魔公伯爵級。劍術資質雖然不如卡蕾菈，卻被阿格拉評價為「達人」級別，於第十五卷中與阿格拉聯手斬殺了卡爾西亞。存在值超過55萬。
見識者
觀察別人的能力，此外能無視時間或空間的阻隔地與目標保持聯絡。缺點是聯絡對象只能是熟人。
反擊者（Web版獲得的能力）
将自己受到的傷害全部返還
威諾姆
原為上位惡魔，獲得利姆路賜名和給予肉體後進化成上位魔將。迪亞布羅的副官，本不在迪亞布羅的招攬名單上，而是在路上遇到的挑戰者，一下子就被迪亞布羅擊倒了，但由於一直不氣餒的挑戰，反而讓他很中意。一出生就持有獨特技能的特殊個體，似乎與利姆路一樣是異界訪客。相貌與魯德拉和正幸相似，不同的是其打扮偏向龐克風格。雖然較其他惡魔年輕，但其成長速度卻非常矚目。作為迪亞布羅的部下時常被呼來喚去交代不合理的任務。後來隨著迪亞布羅再次進化後，進化為惡魔公，也被認可為男爵級。存在值約為40萬。在正幸的冒險者隊伍解散後，擔任正幸的護衛，由於與正幸同為苦勞人的緣故，因此二人成為了無所不談的好友。
（Web）與劍也、良太、蓋爾、愛麗絲聯手擊敗阿里奧斯，並獲得究極技能『武器之王』。

### 部下和國民
利格魯（Rigur，聲：石谷春貴）
利格魯德的兒子，繼承死去的兄長之名，成為警備部門的幹部。實力在A級之上。因為哥布達經常偷懶而傷腦筋。在故事初期，利姆路離開封印洞窟，第一個遇到的就是以利格魯為首的哥布林們，他們察覺到利姆路強大的氣息，但利格魯依然鼓起勇氣向利姆路搭話，邀請他前往村落，並請利姆路對抗襲擊哥布林村落的牙狼族，利姆路收服了牙狼族後，幫哥布林們命名，利格魯也因此進化為滾刀哥布林，隨後為了習得工藝技術，為利姆路帶路前往矮人王國。
在外傳《轉生史萊姆日記》中，利姆路曾對利格魯說過，若他當初沒有跟自己搭話的話，這一切就不會開始，可以說利格魯與利姆路的相遇是魔國聯邦最初的起點。
黑兵衛（Kurobe，聲：柳田淳一）
原大鬼族（食人魔）的刀匠，被利姆路命名後進化成鬼人族，外貌是個稀鬆平常且和藹的大叔，與其他同鄉的夥伴相比較不擅長戰鬥，擁有獨特技能『研究者』，並賦予「刀匠」一職。在利姆路魔王進化之後，受到祝福再次進化成妖鬼，並且獲得獨特技能『神匠』。在東之帝國入侵戰爭後，對自己的作品「紅蓮」無法發揮紅丸實力一事感到萬分悔恨，因此決定把「紅蓮」回爐重新鍛造。目前已經有鍛造出匹敵神話級裝備的技術水平，也在積極培養眾多的徒弟。
研究者『解析、空間收納』
神匠『萬物解析、空間收納、物質變換』
凱金（Kaijin，聲：斧篤志）
原武裝王國德瓦崗國民。武器店老闆，凱多的哥哥，前王宮騎士團的工作部隊的團長。曾被培斯塔將研究「魔裝兵計劃」的失誤全推到凱金頭上而被迫辭去軍職。因為被利姆路招募，成為魔國聯邦的幹部。由於魔國聯邦的鍛造主要由黑兵衛負責，所以能專注於道具及技術上的開發和研究。
矮人三兄弟
原武裝王國德瓦崗國民。在礦山採集魔礦石而被魔物攻擊受重傷時，被利姆路提供的回復藥救了一命。因為被利姆路招募，成為魔國聯邦的幹部。
葛洛姆（Garm，聲：相馬康一）
矮人三兄弟的長男，防具鑄造師。
 多爾德（Dold，聲：杉崎亮）
原武裝王國德瓦崗國民。矮人三兄弟的次男，工藝師。
 米魯德（Myrd，聲：野川雅史）
原武裝王國德瓦崗國民。矮人三兄弟的三男，不愛說話，建築師兼藝術家。
哥布一（Gobuichi，聲：中村和正）
魔國聯邦的廚師之一，隨朱菜學習，廚藝不凡，做菜能力在魔國僅次於朱菜，靠著利姆路用胃袋重現的拉麵和漢堡當作範本，將其改良到人人皆可製作的程度，其製作出的菜單頗受好評，甚至讓他國廚師專門為此造訪魔國聯邦。平時主導著中央廚房，負責打理中央廚房的一切。
哥布衛門（Gobuemon，聲：安田陸矢）
原狼鬼兵部隊成員之一，個性有野心且行動力強，但與哥布達爭奪狼鬼兵部隊隊長失敗後獨自行動。在護衛摩邁爾的行動結束後，在利姆路告誡下得知自己作為領袖所缺乏的特質，並得到利姆路曾用過的打刀後，便待在摩邁爾身旁學習管理部下的方式，打算日後打造直屬自己的強力部隊。
艾畢爾（Abil，聲：志村知幸）
戈畢爾和蒼華的父親，蜥人族的首領。原蜥人族，但經由利姆路賜名進化後成為了龍人族。與有著顯著改變的戈畢爾和蒼華不同，外貌僅僅只有變得年輕。在操控魔素的技巧上遠在兩個孩子之上，能自由變換龍人外表與人類外表。
塔克多（Tact）
魔國聯邦的軍樂隊指揮，小人族。曾經是個哀嘆著自身的能力不足，不論是什麼工作都無法勝任的少年。但是被利姆路發現有着用歌曲激勵他人的才能，所以被引薦到軍樂隊，並賜予他名字。
紅葉（Momiji，聲：佳原萌枝）
天狗族現任長老，持有追加技能『天狼覺』。楓和白老的女兒，擁有八分之一異世界人血統。據紅丸所說實力強於阿爾比思，而在動畫裡甚至表明高於卡利翁之上
因為某些誤解，原先與被當成使者派遣的紅丸和阿爾比思感到厭惡，甚至與阿爾比思決鬥，之後遭到紅丸和楓的制止，被紅丸點出其力量的控制還不到家，無法靈活控制力道，差點誤殺阿爾比思，之後作為天狗族的代表參與了開國祭，並在開國祭上與白老相認，為了成為配得上紅丸的妻子以及精進自己的能力也開始接受白老的教導。
喜歡紅丸，為了讓紅丸愛上自己而付出非常多的努力，時常與朱菜請教料理等相關的問題並且學習，也有一定的軍事能力，能夠輔佐紅丸。與阿爾比思互相競爭紅丸的妻子之位，最終兩人在相爭的過程中萌生了某種友情，並達成協議，於第十四卷中成為紅丸的第一夫人，並且表示會努力讓自己進化，就算不能進化，自己生的孩子也會幫紅丸排優解悶。目前懷有身孕。
楓（Kaede，聲：甲斐田裕子）
天狗族前任長老，與白老為同劍術流派「朧流」，同時也是白老的師妹兼妻子。瞞著白老偷偷懷了紅葉，在生下紅葉之後為其命名導致力量和壽命大幅衰退，平時就臥病在床，因此希望能為紅葉找個好女婿，因緣分而促使紅葉與紅丸相遇。
柯比（Koby，聲：坂泰斗）
在非人類的支配領域裏到處走賣的旅行商人，狗頭族。原本不被允許深入猶拉瑟尼亞，但因魔國聯邦與獸王國建立邦交的緣故，而被利姆路指定為跟猶拉瑟尼亞往來貿易的交易商。
三崎劍也（Misaki Kenya，聲：朝井彩加）
男性，小說剛出場時十歲。利姆路的學生。為抑制龐大的魔素，在身體中寄宿著光之上位精靈（聲：村中知（日本）；穆宣名（台灣）），有著成為「勇者」的資質。由於利姆路對優樹感到懷疑，故趁開國祭時帶到魔國聯邦進行保護，並接受日向與白老等人指導。
(Web)在利姆路、白老、阿格拉的幫助下，成為了實力超越聖騎士的精靈騎士。結局後十年被人稱為偉大的勇者而聞名，能完美駕馭精靈的力量。寄宿著「勇者之卵」，但還未完全覺醒。
關口良太（Sekiguchi Ryouta，聲：石上靜香）
男性，小說剛出場時十歲。利姆路的學生。為了抑制龐大的魔素，在身體中寄宿著由利姆路整合製造的虛擬上位精靈【水風】。由於利姆路對優樹感到懷疑，故趁開國祭時帶到魔國聯邦進行保護，並接受日向與白老等人指導。
(Web)在利姆路、白老、阿格拉的幫助下，成為了實力超越聖騎士的精靈騎士。
蓋爾·吉普森（Gale Gibson，聲：佐藤元）
男性，小說剛出場時十一歲。利姆路的學生。為了抑制龐大的魔素，在身體中寄宿著由利姆路整合製造的虛擬上位精靈【地】。由於利姆路對優樹感到懷疑，故趁開國祭時帶到魔國聯邦進行保護，並接受日向與白老等人指導。
造成者（Web版中獲得的能力）
愛麗絲·倫德（Alice Rondo，聲：白石晴香）
女性，小說剛出場時九歲。利姆路的學生。為抑制龐大的魔素，在身體中寄宿著由利姆路整合製造的虛擬上位精靈【空】。由於利姆路對優樹感到懷疑，故趁開國祭時帶到魔國聯邦進行保護，並接受日向與白老等人指導。稱號為「女帝」。
空識者（Web版中獲得的能力）
克蘿耶·歐貝爾（Chloe Aubert，聲：田所梓）
女性，小說剛出場時十歲。利姆路的學生，非常喜歡利姆路。是一名背負著龐大宿命的勇者。由於利姆路對優樹感到懷疑，故趁開國祭時帶到魔國聯邦進行保護，並接受日向與白老等人指導。是雷昂的青梅竹馬，也是雷昂不斷行使不完全召喚的理由。其實力得到日向與白老認可，是在與學生的對戰練習中，日向與白老唯一無法手下留情的人物。稱號「時間勇者」。
持有獨特技能『時間旅行』。每次當坂口日向被殺害時，這項技能將會覺醒而將日向的靈魂、克蘿耶的身體帶回過去，並會有一部分的意識將作為技能權能的一部分在『精靈的住家』寄宿到之前的克蘿耶中。而被帶到過去的克蘿耶則作為「勇者」從2000年前開始活動，300年前隻身對付『暴風龍』並將其成功封印(由於小時候的克羅耶來到了異世界，因此回到過去的克羅耶失去了意識，是由依附在體內的日向來操控身體並打倒維爾德拉)，擁有「龍種」級別的魔素量，被稱為人類歷史上最強大的「勇者」。直到歷史上的雷昂、克蘿耶第一次來到這個世界，勇者克蘿耶便會失去意識，身體則交由體內的坂口日向使用，達成了拯救靜老師的目標。後來輪到坂口日向即將失去意識，魯米納斯便將這具勇者肉體封入與世隔絕的聖櫃仔細保管，本意為封印失控的克羅諾亞、並在以後找到令其甦醒的方法。實際上二者的人格並未消失，而是因為世界的法則而與無限牢獄內的克羅諾亞互換位置。擁有『絕對切斷（Absolute Severance）』(權能可以和究極技能匹敵)、『無限牢獄（Infinite Prison）』、『時間旅行』三種獨特技能，並持有神話級武器「月光神女劍」。
在格蘭貝爾的計劃下，加上本次利姆路第一次活到看見克蘿耶跳躍，使得克蘿耶得以脫離2000年一次的輪迴，並整合了日向體內的勇者資質，成為了雙勇者資質的「真勇者」。
16卷中與菲德維對決時，被察覺到身上的『希望之王』而遭受支配，被奉命前往殺死正幸時因自身美貌使得正幸覺醒『英雄之王』。在拒絕了利姆路的幫助後，以自己和克羅諾亞的力量成功壓制暴走的『希望之王』。
19卷中在利姆路與米迦勒的戰鬥陷入困境時前來救助，以最強奧義「命運流轉」將米迦勒的並列存在變回《正義之王 米迦勒》，隨後將其吸收，集結了「勇氣、正義、希望」三要素，《時空之王》進化為《時空之神》，與克羅諾亞徹底合而為一，連時間停止也已經完全掌握。在將《希望之王》的殘渣透過強吻來轉讓給利姆路後便回到魔國聯邦。
（Web）結局中常和朱菜、紫苑、蜜莉姆爭奪利姆路正妻的地位。
時空之王 猶格索托斯『時空旅行、時間暫停、記憶再現』
〈命運流轉〉
克蘿耶透過「時空之王」使出的奧義，可將對象的時間進行反方向加速，變成克蘿耶認為本該有的樣貌。
希望之王 沙利葉『無限牢獄、絕對切斷、操縱生死』
由格蘭貝爾轉讓。屬於美德系技能，用於管理生命的根源和管理圓能之環。與「時空之王」整合後其殘渣轉讓給利姆路。（web版為由無限牢獄、絕對切斷、篡奪者與數學者整合而成。）
正義之王 米迦勒『王宮城壁、王權支配、天使之軍勢、天使長支配』
將米迦勒的並列存在變回純粹的技能後吸收而獲得，隨後便與《時空之王》整合。
時空之神 猶格·索托霍特
由《時空之王》整合《希望之王》與《正義之王》進化而成的能力。
 克羅諾亞
克蘿耶在勇者活動時期所使用的的身份。穿越時空回到過去的克蘿耶，為隱藏本名所以使用了化名，在日向的提議之下，決定使用「克羅諾亞」這個名字，並使日向的篡奪者轉移給克蘿耶。
由於被日向取名的關係，逐漸有與克蘿耶不同的人格。因為有着利姆路被打倒了的世界的記憶，後來成為惡德的化身，變成只會憑着惡意破壞世界的存在，直到在克蘿耶體內的「印象風景」中與利姆路再次相見而恢復自我。因為智慧之王能力的干涉而被變成稱為「神智核」的情報體，現寄宿在克蘿耶體內。非常喜歡利姆路。後來時常與克蘿耶互換，戰鬥中基本上由克羅諾亞負責或是輔助克蘿耶。與克蘿耶關係有如姐妹一般。
本城正幸（Honjou Masayuki，聲：松岡禎丞）
十六歲的日本高中生，有着少許俄羅斯血統的金色染髮美少年。相貌與東之帝國的皇帝魯德拉幾近完全相同。某天放學回家的路上看見青色頭髮的美女（維爾格琳），想向旁邊友人搭話卻發現已身處在異世界，就那樣開始了傳說的少年。
在本來的世界就莫名被視為不可小覷的傢伙。在獲得了獨有技『英雄霸道』後，不管再強大的敵人都能被輕鬆擊敗，所有言行舉動都會被人正面解釋，就算什麼事都沒有做事件的功勞也會歸於自己所有，不知不覺間名聲已經變得家喻戶曉，因此而被世人稱之為「勇者」的「閃光」正幸。在紫苑的提議下，被利姆路任命而擔任了義勇兵團的軍團長。
實際上為東之帝國的皇帝魯德拉靈魂碎片的轉生，而且數量相當多。因利姆路而重生的維爾格琳穿梭各個時間與空間的平行世界，就是為了蒐集魯德拉的靈魂碎片，而正幸體內正好有著她所有尚未取得的所有碎片，本欲如同往常默默守護的維爾格琳卻在與正幸擦身而過時發生意想不到的狀況：除了最初的一片以外，手上來自不同世界的靈魂碎片都進入了正幸的體內，導致正幸瞬間被傳送到異世界。
在迷宮抵抗妖魔族入侵的戰鬥中，正幸滿足了究極技能《英雄之王》的進化條件，並引發了奇蹟，讓處在不明世界的維爾格琳瞬間來到他的身邊然後被強吻，並以壓倒性的力量給與眾人加護，保護了所有人。
勞苦命特性，雖然沒有前世的記憶，但不論前世今生都在為世人的幸福而付出，且擁有魯德拉天生的強運與領袖氣質，後來登基為東之帝國的皇帝，以「救世皇帝」正幸·魯德拉·納姆·烏爾·納斯卡之名流芳百世，開始了他的傳奇人生。
在天魔大戰中，使用究極技能「英雄之王」把死去的格蘭貝爾與達姆拉德短暫復活，並暫時喚醒作為自己前世的魯德拉，同時能夠使用曾經身為魯德拉擁有過的《正義之王》與《誓約之王》。
（Web版）故事最後開始了「拿着劍率領龍與惡魔僕從的勇者」的故事。
英雄霸道『英雄霸氣、英雄補正、英雄魅力、英雄行動、英魂道導（隱藏權能）』
英雄之王『英雄霸氣、英雄補正、英雄魅力、英雄行動、英魂道導』
從獨有技能『英雄霸道』覺醒升級而成的究極技能。可以賦予他人足以對抗究極技能持有者最低限度的加護。缺點是能接受加護的人的存在值必須超過10萬，而不足10萬的人則獲得幸運的加護。只要是正幸的信奉者，均能得到庇護。此外本人能使用已消失的技能，並且可以召喚已死的英雄一同戰鬥。堪稱是破壞平衡的技能。
誓約之王 烏列爾『無限牢獄、法則操作、萬能結界、空間支配、絕對切斷』
正義之王 米迦勒『王宮城壁、王權支配、天使之軍勢、天使長支配』
救濟者 彌賽亞（Web版中獲得的能力）
將對象的罪惡意識調動起來，讓對象自動採取救濟行動（通常是將自己的罪惡告白的形式）。
巴耶斯（Bayashī）
被飼養在魔國聯邦的寵物。雖然是雷豹（Spark Panther）的幼體，但是卻堅信自己是嵐牙狼。相當的強，主要是由哥布傑在照顧。
哥布娜（Gobuna）
雖然性格上溫柔且樂天，但其實是個優秀的獵人。在初期的時候利用狩獵獵物這件事，很努力的改善著糧食問題。很在意明明進化成了哥布莉娜，胸部卻沒有多少成長這件事。
哥布裘（Gobukyu，聲：真對友樹也）
矮人三兄弟三男米魯德的徒弟，經手城鎮建設的技師工頭，對於建設技術相當熟練，絲毫不輸給蓋德，連原本在建設公司上班的利姆路都仰賴他。
歐克斯
豬人族。是個受搞笑之神眷顧的男人，負責出面調解糾紛，據說再怎麼激烈的糾紛，有他出馬保證解決。
吉田薰（Yoshida Kaoru，聲：小山剛志）
異界訪客之一。原本在英格拉西亞王國的王都經營咖啡廳，後來答應利姆路的邀請，將店鋪搬遷到魔國聯邦。儘管外貌嚴肅、身材高大，但實際上和善可親、為人大方，且甜點手藝一流，除了利姆路、愛蓮、紅丸和艾爾梅西亞以外，連自由公會的總帥神樂坂優樹和聖騎士團長日向都熱愛他的甜點。
在外傳漫畫《魔物之國的漫步指南》中第十七、十八回的甜點大賽中，因卓越的技術險勝朱菜，拿下冠軍。
芙拉梅亞（Furamea，聲：小原好美（宣傳CM））
外傳漫畫《魔物之國的漫步指南》的主角。兔人族族長的女兒。由魯米納斯所賜名，在即將舉辦開國祭時來到魔國聯邦。在利姆路免費提供衣食住與優先試用新產品的條件下，接受利姆路的委託，現在負責撰寫朱拉·坦派斯特聯邦國的旅遊指南。與愛蓮十分要好，主要由於二人同為離家出走的女兒。因為擁有名字的關係，而被指名為下任的族長，卻由於自己討厭束縛的緣故而選擇離家出走。
好事者『審美眼、材料解析、年代測定』。

### 地下迷宮

#### 迷宮經營者
菈米莉絲（Ramiris，聲：春野杏）
居住在迷宮裡的妖精，第一世代魔王，稱號『迷宮妖精』，現「八星魔王」之一。與金、蜜莉姆同為最古老的魔王。有著像「迷宮妖精」、「妖精女王」、「原精靈女王」、「星之管理者」等各種不同的異名。由維爾達納瓦賜名。持有由維爾達納瓦賦予的創世級武器。
過去曾調停金與蜜莉姆的戰鬥，為此將蜜莉姆隔離至異次元以避免世界毀滅，但也因此沾染過多邪魔之氣與邪龍之氣而墮落成了魔王，也失去所有身為精靈女王的力量。個性開朗活潑，對敵人十分冷酷。唯一世襲的魔王，戰鬥力較弱，每隔一段時間就會重新轉世來慢慢恢復力量，只是在成長期間力量相當的脆弱，但可將儲存起來的魔力瞬間爆發出來獲得短暫性的成長，成長後擁有魔王當中最高的魔素量。
在固有技能『迷宮創造』的加持下，只要菈米莉絲本人不死，在迷宮之中的部下就是不死之身，但直到遇到利姆路之前沒有半個部下，因此曾被利姆路在心中吐槽為無用的能力。在維爾德拉龐大的魔素支援下，甚至可以將整個魔國聯邦首都「利姆路」收入地下迷宮的隔離區內。此外，能隔絕迷宮內外之間的情報。
據本人所說，持有48種必殺技，但都沒有被確認過。過去曾被尋找克蘿耶的雷昂遷怒而被強行奪走了伊芙利特。當初利姆路進入迷宮時，菈米莉絲企圖嚇唬利姆路而設計了陷阱，卻反而導致聖靈守護巨像遭到摧毀，所以之後從利姆路那裡要求得到了貝瑞塔作為保鑣。最初見到維爾德拉時被嚇得暈了過去，但後來被維爾德拉手上的漫畫吸引而關係變好，並稱對方為「師傅」。
移居到魔國聯邦後，在利姆路要求下創造出了百層的地下迷宮，並協助利姆路進行營運，過得相當開心。出乎意料的是作為一名研究員十分出色，能完美掌握「精靈工學」，正在學習「魔導科學」。並以此為基礎開發出了「精靈魔導核」。
金與魯德拉「遊戲」的裁判，在兩者之間採取中立的立場。推理方面，雖然在推論過程時常犯錯，但結果均會得出正確答案。因此識破幕後命令迪諾的人就是菲德維。
Web版外傳《對未知的訪問》的主角之一，因一時貪玩而與維爾德拉、貝瑞塔穿越到異世界。幫助反抗組織「黎明之光」創造乾淨的飲用水。在故事的最後重新喚醒了異世界的精靈。
虛擬體——鎧甲魔像
在魔國聯邦的地下迷宮中行動使用的虛擬體，巨大的鎧甲魔像，狂戰士型的角色。是一名棄守而攻的狂戰士，由於她一看見敵人便會毫無計劃地拚命往前衝鋒，所以被利姆路等人當作吸引敵人的誘餌使用。在平時會以自律行動在迷宮中四處徘徊。
貝瑞塔（Bereta，聲：川澄綾子）
利姆路為向菈米莉絲賠罪，而製作寄宿惡魔靈魂的魔導人偶，持有獨特技能『天邪鬼』。原本是上位惡魔（『黑』色陣營），寄宿到魔鋼製的身體並被利姆路取名後成為魔將人偶，當利姆路成為魔王後，再次進化為聖魔人偶。被利姆路命名時，消耗利姆路超過三成的魔素。
原本打算在服侍菈米莉絲100年之後改為服侍利姆路，但在金的要求下改認菈米莉絲作為自己唯一的主人。在開國祭時期代替尚為幼體的九魔羅，作為百層地下迷宮的第90層守護者，卻被日向以壓倒性的實力擊敗。前迷宮十傑之首，被稱之為「迷宮統括者」，名號雖然響亮，實際上卻幾乎只是打雜的，不但一直被菈米莉絲指派工作，還要處理迷宮內的雜事，因此一直想擺脫這個職位。最後在東方帝國入侵時，終於辭去了十傑一職。
在妖魔族入侵迷宮時，以準確的臨場判斷盡力彌補實力差距，成功拖延本無意傷害眾人的魔王迪諾。戰後深感自己實力不足，因此在第十六卷中的戰後一對一訪談也被利姆路授魂覺醒為真魔王，種族也進化為聖魔金屬生命體，屬於上位聖魔靈。由於覺醒進化的關係，魔鋼製身體也變成了神鋼，足以匹敵神話級裝甲。
存在值約為197萬。
Web版外傳《對未知的訪問》的主角之一，被捲入異世界傳送。剛登場便擊敗了殺人機犬。之後在與卡爾曼的分隊的戰鬥中，因其面具被卡爾曼打壞而發怒，瞬間擊敗了卡爾曼的分隊，因卡爾曼在臨死之前看見貝瑞塔的臉說出「美麗」這句話，聽到這句讚揚利姆路的話而停手。
天邪鬼
可以獲得正反面性質的能力。
機神之王 機械降神『思考加速、萬能感知、魔王霸氣、礦物支配、地屬性操作、反轉融合、空間操作、多重結界』
十六卷進化後以『天邪鬼』為代價而得到的究極技能。
托蕾妮（Treyni，聲：田中理惠）
配音
樹妖精，朱拉大森林的管理者，最上位的存在。曾從屬魔國聯邦。與菈米莉絲重逢後，主動請命歸於其麾下。相當溺愛菈米莉絲。在利姆路能力下創造出聖魔核讓她靈魂寄宿，並利用其原本樹木軀體雕刻出新的人型軀體後，除了戰鬥力倍增以外也解決樹妖精不能離本體太遠的問題。力量倍增後戰力幾乎足以匹敵魔王種，在東之帝國戰爭中感應到拉普拉斯的潛入而獨自前去應戰，連續十天不分軒輊，最後在蒼影的參戰後才成功將其捕獲，卻因此耽誤了優樹送去給利姆路的重要情報。
存在值為60萬，小說第十六卷中，可以暫時讓存在值100萬的精靈王寄宿於體內，但會給身體造成巨大的負擔。
托萊婭（Trya，聲：阿澄佳奈）
樹妖精，德蕾妮的妹妹。開國祭前夕為侍奉菈米莉絲跟整個樹人族移居到迷宮中，藉利姆路能力下創造出聖魔核讓她靈魂寄宿，並利用其原本樹木軀體雕刻出新的人型軀體後解決不能離本體太遠的問題。
朵莉絲（Doris，聲：前田佳織里）
樹妖精，德蕾妮的妹妹。開國祭前夕為侍奉菈米莉絲跟整個樹人族移居到迷宮中，與托萊婭一同獲得利姆路能力下附有聖魔核的新人型軀體並靈魂寄宿，解決不能離本體太遠的問題。
培斯塔（Vesta，聲：津田健次郎）
原武裝王國德瓦崗的大臣，本身是伯爵出身，因看不起平民出身的凱金一夥人等而心生嫉妒，並多次騷擾凱金等人。過去曾把因自己而失敗的研究「魔裝兵計畫」的責任全推託給凱金，逼迫他辭去軍職。多次的想要找機會陷害凱金，但在經過對凱金的審判事件後，被英雄王蓋札指出了自身的錯誤而清醒。在了解到自己的失敗之後，被矮人王送往魔國聯邦擔任研究員，也同時擔任兩國間的聯絡員，現在跟戈畢爾一起對希波庫特草和回復藥進行研究，並且有許多突破性的發現。
卡利斯（Charis，聲：八代拓）
原本是火系的高階精靈「伊芙利特」（Ifrit），在被維爾德拉命名後，進化成為炎之魔精靈王，成為匹敵魔王種的存在，魔素量超越進化前的芙蕾與卡利翁。最早是存在於菈米莉絲迷宮內的精靈，但被為尋找克蘿耶的雷昂給強行奪走而成為雷昂的部下。在雷昂嘗試召喚克蘿耶時召喚失敗而召喚出靜，由於井澤靜江的求生欲而獲得火耐性，所以雷昂就順手把伊芙利特召喚出來依附在她身上。
由於獨有技能『異變者』的影響被靜江統合，之後被勇者的抗魔面具壓制在井澤靜江體內，但在靜江晚年時又開始活躍起來，並在利姆路建立的村莊中暴走，最後被利姆路的『捕食者』吞食隔離在胃袋中。遭到捕食後本該就此消滅，但因維爾德拉干涉而被叫到同個地方並且得以存活，在長期折騰下成為朋友。在維爾德拉解放後不久，也因維爾德拉的請求而從胃袋中解放並成為維爾德拉的助手。
從胃袋中解放後為獲得肉身而被授予由利姆路開發的魔鋼骨人形魔偶，而且還是其中唯一由菈米莉絲與維爾德拉合作而意外創造出來的新型金屬，以「龍氣魔鋼」製特殊魔鋼骨人偶為身軀成功受肉，而且因在胃袋中長期沐浴著維爾德拉的妖氣，因此作為火系精靈卻能使用風系能力。剛受肉時因維爾德拉的緣故而呈現女性姿態，後來受維爾德拉命名時，因自身的強烈希望而重新變回男性姿態，但自己表示依然能夠變回女性。
和靜一樣使命感強烈，因而不解魔王雷昂的真意，未能與靜互相理解共生。重生為卡利斯並與魔王雷昂再度見面時，當面反省自己的愚昧並且深深道歉。
在第二次帝國戰爭時迷宮受到了妖魔族的入侵，但是當時擔任迷宮守護者的部分迷宮十傑正陷入進化的睡眠中，因此與托蕾妮等人前去迎擊並成功爭取到了時間阻止了妖魔族的入侵。
迪諾（Dīno）
八星魔王之一，外號「幽眠支配者」。參照迪諾。

#### 迷宮守護者
阿畢特（Apito，聲：上田麗奈）
蜂型魔物，種族是軍團蜂的最上位種「女王麗蜂」。和澤奇恩受到魔物攻擊瀕死時向利姆路求救，獲救後受到命名，並在樹人族部落負責採蜜。個性耿直且直率，與腹黑的九魔羅關係惡劣，卻互相認可，只是常常吵架。前十二蟲將之一，蟲魔族原定下任女王，與澤奇恩一同背叛蟲魔族，以幼蟲形態逃到基軸世界。
最初是負責採蜜，在開國祭後與澤奇恩一同成為迷宮守護者。由於開國祭時澤奇恩正在繭中進化，因此只能獨自守護迷宮，被日向擊敗後，偶爾與小孩一起於日向門下修行。得到日向的指導後，實力大幅提升，並以壓倒性的實力擊敗了阿爾諾。雖然得救之初與澤奇恩一樣被利姆路授予萬能細胞，但是戰鬥能力、直覺、身體能力等才能並不及澤奇恩，因此並未受到智慧之王的徹底改造。現在擔任迷宮79層的領域守護者。作為迷宮十傑之一，被稱之為「蟲女王」。
澤奇恩進化為覺醒魔王後也得到祝福而進化。種族為矢星麗蜂，是屬於中位聖魔靈的風靈蜂。
存在值為77萬5537。
21卷中，因比利奧特死亡成為現存唯一雌性蟲魔人，女王資格與神性被繼承下來，在與古城舞衣的對戰中完成進化，達到神蜂的領域，存在值達173萬7775。
女王崇拜『思考加速、魔蟲誕生、魔蟲支配、超速行動、空間操作、多重結界』
雖然還只是獨特技能，但是作為能誕生蟲魔人的能力依舊相當強勢，誕生了九隻有複數昆蟲特徵的蟲型魔人。
女王崇拜 普洛塞庇娜『思考加速、魔力感知、超感覺、魔蟲支配、軍隊指揮、超速行動、致死攻擊、空間支配、多重結界』
十六卷中經過希爾的調整，將原本的技能經過取捨並且強化後的能力，屬於究極贈與。以犧牲誕生蟲魔人的能力為代價，大幅強化自身戰鬥能力。
21卷進化後，『空間操作』變成『空間支配』，學會澤奇恩擅長的空間歪曲防禦領域。
艾伯特（Albert）
初登場時為死靈騎士，在克雷曼據點的攻略戰時與白老劍鬥的不相上下。作為迷宮十傑之一，被稱之為「死靈聖騎士」。生前時由於實力不錯曾受到了近衛師團的邀請，但因要輔佐作為好友的阿德爾曼而進行推辭，後受封為聖堂騎士，然後在之後的遠征中與阿德爾曼一同戰死在朱拉大森林邊緣。
進駐迷宮後吸收迷宮內的魔素而取回原本的力量，獲得外貌與生前相似的肉體而進化為「死靈聖騎士」，現與阿德爾曼一同作為迷宮守護者，守護著佈滿了大量的不死者的階層。曾在迷宮中以壓倒性的實力把蓋多拉的三名弟子擊敗，這也因此成為阿德爾曼晉升成迷宮70層守護者的主因。在擊敗試圖攻略迷宮的聖騎士們後，就成為了聖騎士們的教練，負責鍛鍊他們實力。第14卷中被利姆路授予一套神話級裝備，以及「冥靈聖騎士」的稱號，並被神話級裝備認可為主人，能暫時昇華成精神生命體。阿德爾曼進化之後也得到祝福進化，種族為死靈，是屬於中位聖魔靈中的炎靈人。存在值為68萬(須額外加上靈劍的60萬)。
在第20卷與魔王達格里爾的弟弟「格拉索」交戰，因技量高於對方，所以能勉強維持膠著狀態。
不老不死『思考加速、完全再生、隷屬不滅』
進化後被贈與的能力，只要阿德爾曼不死自己就是不滅的存在。
溫蒂
阿德爾曼的寵物，種族為死靈龍，最早出場時跟阿德爾曼一起負責守護魔王克雷曼的城堡，並跟蒼影進行過激烈的戰鬥。在阿德爾曼歸順到利姆路旗下並成為迷宮守護者時，得到了利姆路的許可與阿德爾曼一起守護迷宮。在帝國的侵略戰爭後，被利姆路使用5000個靈魂轉換成魔素命名為「溫蒂」，被授予「冥獄龍王」的稱號並化為人形。阿德爾曼進化之後也得到祝福進化，種族為冥靈龍王。存在值為98萬。
在第20卷與阿德爾曼合體對抗魔王達格里爾的弟弟「芬」。
不朽不滅『思考加速、完全再生、隷屬不滅』
進化後被贈與的能力，只要阿德爾曼不死自己就是不滅的存在。
蓋多拉
人類最強的魔導士，拉贊的師父，原「魔法軍團」軍團長，透過不斷轉生延續了千年的壽命。與阿德爾曼是好友，由於阿德爾曼的死而憎恨西方聖教會。在弟子拉贊的穿針引線下來到了朱拉·坦派斯特聯邦國，並得知阿德爾曼就在魔國聯邦，於是便與從帝國帶來的三名弟子一同加入了利姆路麾下，並把帝國的形勢與優樹的企圖一五一十地告訴利姆路。擁有優秀的教育才能，能輕易看穿薩雷等人的缺點並加以指摘。
加入利姆路麾下後，一度回到帝國勸說魯德拉停止侵略魔國聯邦卻以失敗告終，在庭園被達姆拉德暗殺後，因復活手環與預先施展在自己身上的轉移魔法的作用下，回到地下迷宮成功復活。在東方帝國入侵時，成為了暫定迷宮十傑之一，稱號為「魔導王」，作為地下迷宮第六十層的守護者，附身於魔鋼製的巨大的鎧甲魔像內，迎擊東方帝國的軍隊。在第一次與東方帝國的戰爭後，正式成為迷宮十傑之一。
在與帝國的決戰中對上歌薩琳，並透過自爆重創對手。之後在迪亞布羅的權能介入以及希爾的輔助下轉生為金屬性惡魔族，屬於上位聖魔靈，並且被希爾授予了記載了所有利姆路所掌握的原創魔法的究極贈與『魔導之書』，透過新獲得的能力殺死歌薩琳。
重生後存在值達112萬6666。文庫18卷時被派往法爾梅納斯王國。
魔道之書 魔導之書『思考加速、萬能感知、魔王霸氣、詠唱破棄、解析鑑定、森羅萬象、精神破壞、知識閱覽、概念共有』
轉生成惡魔後得到的能力，與阿德爾曼的能力屬於同個系列。
歐洛斯
原本是由蜜莉姆從世界各地抓來的火屬性的龍，為迷宮第99層的守護者。在迷宮裡進化後，變為了龍王。在開國祭時慘敗在日向的手下。作為迷宮十傑之一，被稱之為「火炎龍王」。被利姆路使用靈魂轉換成魔素命名為「歐洛斯」，被授予「炎獄龍王」的稱號並化為人形，變成紅髮美女，紅褐色的肌膚包裹在龍鱗樣式的禮服之中，尾巴變成了火焰鞭。存在值約為70萬。
仄費羅斯
原本是由蜜莉姆從世界各地抓來的水屬性的龍，為迷宮第98層的守護者。在迷宮裡進化後，變為了龍王。在開國祭時慘敗在日向的手下。作為迷宮十傑之一，被稱之為「冰雪龍王」。被利姆路使用靈魂轉換成魔素命名為「仄費羅斯」，被授予「冰獄龍王」的稱號並化為人形，變成一個容易讓人誤認成美女的美男子。存在值約為70萬。
諾托斯
原本是由蜜莉姆從世界各地抓來的風屬性的龍，為迷宮第97層的守護者。在迷宮裡進化後，變為了龍王。在開國祭時慘敗在日向的手下。作為迷宮十傑之一，被稱之為「烈風龍王」。被利姆路使用靈魂轉換成魔素命名為「諾托斯」，被授予「天雷龍王」的稱號並化為人形，變成一個身型嬌小卻充滿怪力的小女孩。存在值約為70萬。
玻瑞阿斯
原本是由蜜莉姆從世界各地抓來的地屬性的龍，為迷宮第96層的守護者。在迷宮裡進化後，變為了龍王。在開國祭時慘敗在日向的手下。作為迷宮十傑之一，被稱之為「地碎龍王」。被利姆路使用靈魂轉換成魔素命名為「玻瑞阿斯」，被授予「地滅龍王」的稱號並化為人形，變成一個全身被龍鱗覆蓋長滿荊棘的肌肉大漢。存在值約為70萬。
哥傑爾（聲：野坂尚也）、梅傑爾（聲：夏目響平）
原牛頭族和馬頭族的首領。本來為互相爭鬥的關係，但在利姆路的調解下平息了紛爭，並成為了如兄弟般的好友。被利姆路命名後，進化成了牛鬼族和馬鬼族，並經由智慧之王授予能力，哥傑爾得到了技能『超速再生』和『限定者』、梅傑爾得到了技能『魔力妨礙』和『限定者』。現在被利姆路任命為迷宮第五十層的守護者，兩人輪流交替擔任。
限定者
可以製造限制對方力量的空間的能力，但是強制力較小，只要拒絕進入被限制了能力的特殊空間就能抵抗。但是，如果實力差距大，則可以將對方強制拉進自己的空間中，總之根據使用者的使用方法情況不同。根據使用方法的不同，也可以作為降低對手攻擊力的『防禦結界』來使用。

## 蜜莉姆領地

### 失落的龍之都市
蜜莉姆·拿渥（Milim Nava，聲：日高里菜）
第一世代魔王，龍魔人，稱號『破壞的暴君』，現任「八星魔王」之一。與金、菈米莉絲同為最初的魔王，之後的目標則是自由自在任性生活。能夠掌握星粒子進行攻擊與防禦，即使沒有武器也是世界最高級別實力的強者，卻同時帶著最強級別的武器，創世級武器中的魔劍「天魔」。據米德雷所說，有極高的格鬥技巧。而維爾德拉還在胃袋裡時則透露，蜜莉姆的劍術也有很高的造詣。暴走時，憤怒之王的力量會覆蓋全身使神話級鎧甲變質，整體呈現紅黑色調，頭上的赤紅獨角會變成彩色，四肢也化身龍爪。
為最初的龍种『星王龍』維爾達納瓦與勇者魯德拉的妹妹露西亞的獨生女，由於維爾達納瓦違背自己定下的規則而與露西亞一同死去，由女僕莎樂美代為撫養，因此從小就沒有關於父母的記憶。由於蓋亞的被殺而失去理性成為魔王，魔王金與蜜莉姆大戰七天七夜，在菈米莉絲的調停下，蜜莉姆恢復理性，菈米莉絲也因此而墮落。蓋亞雖然由於蜜莉姆成為魔王而復活，但是失去理性散播混沌而被蜜莉姆封印。
隔著影像水晶看穿利姆路的實力後便立刻造訪魔國聯邦，被利姆路以半誘半騙安撫後成為朋友。在暴風大妖渦來襲時用龍星擴散爆將之擊敗。在離開魔國聯邦後假裝被克雷曼控制，摧毀獸王國。在魔王饗宴上協助利姆路揭穿克雷曼的陰謀。在克雷曼敗亡後，將克雷曼的所統治的傀儡國基斯塔烏納入自己的勢力範圍，並在芙蕾和卡利翁的半強迫的誘導下，將他們的領地一同納入自己的勢力範圍。
20卷中因維爾薩澤到來將在場所有人凍住而憤怒暴走，過後因喪失理智失去抵抗力被菲德維使用王權支配控制，並被下令前往薩里昂，在開啟憤怒之王一段時間後存在值超越米迦勒。其絕招「龍星爆炎霸」被維爾格琳告知利姆路，世上沒有結界能夠抵擋，且星粒子無法被反射。能夠無意識下使用星粒子進行攻防，被紅丸使用虛無崩壞的絕招短暫束縛住後被利姆路解除支配，但依舊處於暴走狀態，在時停狀態下能不斷湧出力量壓制利姆路，最後被菲德維再度支配。
（Web）在維爾達的命令下，天使進攻利姆路的城堡，蜜莉姆裝作被露西亞控制並“殺死”利姆路得到露西亞的信任而到了天界。發現被克蘿耶的神智核克羅諾亞所傷的露西亞後，殺死了露西亞，並向維爾達發起攻擊。在處於下風時，利姆路手下的戴絲特羅莎等三柱惡魔趕到，得以拖延時間，之後在北方之地的金等人以及利姆路等也到達天界，並由利姆路與神樂坂優樹進行最後的決鬥。決戰後，常與希爾、朱菜、紫苑、克蘿耶等人爭奪利姆路正妻的地位。
龍眼『鑑定解析、魔力測定』
擁有高效的解析鑑定和魔力測定的效果，即使是影像也能分析。
龍耳
可以聽到所有的資訊，不想聽到的可以屏蔽。
憤怒之王 撒旦
有獨立運作的魔力爐產生無限魔力，在時停狀態下也能不斷產生力量，但開啟容易造成自身暴走而畏懼此能力。為大罪系列最上位的技能。
虛擬體——紅色史萊姆
在魔國聯邦的地下迷宮中行動使用的虛擬體，速度型的角色，稱號「紅色閃光」。擅長以極快的速度繞到敵人的背後，並對敵方的脖子進行暗殺攻擊，並且能夠無視重力與磨擦力，在天花板與牆壁高速移動。在平時會以自律行動在迷宮中四處徘徊。
米德雷（聲：伊丸岡篤）
龍人族，但演化至今，外表已和人類無異，光頭。祀龍之民所建造的神殿的神官長。尊崇著以自然之貌呈現的食物是最美味的傳統理論，拒絕接受所有經過烹調的料理，直到在開國祭上被朱菜說服，並目睹蜜莉姆食用魔國聯邦料理時所露出的幸福表情後，得知自己的錯誤；儘管認同了食物經過烹調會更美味的說法與行為，但製作的料理依舊沒有經過烹調與調味。文庫版19卷中成為蜜莉姆麾下「四大天王」，在蟲魔族進攻時與薩利爾交戰。
赫爾姆斯（聲：小林大紀）
龍人族，但演化自今外表已和人類無異。輔佐神官長米德雷的側近，神官團的一員。曾有外出各國巡遊的經驗，思考比神殿的其他人較為靈活。
蓋亞
蜜莉姆的寵物，司掌重力、引力。過去因為被長耳族殺害，所以使得蜜莉姆暴走，讓其在大量殺戮後進化為魔王。之後雖然在死亡的狀態下，依然跟著蜜莉姆同步進化，但卻化身為沒有意識、邪惡的混沌龍，最後被蜜莉姆親手封印。因優樹的關係而造成封印被解開，復活之後再次失控暴走，魔素量達準天災級。後在利姆路和蜜莉姆兩人合作的努力下重生為一顆蛋，原本的身體也被利姆路吃掉，隨後破殼而出為一隻50cm的小龍，跟隨利姆路等人的虛擬體一同在地下迷宮中鍛鍊。原本是『星王龍』維爾達納瓦預備的「轉生體」，但直到最後轉生都沒有成功。
（Web）在優樹和雷昂戰鬥時，被優樹解除封印，被雷昂以『對魔封三角錐聖結界』再次封印，其力量又被優樹奪走，陷入假死狀態，被隨後趕到的利姆路和魯米納斯復活。天魔大戰中吸收菈米莉絲迷宮能量且被利姆路取名為「維爾蓋亞」而成為第五隻龍種，在故事最後得到維爾薩澤跟維爾格琳的疼愛而讓維爾德拉被冷落，因此被維爾德拉忌妒著。
萬物具現（Web版）
将記憶過的東西再現。
絲黛拉
龍人族，於外傳漫畫《異聞～魔國生活的三人組～》出場。在米德雷的命令下前往魔國聯邦，為了讓蜜莉姆能夠吃到美味的料理，因而在哥布一的門下學習廚藝。祀龍之民中少數能使用「龍戰士化」的人。魔王之宴後與霍絲、妮姆一同被魔國聯邦派遣到西方諸國進行調查。

### 獸王國猶拉瑟尼亞
卡利翁（Carillon，聲：內匠靖明）
第三世代魔王，前「十大魔王」之一。獸人族，稱號「獅子王」，持有傳說級武具「白虎青龍戟」。
因在克雷曼事件中敗於蜜莉姆，所以自願於魔王退位，現在為蜜莉姆的部下，曾經被一時好玩的蜜莉姆偷偷丟進魔國武鬥大會中擔任選手之一。於第十四卷中對芙蕾表現出好感。在與帝國的決戰中與自己同父異母的哥哥格拉帝姆交戰，雖然技量高於對方卻因為裝備的性能差異而屈於下風。因格拉帝姆犧牲眾多部下而有足夠的魂覺醒，在即將陷入沉睡時被卡利翁趁機殺死，但作為格拉帝姆覺醒之用的魂轉移到卡利翁身上促使其向著覺醒魔王進化而陷入沉睡。 進化為覺醒魔王之後種族為獸神，屬於上位聖魔靈中的光靈獸。存在值達277萬(進化前約為70萬)，變身之後，可以暫時讓存在值翻倍。
在迷宮的模擬戰死鬥中輸給了澤奇恩與紅丸，但打贏了其他的迷宮十傑。成為蜜莉姆麾下「四大天王」之首，並擔任總大將，在蟲魔族進攻時與阿巴爾特交戰。
百獸化
變身為綜合各種獸類特性的型態，能力大幅提升。
〈獸王閃光吼〉
卡利翁進化為覺醒魔王後獲得的新奧義招式，能夠把自己和「白虎青龍戟」轉化為擁有自我意識的粒子貫穿敵人，神速且強大，具有追蹤功能，但具有時間限制。
獅子心王（Web版）
能使自己在與上位者對戰時提升能力，並能給予其貫通效果的傷害。
阿爾比思（Albis，聲：加隈亞衣）
魔王卡利翁旗下的三獸士之首，人稱「黃蛇角」的阿爾比思。武器是杖，相對於另外兩名三獸士，她給予別人擅長指揮與法術戰的印象，實際上近戰才是她的專長。實力是三獸士之中最強的一名，擁有追加技能『天蛇眼』，能使視野內全部的敵人陷入石化、麻痺等異常狀態，具有二次變身的能力。
在與克雷曼軍的戰爭中見識到了紅丸超群的實力與人格魅力後而為其所傾倒，本只是單方面暗戀，藉由與紅丸一同出任務時與其幽會，直到紅葉出現並對紅丸示愛後，才決定主動出擊，並在之後委託朱菜幫忙傳話給紅丸，表示自己也想嫁給紅丸。於第十四卷中成為紅丸的第二夫人。目前懷有身孕。
壓制者『思考加速、空間制御、空間移動』
蘇菲亞（Suphia，聲：大地葉）
魔王卡利翁旗下的三獸士之一，人稱「白虎爪」的蘇菲亞。
作為交流的使節團來到魔國聯邦，為了測試是否有實力與猶拉瑟尼亞平起平坐而主動挑戰紫苑，打得不相上下。對克雷曼軍的戰爭時和戈畢爾的飛龍眾一同行動，依然打不贏米德雷，與戈畢爾聯手攻擊也同樣對他沒造成有效傷害，最後因暴風大妖渦的緣故而停戰。
法比歐（Phobio，聲：山下誠一郎）
魔王卡利翁旗下的三獸士之一，人稱「黑豹牙」的法比歐。
曾經被當作卡律布狄斯（暴風大妖渦）的核心，卻也因此獲得『超速再生』的能力。在利姆路與克雷曼的戰爭時，與蓋德一同討伐福特曼和蒂亞，儘管在戰鬥中讓蒂亞掛彩，卻仍舊不敵，因此在戰鬥中落敗。
克魯西斯
獸王戰士團的末席，後加入尤姆一派，與尤姆和繆蘭一起，為奪取法爾姆斯王國而行動。當法爾姆斯王國滅國後，在尤姆的指名和繆蘭的請求下成為了法爾梅納斯王國的騎士團長。
霍絲
外傳漫畫《異聞～魔國生活的三人組～》的主角。狐狸的獸人族，獸王戰士團的候補生。接受卡利翁的命令，以密探的身份前往魔國聯邦。擁有優秀的探測能力。在因緣際會下加入了魔國聯邦的警備隊。魔王之宴後與絲黛拉、妮姆一同被魔國聯邦派遣到西方諸國進行調查。

### 天翼國福魯布羅吉亞
芙蕾（Frey，聲：大原沙耶香）
第三世代魔王，有翼族，稱號「天空女王」，前「十大魔王」之一。因有翼族的習俗而殺死自己母親以取得王位。在克雷曼事件後深感自身力量不足，自願於魔王退位，現在為蜜莉姆的部下並擔任著蜜莉姆的導師，負責教導她身為王者需要有的一言一行。不知為何，能與矮人三兄弟中幾乎不說話的三男米魯德互相溝通。
魔素量並不高，但以大量的技能（例如：被抓到技能就被全部封印）和空中超高速戰獲取了魔王之位。於第十四卷中對卡利翁表現出好感。在與帝國的決戰中殺死自己的姐姐奈哲姆後開始向著覺醒魔王進化而陷入沉睡。進化為覺醒魔王之後種族為鳥神，屬於上位聖魔靈中的空靈鳥。存在值為194萬8734(進化前約為40萬)。在迷宮的模擬戰死鬥中戰勝了阿德爾曼、艾伯特、溫蒂、九魔羅、阿畢特。成為蜜莉姆麾下「四大天王」，並擔任蜜莉姆的親衛隊長，在蟲魔族進攻時與杜倫交戰。
天球眼
鎖定的特定範圍座標以內的一切皆可一覽無遺。
雙克者
將自身承受的攻擊返還給對手。
 露琪亞
有翼族，金髮。魔王芙蕾的左右手「雙翼」的其中一人。與偽裝成芙蕾隨從的卡利翁一同參加魔王饗宴，曾被芙蕾帶去參加坦派斯特開國祭。
 克蕾婭
有翼族，銀髮。魔王芙蕾的左右手「雙翼」的其中一人。曾被芙蕾帶去參加坦派斯特開國祭。
妮姆
有翼族，於外傳漫畫《異聞～魔國生活的三人組～》出場。接受芙蕾的命令前往魔國聯邦偵察，在因緣際會下在朱菜的紡織工場工作。魔王之宴後與絲黛拉、霍絲一同被魔國聯邦派遣到西方諸國進行調查。

### 傀儡國基斯塔烏
克雷曼（Clayman，聲：子安武人）
第三世代魔王，妖死族，稱號為「操偶傀儡師」，是「十大魔王」之一。同時身為「中庸小丑連」成員『狂喜的小丑』。
對前上司的卡札利姆極為崇敬，除「中庸小丑連」的成員外，對其他人一概均不信任。擅長陰謀詭計，本身有着不錯的品味，從他所收藏的藝術品可見一斑。此外，對下屬禮儀方面的要求也十分嚴格。
是豬頭帝誕生的元兇，在豬頭帝死後，控制蜜莉姆（實際上是假裝被控制）毀滅獸人國猶拉瑟尼亞首都。企圖蒐集靈魂覺醒為真魔王而命令部下率軍對朱拉大森林進軍，卻反遭紅丸領軍所擊敗。在「魔王的饗宴」中被利姆路揭穿其陰謀後，惱羞成怒下企圖殺死利姆路，反被紫苑壓制，在即將敗亡的垂死掙扎觸發不完全進化，進化後打算以佯裝交戰的形式逃走，卻被利姆路識破，最後被利姆路擊敗並被吞噬而死，無法復活。其靈魂的殘渣日後則用作修復蒂亞的靈魂。同時在克雷曼死後，他的所統治的傀儡國基斯塔烏也在眾魔王的協議中改由蜜莉姆統治。
為卡札利姆創造的第一批妖死族中的唯一真正成功之作，其他像蒂亞、福特曼雖具有強大的力量，人格、精神方面卻各有缺陷。克雷曼力量雖不如他們，在幕後謀劃的腦力卻極為出色，其處理事務的能力獲得萊茵的高度評價，可惜他卻對自己的力量不足感到自卑，積極想成為覺醒魔王，甚至做出各種不符他幕後策劃專長的魯莽行動，後證實他只是被近藤達也操控的傀儡。
本作的戰力單位擔當，在小說第16卷，作者將戰鬥力數值化以前都是以克雷曼做為衡量標準。
操演者『地脈操作』
解讀電波信號和地磁氣來獲取情報，把情報轉變為暗號通信，進行廣域監視。
九頭獸（Nine Head）
幻獸族。最早出場時為魔王克雷曼心腹的「五指」之一，稱之為「拇指」的九頭獸。在「魔王的饗宴」中被克雷曼逼迫與利姆路交戰，後來被利姆路解除克雷曼對她的控制。
詳見『九魔羅』。
阿德爾曼
魔人族。最早出場時為魔王克雷曼心腹的「五指」之一，稱之為「食指」的阿德爾曼。
詳見『阿德爾曼』。
亞姆札（聲：廣瀨裕也）
魔人族。魔王克雷曼心腹的「五指」之一，稱之為「中指」的亞姆札。使用冰之魔劍的冷酷魔人，實際完全對克雷曼毫無忠誠，心想料到戰爭一開戰早已敗於魔國&獸人聯合軍，以找阿德爾曼助陣為藉口也趁機投靠其他魔王並自行逃跑，由於阿爾比思與哥布達的狼鬼兵部隊襲擊本營不得已上陣戰鬥，戰爭中敗給阿爾比思後，打算投降時被克雷曼操控，變成了卡律布狄斯（暴風大妖渦），最後被紅丸所消滅。
繆蘭
魔人族。最早出場時為魔王克雷曼心腹的「五指」之一，稱之為「無名指」的繆蘭。
詳見『繆蘭』。
皮羅涅
魔人族。魔王克雷曼心腹的「五指」之一，稱之為「小指」的皮羅涅。負責情報收集，是少數完全忠心於克雷曼的部下。監視法爾姆斯王國軍動向時，在迪亞布羅與拉贊的戰鬥中，被迪亞布羅刻意彈開的熱收縮砲擊殺。
比歐拉
被克雷曼稱之為最高傑作的魔導人偶。身上裝備大量特質級的武器和防具，在「魔王的饗宴」中被貝瑞塔所拆解，其裝備則被利姆路放入迷宮。
喀爾謬德（Gelmud，聲：河西健吾）
魔人族。被克雷曼委託進行「豬頭帝魔王化計劃」的魔人為使新魔王誕生，在朱拉大森林的各處命名具有影響力的各種魔物，然後使其互相戰鬥，最後被豬頭帝砍下頭顱而死亡，其屍體則被豬頭帝吞噬，豬頭帝也成為豬頭魔王。

## 武裝王國德瓦崗
蓋札·德瓦崗（Gazel Dwargo，聲：土師孝也）
武裝王國德瓦崗的國王，有『英雄王』、『劍聖』等稱號。獨有技能『獨裁者』擁有『英雄霸氣』跟『讀心』的功能。年輕時曾拜白老為師，所以稱同樣在跟白老學習的利姆路為「師弟」。相當中意利姆路，為其最堅定的盟友之一。
當利姆路成為魔王後，仍未改變國家方針，依舊維持着與魔國聯邦的邦交。於第十五卷中與近藤達也交手，身懷聖人級的力量，還能夠與大地精靈王完全「同一化」，蘊藏超越覺醒魔王的力量，但仍不敵技高一籌且擁有究極技能的近藤，並且被近藤擊中一槍而重傷。
在第十八卷中表明正在接受阿格拉的鍛鍊，朝著習得『朦流』的更高層次秘奧義為目標正在修行中，目前已習得「梅花 五華突」。
其所持的傳說級寶劍在與近藤一戰中幾乎損壞，後來由利姆路交由黑兵衛重新鍛造。
獨裁者『英雄霸氣、讀心』
德鲁夫（Dolf，聲：江川央生）
武裝王國德瓦崗幹部，國王直屬天翔騎士團團長，英雄王的戰友。但由於天翔騎士團的存在是機密，所以平時擔任著文官。
安莉耶達（Anrietta，聲：朝日奈丸佳）
武裝王國德瓦崗幹部，諜報部門領導，英雄王的心腹，一手掌控矮人王國的諜報活動，職稱為密探隊長。
潘（Ban，聲：木內太郎）
武裝王國德瓦崗幹部，王國軍部最高司令官，英雄王的戰友，以前是凱金的上司。
珍（Jane，聲：八百屋杏）
武裝王國德瓦崗幹部，宮廷魔導師，矮人王國裡名列第一的智者兼宮廷魔法師。
凱多（Kaidou，聲：樫井笙人）
武裝王國德瓦崗警備隊的隊長，為人正直，凱金的弟弟。

## 布爾蒙王國
德拉姆·布爾蒙（聲：蓮岳大）
布爾蒙王國國王。外表看上去和藹可親，實際上心機深沉，頭腦相當優秀。
布爾蒙（聲：芳野由奈）
布爾蒙王國王妃。陪丈夫出席和利姆路的開國祭會談。
貝葉特（Velyard，聲：山本格）
布爾蒙王國的男爵，沒有領地的低階貴族，經常在住處和城堡間往來辦事。與費茲是兒時玩伴，為向外界隱瞞兩人的交情，平常他們都假裝感情不好，讓旁人誤以為兩人在互相利用對方。在「奴隸商會」事件後晉升為子爵，並負責「魔導列車」與「四國通商聯盟」在布爾蒙王國的相關事宜。藉由與摩邁爾的交涉成為他的部下之一(目前對外仍以布爾蒙王國貴族的身分，並以顧問一職暫時幫助摩邁爾，還尚未正式成為摩邁爾的部下)
費兹（Fuze，聲：成田劍）
布爾蒙王國的自由公會支部長，在豬頭帝事件後因與布爾蒙王的交涉進入了布爾蒙王國的情報局擔任情報局綜合輔佐。
雖然現在退居二線，但在現役時的實力相當於A等級的冒險者。常作為利姆路與布爾蒙王國上層之間聯絡的接口。
愛蓮（Elen，聲：熊田茜音）
布爾蒙自由公會的冒險者，與卡巴爾、基多三人一組戰鬥。職業為持杖法師。本名「愛倫·格利姆瓦多」，魔导王朝萨利昂的贵族，與皇帝艾爾梅西亞關係極好，時常瞞著極度溺愛的父親私會。因嚮往自由所以當上冒險者，使用藥物隱藏了長耳族的特徵。
卡巴爾（Kabal，聲：高梨謙吾）
布爾蒙自由公會的冒險者，與愛蓮、基多三人一組戰鬥，三人組的隊長。職業為持盾戰士。實為愛莲的護衛，魔法士團的成員，用魔法戒指限制了力量，只有在愛蓮陷入真正危機才准發揮實力。
基多（Gido，聲：木島隆一）
布爾蒙自由公會的冒險者，與愛蓮、卡巴爾三人一組戰鬥。職業為匕首盜賊。實為愛莲的護衛，魔法士團的成員，用魔法戒指限制了力量，只有在愛蓮陷入真正危機才准發揮實力。
卡扎克（聲：上田燿司）
布爾蒙王國的貴族。實際上是犯罪組織「奴隸商會」的協助者之一。因綁架朱拉大森林裡居住的長耳族，而被布爾蒙國王沒收所有財產和爵位，並逐出王國。曾打算拉攏摩邁爾協助自己的奴隸生意，卻因摩邁爾不願違反法律，以及利姆路的意外來訪而失敗，還遭到利姆路事後對此事件起疑，在經由蒼影調查後最終交由布爾蒙國王處置。

## 法爾梅納斯王國
尤姆（Yohm，聲：細谷佳正）
原為尼德勒伯爵所指派的邊境調查團團長，在利姆路的建議之下，對外宣稱是打倒豬頭帝的英雄而被法爾姆斯王國的平民愛戴。原本就有相當於B級的實力，在得到利姆路所贈的特質級裝備〈骸甲全身鎧〉和〈屠龍鋼刀〉，再加上在白老手下的修行，已經突破A級，成為了不負有英雄之名的強者。
在利姆路的計畫下奪取了法爾姆斯王國，更名為法爾梅納斯王國，並成為第一代的英雄王「尤姆·法爾梅納斯」。
繆蘭（Mjurran，聲：種崎敦美）
魔人族。最早出場時為魔王克雷曼心腹的「五指」之一，稱之為「無名指」的繆蘭。
原本是住在森林裡的魔女，因小時候親眼看見作為魔女的師父慘遭村民燒死，而對他人抱持着不信任和畏懼的情感。為了得到永恆的壽命和年輕的肉體被克雷曼所拐騙，施加了秘術『支配的心臟』而失去自由。其能力受到了除克雷曼外「中庸小丑連」成員的好評。其智慧和美麗讓尤姆和克魯西斯為其傾心。在與尤姆的相處下，愛上了尤姆。在法爾姆斯軍襲擊事件後被利姆路解除了克雷曼的控制，並偽裝成已經死亡藉此誘導克雷曼行動。在利姆路解除了克雷曼的控制後，與愛戀的尤姆一起，為奪取法爾姆斯王國而行動。
在法爾姆斯王國滅國後，與尤姆結為夫妻，成為了法爾梅納斯王國的王妃「繆·法爾梅納斯」。由於過去隸屬於克雷曼的時期，經過對方的嚴格教育的關係，有著絲毫不輸給王公貴族的禮儀。跟尤姆有一個女兒。
克魯西斯（Grucius，聲：日野聰）
獸王戰士團的末席，為尤姆的好友。灰髮灰眼，褐色肌膚的狼類獸人，擅長使用雙手拿着的大型刀械進行戰鬥。
作為交流的使節團來到魔國聯邦，為了測試是否有實力與猶拉瑟尼亞平起平坐而與尤姆對打，打得不相上下。為學習新的技術而留在了魔國聯邦，在法爾姆斯軍襲擊事件中為了庇護繆蘭而被紅丸給暴打了一頓。
在尤姆成為法爾梅納斯王國的國王後，被尤姆指名和繆蘭的請求下，成為法爾梅納斯王國的騎士團長。因為卡利翁進化的影響，自己也獲得祝福而變強，已經能夠匹敵原本的三獸士了。
卡基爾（Kajil，聲：山本祥太）
英雄尤姆的同伴之一，是一名妖術師。為使隆麥爾完全屈服，對他使用契約邪法將他變成奴隸，但在確定隆麥爾已臣服尤姆後替他解咒。
隆麥爾（Rommel，聲：堀江瞬）
英雄尤姆的同伴之一，畢業於魔法學院的魔法師。原為被尼德勒伯爵聘用的魔法師，但在尤姆的脅迫下屈服於尤姆，又被尤姆的邪惡魅力所吸引。最後背叛尼德勒伯爵，成為尤姆的心腹之一。
艾德卡·法爾姆斯（Edgar Farmus，聲：南真由）
艾德馬利斯的10歲兒子，原法爾姆斯王國的王子，在法爾姆斯王國滅國後成為了尤姆的隨從。自稱夢想是服侍尤姆和繆蘭所生下的王嗣。
蜜姆·法爾梅那斯（Mimu Farmenas）
尤姆與繆蘭的女兒，法爾姆斯王國的公主。

### 法爾姆斯王國
法爾梅納斯王國的前身，在迪亞布羅的計謀之下已瓦解。
艾德馬利斯·法爾姆斯（聲：家中宏）
法爾姆斯王國的國王，是個貪得無厭之人，因嫉妒魔國聯邦的興起導致法爾姆斯王國失去了商業中心的地位，假借摧毀魔物王國的名義聯合西方聖教會，發兵兩萬進攻魔國聯邦。並趁利姆路不在的時候突襲了城市，造成紫苑及百餘名魔物死亡。
這兩萬軍勢與協助的神殿騎士團最終被憤怒的利姆路與旗下幹部消滅，並以此為契機，利姆路收割了所有人的靈魂，進化成了魔王，艾德馬利斯本人也遭到俘虜，之後遭到了紫苑拷問，回國之後對自己這次出兵行為感到懊悔。下台之後隱居偏遠地方，負責教導尤姆貴族相關知識和給予意見。
愛德華·法爾姆斯公爵（聲：樫井笙人）
法爾姆斯王國的國王公爵，艾德馬利斯的弟弟，貴族派的首領，艾德馬利斯退位後成為新的國王。
聯合了聖教會和國內反對利姆路的勢力，以討伐迪亞布羅為名出兵，失敗之後下台。
拉贊（聲：花輪英司）
法爾姆斯王國最強的魔法師，會使用祕術『附身轉生』（破壞他人靈魂，奪取他人身體的邪惡魔法），以此守護了王國百年以上，其聲望在東之帝國也相當有名，甚至被斷定即便與上位魔將戰鬥也不會居下風。在利姆路開始魔王進化時，為了救出艾德馬利斯王而與迪亞布羅交戰。在得知迪亞布羅的真實身份是原初惡魔時，失去了戰鬥意志失禁崩潰，被帶去和艾德馬利斯以及雷西姆一起囚禁，後來遭到紫苑拷問。
為了救艾德馬利斯，發誓效忠迪亞布羅，並負責聯絡他新王愛德華的行動。法爾梅納斯王國立國後，負責肅清反對尤姆的勢力。
雷西姆（聲：藤井隼）
法爾姆斯王國的大主教，突襲魔國聯邦的元兇之一，會使用『四方印封魔結界』使魔物能力大幅弱化。在戰爭後跟國王一起被利姆路俘虜。利姆路為了跟坂口日向談判，用魔法道具錄製了留言，並交由雷西姆轉送，卻在轉送的途中被七曜長老竄改了內容。最後雷西姆遭到了七曜長老殺害，並將此事誣陷給了迪亞布羅。
弗肯（聲：真木駿一）
王國騎士長，法爾姆斯王國最強的戰士，實力遠超A級，異世界人，在利姆路憤怒屠殺士兵時，本欲利用其獨有技能『統率者』召集剩餘士兵，掩護艾德馬利斯和雷西姆逃走，但是卻在帳棚外慘遭利姆路射殺。
統率者
能夠理解自己部下的能力並加以使用。除此之外，可以選擇性獲得眼睛所見範圍內死亡的部下的能力，也可以強制部下按自己的命令行動。
田口省吾（Shougo Taguchi，聲：小林千晃）
異世界人，擅長使用空手道，擁有獨有技能『狂暴者』，能大幅度提昇身體能力。突襲魔國聯邦的元兇之一，二次交戰時被蓋德擊敗，為獲取新能力，殺死同伴水谷希星，獲得獨有技能『生存者』，但卻仍然不敵蓋德，在即將被蓋德殺死前被拉贊救走，最終成為了拉贊進行『附身轉生』的對象，靈魂遭其破壞而死。
狂暴者『武器破壞、金剛不壞』
除了提高擁有者自身的肉體能力之外，還能因周圍的人死去而進一步提升自己的力量。
生存者『超速再生、屬性攻擊無效、痛覺無效』
橘恭彌（Kyouya Tachibana，聲：野上翔）
異世界人，擅長使用劍術，擁有獨有技能『斬除者』以及追加技能『天眼』，能夠強化斬擊、加速思考。突襲魔國聯邦的元兇之一，起初利用這能力擊敗白老，後在第二次交戰時被白老斬首，以思考加速的狀態下體驗死亡。
斬除者『斬擊強化、思考加速』
操控空間屬性，能生成模擬刀劍。
水谷希星（Kirara Mizutani，聲：河野日和）
異世界人。突襲魔國聯邦的元兇之一，最終死在同伴田口省吾的手下。
狂言師
讓對象按著自己的語言行動，也可以對他人的思考進行誘導。
尼德勒·麥加姆伯爵
法爾姆斯王國中領土跟朱拉大森林相連的邊境貴族，因私自使用對維爾德拉的特別對策補助款中飽私囊，所以籌措不出調查朱拉大森林的資金，於是使用因惹事被強制勞動的混混組成「邊境調查團」調查朱拉大森林。
米歐拉侯爵（聲：宮崎聰）
法爾姆斯王國貴族，中立派的首領，和布爾蒙王國關係良好，是布爾蒙國王的遠親。曾反對進攻魔國聯邦。
海爾曼伯爵
法爾姆斯王國中立派的貴族，和布爾蒙王國關係良好。由於曾受過米歐拉侯爵的大恩，因此與米歐拉侯爵同一陣線。曾反對進攻魔國聯邦。
卡爾洛斯伯爵（聲：若林佑）
法爾姆斯王國貴族，性格狂妄。
西塔卿
法爾姆斯王國貴族。聽聞『暴風龍』維爾德拉復活後，提出丟下人民逃跑的建議。

## 英格拉西亞王國
艾基爾·英格拉西亞
英格拉西亞王國的國王。在其子大鬧評議會之後，親自來到評議會向利姆路謝罪，並帶着魔法審問官逮捕葛芬伯爵、萊納和凱等人。
天魔大戰期間被逃脫的萊納殺害。
（Web）天魔大戰時被其子教唆部下殺害。
艾洛利克·馮·英格拉西亞
英格拉西亞王國的第一王子。意圖在評議會中討伐利姆路，但是失敗，之後差點在利姆路面前被古蓮妲暗殺。在被利姆路從暗殺中拯救後，誠心誠意地反省自己的所作所為。天魔大戰期間與萊納串通殺害了國王，並將罪責推給日向，最後在正幸面前坦承自身所作所為。
（Web）在天魔大戰的時候，讓部下去殺害自己的父親，然後在國內掀起叛亂，最後在本城正幸面前原形畢露。從外傳得知天魔大戰結束之後，這10年過著被監禁的生活，已經失去對權力的野心了。
萊納
英格拉西亞王國騎士團團長，奉王子命令意圖在議會上討伐利姆路，但被日向阻止。原本以為日向的實力不怎麼樣，但在被日向赤手空拳的痛毆過之後，理解了雙方的實力差距而戰意全失並嚇到失禁。在王都地下實驗室被當作「惡魔融合實驗」的白老鼠。在菲德維等人進攻時被威格拯救，並融合了天使力量還得到了威格賜予的神話級武器。與王子艾洛利克串通並殺掉了國王，並將罪責推給日向。在與日向戰鬥中重創了日向，即將殺死對方時被維爾格琳阻止，並被恢復的日向以『七彩終焉突刺』打倒，隨後被威格以《邪龍之王》吸收成為邪龍獸，最終被日向消滅。
（Web）天魔大戰的時候領兵叛變，但是在正幸面前原形畢露，最後遭坂口日向折磨殺害，並粉碎其靈魂。
凱（Gaiye，聲：峯田大夢）
自稱超越A級的冒險者，但實際上是只有A級的冒險者，人稱「華麗的劍鬥士」，想着要在魔國聯邦的開國祭典上表現，卻頻頻失敗出糗。在利姆路參加評議會時，擔任了英格拉西亞王國騎士團團長副官。跟萊納一起襲擊利姆路時，被朱菜打倒。之後在利姆路探索遺跡時，被瑪莉安貝爾強化後襲擊了利姆路，卻被利姆路的一擊給粉碎崩解。
葛芬伯爵
英格拉西亞王國的貴族，真實身分為「羅素一族」的五大老之一。唆使艾洛利克在評議會對付利姆路，失敗之後魔法審問官帶走。
雷斯塔
評議會的議長。每次對於西方諸國在評議會為了對付利姆路的出格行為感到害怕和頭痛。認為利姆路雖為魔王之身，思考方式卻跟人類相似，再加上米薩莉因泰絲特蘿莎的關係而撤退，因此對利姆路和泰絲特蘿莎相當信任。
傑拉德
傭兵團「綠之使徒」的團長，跟「羅素一族」合作對魔國聯邦展開了一系列的行動。本打算在評議會上召喚惡魔大公米薩莉大舉屠戮，讓西方諸國陷入動亂，但米薩莉卻被泰絲特蘿莎阻止，計劃因而失敗遭到逮捕，被逮捕時因意識到泰絲特蘿莎的真實身份而發瘋似得狂笑不止。後來因戴絲特羅莎與西方諸國評議會進行司法交易而獲釋，而成為了蒼影麾下的諜報員。之後與古蓮妲一同成為「三賢醉」名義上的首領之一。
艾因
傭兵團「綠之使徒」的團員，精靈使役者，曾經組成過隊伍「綠亂」攻略魔國聯邦的地下迷宮。在評議會時，為了召喚惡魔大公米薩莉，被消減了大量壽命而昏死過去。後來因泰絲特蘿莎與西方諸國評議會進行司法交易而獲釋，而成為了蒼影麾下的諜報員。
緹絲（聲：小松未可子）
冒險者學校的女老師。後來與學生們一同參加開國祭，在利姆路發表演講現出史萊姆型態而當場驚訝也昏到要休養一段時間。
開國祭第2天去觀看武鬥大會，但蒙面獅子(真身實為卡利翁)對蓋德的對決也徹底迷上他的魅力，武鬥大會預賽結束後並向蒙面獅子請求要他本人的簽名版，拿到簽名版而十分陶醉也興奮著。
傑夫（聲：木下浩之）
冒險者學校的男老師。
迅雷（Jinrai，聲：木內太郎）
閃光小隊成員。被稱為「狂狼」的冒險者，個性衝動的彪形大漢。雖然評級是C+的冒險者，但是實力達到了B級，在『英雄補正』的影響下，能力勉強突破了A級的障壁。在城鎮鬧事也騷擾卡琪（聲：若山詩音）的時候碰上了恰巧路過的正幸，由於被正幸打倒後受到了『英雄魅力』的影響，成為了正幸的同伴。在正幸的隊伍解散後，成為了魔國聯邦冒險者公會的職員。
邦尼
閃光小隊成員。英格拉西亞學院的畢業生，被優樹保護的異世界人，美國人。由於在異世界溝通交流時受到了魔法的幫助，所以迷上了魔法，提出了想要進學校學習的願望。是少數能夠不受正幸的『英雄霸道』影響的人。真實身分其實是東之帝國派遣的間諜。
裘
閃光小隊成員。擅長使用精靈魔法的魔法使少女。本來是把正幸當成是自稱為「勇者」的狂妄之人，可是不知什麼時候開始，變成了正幸忠實的信徒。真實身分其實是東之帝國派遣的間諜。
吉田薰
異界訪客之一。原本在英格拉西亞王國的王都經營咖啡廳，後來將店鋪搬遷至魔國聯邦。

### 自由組合
神樂坂優樹（Yuuki Kagurazaka，聲：花江夏樹）
來自異世界的人類，是建立「自由組合」公會的創辦人，將冒險者互助组合更名為自由組合，建立起與國家間的互助關系。在原來的世界是一名天才，不僅擁有天才級的頭腦，還有超能力這種特殊才能，像是發火、念動力、地動等。
在交通事故中失去了雙親，由此察覺到社會的不講理和自身的無力，在迷茫著是否要以數十年的歲月來挑戰這世界的不公時，被召喚到異世界。在召喚的瞬間理解世界的運行法則而得到了獨特技能『創造者』。以此技能改變身體構造，得到遠超常人的身體能力與能將魔法和技能無效化的超特異體質『能力封殺』，也因此原因外觀停留在青年沒有成長。
表面上優樹是自由組合公會的總帥，但私底下還在擊潰了支配東之帝國的地下社會組織「暗之母」後，將其收編並組成新的地下組織「三巨頭」，同時擔任著這兩個組織的領導者。身為自由組合的首領，跟掌握著資助自由組合運營的組織——西方諸國評議會的羅素一族關係密切。
在假裝被瑪莉安貝爾所操控的情況下，多次利用「羅素一族」的計畫行事。後在遺跡中襲擊利姆路的事件裡，為奪取技能『貪婪者』而設計圈套殺害瑪莉安貝爾。之後跟格蘭貝爾合作，為了竊取勇者「克羅諾亞」的力量，藉著『能力封殺』一擊打碎魯米納斯用來封印克蘿耶身體的『聖櫃』，並帶著勇者逃跑。但後來因為克羅諾亞失去控制而暴走，只好在一無所獲的情況下趁著混亂逃離西方國家。
在奪取克蘿耶的身體失敗後，放棄在西方的據點，與「中庸小丑連」的成員一同逃亡到了東之帝國。逃亡途中遭到魔王金·克林姆茲的阻攔，在金表明不希望增加「魯德拉」手中的棋子後，被迫與金對決。雖然途中透過獨有技能「創造者」改造自己的身體成為「聖人」，但由於覺醒的時間過短以及兩人龐大的實力差距依舊不敵而落敗。之後得到金的允許，在半強迫的情況下與對方達成了「約定」，成功逃離到東方。在逃離金後意識到自己的能力還能繼續成長，並藉由與「貪婪者」的對話和「創造者」的能力，把奪取來的「貪婪者」成功的進化成究極技能《貪婪之王》。
逃亡到東之帝國後，以不到一年的時間，成為了東之帝國的三位軍團長之一(受到了蓋多拉的推薦)，整合了混合軍團並策劃對帝國的政變。
在第十四卷中與被近藤達也操控的達姆拉德對決，在戰鬥過程中順利解除了近藤的能力，但隨後被維爾格琳和魯德拉發現，在與兩人對峙後不敵並遭到了魯德拉的支配。
在十年間不知不覺已經把「中庸小丑連」的成員視作自己真正的同伴，十分重視他們。同時本人也深受「中庸小丑連」成員的愛戴。
在入侵黃金鄉時得知他其實並不信任《貪婪之王》，因而把《貪婪之王》的意識代替自己被魯德拉操控。而本人一直假裝被操控等待機會。
在第十八卷中遭到了福特曼(實際是寄宿在體內的#傑西爾)的偷襲，最終在重傷的情況下和卡札利姆等人遭到了傑西爾的究極贈與「火焰之王」攻擊，以野心迎來終結而畫上了句號。
二十二卷中揭露於黃金鄉一戰中受到傑西爾攻擊後同拉普拉斯被打到時間盡頭，之後與被時空風暴吹散的古城舞衣相遇，透過理解了古城舞衣的《星界之王》後成功回到現世拯救受傑西爾襲擊的卡嘉麗等人，並利用自身相性與強化的《貪婪之王》擊敗傑西爾。
在見過古城舞衣的瞬間移動後也學會了同樣能力。
在第十八卷中得知存在值約為200萬。
（Web）版中性格扭曲，表面上和善全部都是偽裝的，操控卡札利姆和克蘿耶，並決定要毀滅世界，本作真正的BOSS，後來奪取魯德拉的《正義之王》，召喚100萬名天使，在故事的最後被利姆路吃掉。
創造者
被召喚到異世界時獲得的能力。
貪婪之王 瑪門『操心、吸命』
專長於支配，會把自身慾望的大小原原本本地還原為力量。為大罪系列的技能。
神智核 瑪莉安
為正幸發動究極技能《英雄之王》受到英魂道導召喚的瑪莉安貝爾的靈魂於黃昏之王寄於《貪婪之王》的備份意識脫離後將自我意識寄宿當中，因契合度極高而融為一體，在瑪莉安貝爾的靈魂因正幸停止技能而消失後，寄宿其中的意識在保留記憶之下與原先瑪莉安貝爾的自我分離。
擁有與瑪莉安貝爾相同的性格，對優樹對話總帶著戲謔態度。於優樹等人受困時空盡頭時提供幫助，從而成功回歸現世。
創造之王 阿胡拉·馬茲達 『超速思考、並列思考、萬物創造、複製量產、空間支配、多次元結界』（Web版中獲得的能力）
將純粹的能量自在變化的能力，可以根據情況衍生出必要能力。
情報之王 阿卡西紀錄（Web版中獲得的能力）
卡嘉麗
自由組合的副總帥，長耳族，是以探索為專長的冒險者，創下有完全探索了古代遺跡「索瑪」的壯舉。實際上是魔王卡札利姆的轉生，靠著優樹的協助以長耳族女性的姿態完成了復活，但說話方式偶爾會變回原樣。在第十四卷中遭到近藤達也的操控，並在其要求下再次以禁術創造了數名妖死族。

## 神聖法皇國魯貝利歐斯

### 夜想宮庭
魯米納斯·瓦倫泰（Luminous Valentine，聲：Lynn）
第二世代魔王，吸血鬼族，吸血鬼神祖「特懷萊德·瓦倫泰」的獨生女、最高傑作、第二號弟子，由神祖的血液所誕生，意義上屬於神祖的複製體，實際種族為「真血魔靈姬」。稱號『夜魔女王』，現任「八星魔王」之一。西方聖教會的神『魯米納斯』的真身。平時隱居在位於魯貝利歐斯靈峰頂的「內殿」之中。外表是一名銀色長髮及金銀妖瞳的美少女，身上帶著十字架。持有以故鄉命名的神話級武器「夜薔薇之刀」。
締造了萊茵眼中無數的偉業，因而獲得對方的高度評價。由於認為自己的相貌未能突顯身為魔王的威嚴，因此讓羅伊成為自己的代理。與維爾德拉有着數不清的新仇舊恨，吸血鬼族最引以為傲的都市「夜薔薇宮」就是毀於維爾德拉之手。
在「魔王饗宴」時，以羅伊女僕的身分出席會議，但已被智慧之王鑑定發現魔素量大於羅伊；克雷曼死後，被維爾德拉及蜜莉姆揭穿其真正身份，因此相當的生氣，無奈之下顯露自己的真面目。後來在解決了七曜長老引發的事件後，利姆路把維爾德拉交給了魯米納斯隨意處置而與利姆路暫時達成了和解。
在開國時扮成聖騎士的女僕混進了魔國聯邦，與利姆路簽訂了合作協定。喜歡聽音樂，酷愛歌劇，一度被魔國聯邦的樂團演奏給感動，並對於魔國的科技研究感到驚艷，因此與利姆路做了兩國私下交流的協議，希望魔國樂團能到她的夜想宮內進行表演，為此作為報酬，把「信仰與恩寵的奧秘」傳授給利姆路，事實上多數人類之所以可以使用神聖魔法，就是因為受到了這奧秘的影響。少數看穿迪亞布羅真身是「原初之黑」的人。克蘿耶無數跳躍後必定結交的好友，並在多年來一直守護其被破滅意志佔據而失控的身體。高度百合傾向，喜歡日向與克蘿耶，一面依照克蘿耶透露的未來訊息讓重大事件適當地發展，另一面極力壓抑著與她們重逢的內心喜悅，和她們正常地互動，期待著三人一起泡溫泉左擁右抱的那天。
每當日向陷入死亡危機時，魯米納斯就會失去人前那份矜持。甚至被格蘭貝爾利用，襲擊大聖堂盜走克蘿諾亞與日向死亡形成雙重刺激，在這強烈的情绪波動影響下，使得魯米納斯自身持有的獨特技能『色慾者』進化為了究極技能《色慾之王 阿斯蒙蒂斯》，接著擊敗了格蘭貝爾。之後明白了格蘭貝爾的用意是希望自己的究極技能覺醒，才能更有效地守護世界。
色慾之王 阿斯蒙蒂斯
擁有操控生與死的能力。為大罪系列的技能。
特懷萊德·瓦倫泰
吸血鬼的神祖，魯米納斯的父親。希爾維婭與傑西爾的師父。稱號『黃昏之王』，典型的瘋狂科學家，創造了地上大多數的種族。被萊茵列入「最麻煩人物排行榜」的前三名。
繼承了維爾達納瓦創造出的創世紀武器其中之一。
行事為人毫無道德底線，因此進行了許多被世人視作災厄的實驗﹙生命災害、雙月、死靈都市、侵蝕之森、鮮血之海﹚。
遠古時代創世神星王龍維爾達納瓦為追求與自己對話的智慧存在誕生了天使與惡魔，接著為了追求多樣性、讓能給地上帶來文明的種族更加繁榮，創造了神人類之祖(永遠不滅的人類種族)，但因為本身不死性過高、沒有繁衍後代的必要、不具備性別，而使這個願望幾乎失敗，須等待更漫長的歲月誕生文明種族。
但神祖並未放棄，他積極進行熱愛的禁斷實驗以回應維爾達納瓦的想法，首先透過分析自己的肉體創造了「真正的人類」與「吸血鬼」，接著幫助從大聖靈分離而出的四大元素精靈實體化，“地”屬性誕生了地精人、“水”屬性誕生了水精人、“火”屬性誕生了火精人、“風”屬性誕生了風精人。接著讓這些種族互相雜交，誕生了諸如長耳族、矮人族、大鬼族和獸人族之類被稱為成功案例的各種種族，以及許多像後期劣化成哥布林這種魔物之類的失敗種族。直到某一天，神祖：「啊啊，“女兒”啊！ 你就是我的最高傑作──」「制裁之時已至。“靈子崩壞”──」，神祖被創造出的魯米納斯化為塵土，結束他瘋狂創造種族的狂熱，並統合了吸血鬼族，與人類共存開創了新的時代。
肉體被魯米納斯毀滅後，在僅剩星幽體的狀態下被維爾薩澤心血來潮拯救並寄宿在體內，同時為求不死不滅而開始研究龍種，創造出『擬龍體』，同時利用維爾薩澤的能力固定自身心核。在維爾薩澤被金打敗而情感受影響時，順應菲德維提前設置的詛咒奪取維爾薩澤的身體，但隨後便被解除凍結的卡蕾拉以神滅彈擊殺，其存在徹底消失在世上。
貪婪者
該技能最早的主人，將自身備份意識融入技能作為貪婪的種子釋放於輪迴中，並先後被瑪莉安貝爾與優樹繼承，期間作為擬態人格的備份意識不斷同步當前資訊，在優樹被傑西爾擊飛後，技能當中的意識也隨之消失。
惡德之王 安哥拉·曼紐

### 三公
路易·瓦倫泰（聲：水中雅章）
魯米納斯旗下的「三公」的其中一人，吸血鬼族，魯貝利歐斯的法皇，聖教會的最高負責人。由神祖「特懷萊德·瓦倫泰」創造。負責管理魯貝利歐斯的最高行政機關「法皇廳」，神魯米納斯與魔王瓦倫泰對立戲碼的策劃者。
將西方聖教會交付給日向管理，自己則依興趣集中在魯米納斯和吸血鬼的地下都市「夜想宫廷」的相關事務。與弟弟羅伊本為一體，後被魯米納斯擊敗並收為部下，但因屢屢與同僚衝突，於是被魯米納斯一分為二，情感較弟弟羅伊淡薄，原本的個性十分狂暴。在羅伊死後，兩人力量合一，實力回到了昔日的完全狀態，在戰鬥中以壓倒性的實力輾壓拉普拉斯。
羅伊·瓦倫泰（聲：水中雅章）
魯米納斯旗下的「三公」的其中一人，吸血鬼族，代理「十大魔王」之「鮮血霸王」，是替魯米納斯代理魔王職務的影武者。實力在其哥哥路易之下，卻足以匹敵魔王時期的卡札利姆，性格自大。
在魔王的饗宴後因輕敵加上在當日是自己力量最弱的新月而被拉普拉斯殺死。
岡達（聲：片山公輔）
魯米納斯旗下的「三公」中最強的一人，一名年老的執事，也曾參加魔王們的饗宴，侍候着魯米納斯的古老吸血鬼。被魯米納斯託付管理著「夜想宫廷」。

### 西方聖教會
尼可拉斯·修伯特斯（Nikolaus Spertas，聲：保村真）
西方聖教會中的樞機卿，神聖法皇國魯貝利歐斯最高指導者法皇的懷刀，西方聖教會事實上的領導人。
日向的心腹，只在日向的面前獻出猶如一隻幼犬般的忠誠。在外界的評價大多為他是個戴著聖職者假面的惡魔。

### 七曜長老
格蘭
七曜之首，日曜長老，「日曜師」。被日向的心腹尼古拉斯樞機卿趁其不備時用靈子崩壞消滅，但被消滅的並非其真身。其真實身份為羅素一族的首領格蘭貝爾·羅素。堪稱七曜長老的真正價值也不為過，魯米納斯先前會放任七曜長老做出種種蠢事，其中一個原因也是為了讓這個前勇者格蘭貝爾的化身在自己的可見範圍內。
艾茲（聲：佐佐健太）
七曜之一，火曜長老，「火曜師」。在日向接受其考驗時，因其能力太過弱小，在七曜中唯一沒被日向複寫其能力的人，卻一直以為是日向無法奪取他的能力。聖魔激突篇時偽裝成蓋羅多企圖暗殺日向，並打算將得知真相的聖騎士團滅口，但在計畫失敗後，被魯米納斯肅清。
蒂娜（聲：前田弘喜）
七曜之一，月曜長老，「月曜師」。擅長偽裝幻術。
聖魔激突篇時企圖將得知真相的聖騎士團滅口，但卻被利姆路的究極技能擋下，最後被魯米納斯肅清。
威納（聲：杉崎亮）
七曜之一，金曜長老，「金曜師」。
聖魔激突篇時企圖將得知真相的聖騎士團滅口，但卻被利姆路的究極技能擋下，最後被魯米納斯肅清。
梅利斯（聲：古賀明）
七曜之一，水曜長老，「水曜師」。
計畫殺死法爾姆斯王國的國王、士兵和各國記者們，並將罪名栽贓給迪亞布羅和魔王利姆路，但在計畫失敗後，被迪亞布羅殺死。
薩倫（聲：綿貫龍之介）
七曜之一，木曜長老，「木曜師」。被格蘭認為實力僅次於自己。
計畫殺死法爾姆斯王國的國王、士兵和各國記者們，並將罪名栽贓給迪亞布羅和魔王利姆路，但在計畫失敗後，被迪亞布羅殺死。
札斯（聲：木村隼人）
七曜之一，土曜長老，「土曜師」。
計畫殺死法爾姆斯王國的國王、士兵和各國記者們，並將罪名栽贓給迪亞布羅和魔王利姆路，但在計畫失敗後，被迪亞布羅殺死。

### 聖騎士
坂口日向（Sakaguchi Hinata，聲：沼倉愛美）
十大聖人之一，為匹敵覺醒魔王的聖人，神聖法皇國魯貝利歐斯法皇直屬近衛師團領頭騎士兼任西方聖教會聖騎士團長，實質上的最強聖騎士。來自異世界的人類，井澤靜江的弟子之一。擁有「神之右手」和「魔物天敵」等稱號。擁有傳說級武器「月光細劍」。現19卷持有格蘭貝爾轉讓的神話級武器「真意長劍」。
來到異世界，遇到了恩師井澤靜江。由於與井澤靜江、神樂坂優樹的理想不同而離開，加入西方聖教會。僅一年就成為聖騎士，之後兩年成為聖騎士長，並親手鍛煉出了如今的聖騎士團。
隨著地位的提升而接觸了聖教會的本質，知道了法皇路易·瓦倫泰以及魔王羅伊·瓦倫泰是吸血鬼族兄弟。擊殺兩人後力竭，準備帶著微小的正義感離世。此時，遇到了聖教會的魯米納斯神，魔王魯米納斯·瓦倫泰。被魯米納斯救下後，魯米納斯駁斥了日向的正義觀，約定讓她來日挑戰。日向突破七曜長老試煉時篡奪了七曜的力量，之後卻依舊敗於魯米納斯，隨後加入魯米納斯麾下。兩人約定，只要魯米納斯不成為人類的敵人，日向就是「神之右手」。
遭到優樹的利用而與利姆路為敵。以為利姆路是殺死恩師靜江的仇人，因此與利姆路第一次交戰。被利姆路分身逃離。
當利姆路成為魔王後，日向察覺到情報的問題，決定向利姆路謝罪，前往朱拉大森林後，由於七曜的策動導致聖騎士與魔王所屬敵對，日向不得不第二次與利姆路交手。在與日向的第二戰中，因利姆路習得了能力「未來攻擊預測」，最終以利姆路接下日向的必殺技『崩魔靈子斬』結束，傳說級細劍毀壞，日向認輸。為了保護利姆路，日向被火曜偷襲重傷，而且由於自身的魔法無效體質而無法被回復藥救治，被隨後趕來的魯米納斯本人救下。
在七曜被討伐之後，兩人解開了誤會和解，之後日向對利姆路進行了謝罪。開國祭後在空閒時會作為留在魔國聯邦的孩子們的老師。被在迷宮訓練全滅的聖騎士中的夫利茲激將後前往攻略迷宮，以壓倒性的實力獨自擊破地下迷宮中的無數難關及迷宮十傑(由於日向挑戰時澤奇恩正在繭中進化，因此日向未與澤奇恩對戰)，直至到最底層時被維爾德拉擊敗。
據格蘭貝爾所言，擁有勇者資質，因無法克服過去的陰影，而沒有受到光之精靈眷顧。
在格蘭貝爾進攻音樂廳、企圖殺害克蘿耶時以肉身阻擋攻擊，死亡後靈魂依附在技能上被吸入克蘿耶的無限牢獄，成為近似第二人格的存在跟隨著克蘿耶一起回到2000年前的過去，並以克蘿耶的身體擊敗了維爾德拉然後將其封印。為克蘿耶創造了假名克羅諾亞後，技能『篡奪者』被克蘿耶獲得，本人僅存的靈魂殘渣依附在數學者，一同被無限牢獄整合。當歷史上的坂口日向來到這個世界前找上了魯米納斯，透過她的力量在封印在聖櫃中，等待重新醒來的可能。在魔王利姆路和進化究極技能的魯米納斯合作下，靈魂殘渣得以從無限牢獄中被分離出來，歷經2000年的時光之旅終於在現代復活。19卷中受到與天使融合的萊納重創，即將被殺死時被維爾格琳拯救，在恢復傷勢後再度打倒萊納。在與邪龍獸的戰鬥中得到了受正幸的究極技能「英雄之王」召喚的格蘭貝爾轉讓的神話級武器「真意長劍」，同時得到其轉讓的覺醒勇者資質，並覺醒了究極技能。隨後與泰絲特蘿莎共同圍攻威格。
因為小時候家庭因素使她心裡深處會期望著父愛，因此雖然不想承認，但是在心靈脆弱的時候會把利姆路當成父親依賴。雖然與利姆路並非情侶關係，但出乎意料的是，有這種想法的人很多。對於利姆路的感情複雜，一方面討厭他在自己困擾時感到高興的樣子，另一方面自己依賴對方時他高興的樣子也讓她感到高興。
在8.5集的訪談中，日向為主角利姆路之後作者最喜歡的角色。
在外傳漫畫《魔物之國的漫步指南》中，護送孩子們參加試膽大會。被利姆路化身的幽靈從背後拂過脖子而失聲慘叫，還被維爾德拉化身的骷髏嘲笑，因此惱羞成怒，空手將骷髏打飛，最終試膽大會以幽靈和骷髏被嚇跑結束。
篡奪者
可以看穿對手的力量和技能，并且實行奪取。對象如果比持有者要弱，鑒定結果就會變成《對象外》而無法奪取，對象比持有者強，鑒定結果就會分爲《失敗》或《成功》，《成功》的話就可以完全看破對手的能力和技能。若『強制篡奪』的領域，也能對比自己弱的對手進行奪取。
數學者『思考加速、預測演算』
數奇之王 福爾圖娜『思考加速、萬能感知、神聖霸氣、時空間操作、多次元結界、森羅萬象、演算領域、假想世界』
第十九卷中由數學者進化的究極技能，能夠透過此能力達到真正的預測未來。

#### 法皇直屬近衛師團
薩雷（Saare，聲：千葉翔也）
十大聖人之一，三武仙之一，被稱為「蒼穹的薩雷」。
由於有長耳族的血統，外表雖然年輕，但是實際上卻相當高齡，已覺醒為「聖人」。為前任的法皇直屬近衛師團首席騎士。由於在支援法爾姆斯王國對抗迪亞布羅的戰爭中失敗，再加上自己違背日向的指示，擅自加入法爾姆斯王國的內亂，擔心回國後會被日向肅清而流落在了法爾梅納斯王國，之後跟格萊哥利一起被拉贊收作弟子。
萬能者
只要見識過一次對手的技術就能破解，更甚的是有可能將其學習過來。但要熟練運用獲得的技術，就必須要不斷鍛煉身體的機能。
格萊哥利（Grigori，聲：山根雅史）
十大聖人之一，三武仙之一，被稱為「巨岩的格萊哥利」。
被七曜所騙與蘭加戰鬥而後慘敗，其『萬物不動』被蘭加輕鬆所破壞。雖然沒有被蘭加殺死，但受到嚴重的心理創傷，導致後來有個外號叫「討厭狗的不動要塞」。由於在支援法爾姆斯王國對抗迪亞布羅的戰爭中失敗，流落在了法爾梅納斯王國，之後跟薩雷一起被拉贊收作弟子。
萬物不動
能使持有者不論受到多大的傷害，都不會陷入昏迷。
古蓮妲·阿德利（Glenda Atori，聲：日野麻里）
十大聖人之一，三武仙之一，被稱為「蒼海的古蓮妲」。異世界人之一，在原世界是一名職業傭兵，使用著格鬥技術、槍械技術、暗殺技術等異世界的技藝。
在支援法爾姆斯王國對抗迪亞布羅的戰爭中逃亡，還把跟迪亞布羅的戰鬥丟給薩雷一人應對。實際上是被瑪莉安貝爾操控的傀儡，暗中控制評議會的羅素一族派遣到魯貝利歐斯的間諜。為了把殺人罪嫌嫁禍給利姆路，被瑪莉安貝爾派往評議會暗殺英格拉西亞的王子艾洛利克，但因利姆路的阻撓而失敗。
暗殺任務失敗後被蒼影所捕獲，在審問後確認了大量的情報。被利姆路解除了咒術後投靠了魔國聯邦，成為了蒼影旗下諜報機關的一員。之後成為了由「陰謀詭計三人組」幕後操控的地下組織「三賢醉」名義上的三位首領之一。19卷率領魔國聯邦秘密開發的各種試制武器的供應商「火槍隊」參與王都保衛戰。
狙撃者『魔力感知、預測演算、空間操作』
拉瑪
前三武仙，在被古蓮妲擊敗後被迫讓位，並成為古蓮妲的部下，後被瑪莉安貝爾控制。在利姆路探索遺跡時，被瑪莉安貝爾操控並強化後襲擊了利姆路一行人，打算為古蓮妲達報仇，卻遭到哥布達和蘭加的阻撓。由於哥布達與蘭加無意殺他而戰成平手，最後被利姆路解除精神控制。

#### 聖騎士團
雷納德·傑斯塔（Renard Jester，聲：野島健兒）
十大聖人之一，聖騎士團副團長，被人稱為「光之貴公子」。原本是在『精靈魔法』和『元素魔法』還有『神聖魔法』都登峰造極的聖魔導師。在見到日向的劍技後，放下魔法轉而苦練劍術，融合了高速劍技和魔法成為了擁有天才魔導師才能的魔劍士。
阿爾諾·鮑曼（Arnaud Bauman，聲：竹本英史）
十大聖人之一，聖騎士團部隊長，被人稱為「空之阿爾諾」。被認為是僅次於日向的聖騎士，是聖騎士團的特攻隊長。小說第7卷時與紅丸交手，其劍技不如紅丸而敗給對方。長期滯留在菈米莉絲的迷宮內修練。先後慘敗在阿畢特與艾伯特手上，之後與其他聖騎士輪流在艾伯特的指導下修行。
莉緹絲（Litus，聲：相川遙花）
十大聖人之一，聖騎士團部隊長，被人稱為「水之莉緹絲」。能使役精靈的治愈魔法師，可以使役上位精靈「水之聖女」進行戰鬥。不知為何，在和蒼影戰鬥後，對其產生了好感。
夫利兹（Fritz，聲：村田太志）
十大聖人之一，聖騎士團部隊長，被人稱為「風之夫利茲」。聖騎士團中難得一見的妖術師，使用著風魔法和雙劍術的魔法劍士。經常會做出惹怒日向的言行，以致於被日向痛打教訓。勇於嘗試新事物，尤其是魔國的特有食物，如魔黑米、生蛋等。
巴卡斯（Bacchus，聲：飯島肇）
十大聖人之一，聖騎士團部隊長，被人稱為「地之巴卡斯」。以充滿了魔法之力的神聖戰棍擊潰敵人，沉默寡言的大個子。
蓋羅多（Garde，聲：駒田航）
十大聖人之一，聖騎士團部隊長，被人稱為「火之蓋羅多」。操縱炎槍「炎獸牙槍」，個性乾脆認真，時刻為同伴著想的騎士。在維爾德拉復活後被七曜殺害。為了刺殺日向，而被火曜師作為偽裝潛入。
索菲亞（Sophia）
女副官。通曉惡魔學。

## 魔導王朝薩里昂
艾爾梅西亞·艾爾·留·薩里昂（Erumeshia Eruryu Sarion，聲：金元壽子）
長耳族女性，年齡不詳，人稱「風精人」。魔導王朝薩里昂的建國皇帝。被矮人王蓋札評價為「活了千年以上，老奸巨猾的怪物」。少數看穿迪亞布羅真身為「原初之黑」的人。其「英雄霸氣」的威壓程度遠在英雄王蓋札的「英雄霸氣」之上，不單是蓋札，除了不知情的利姆路外，各國統治者都知道她是個麻煩人物，無人敢招惹她。持有神話級武器「月輪刃」。
是本作中最有錢的一國之君，光是隨身攜帶的零用錢就是金幣一千枚，其國庫總資產無法估計，也解決了利姆路舉辦慶典時的金幣周轉問題。
之後發現利姆路所擁有的經濟力量，與利姆路、摩邁爾同為酒友，代號為「大姐大」。「陰謀詭計三人組」之首。
與雷昂相熟，知道對方的本性，並把對方當作弟弟看待。
在傑西爾死亡後，終於與素未謀面的父親薩里昂﹙拉普拉斯﹚相認。
風天之王 伐由
天候系究極技能，為天候系中風的最高級權能。
艾拉多·格利姆瓦多（聲：濱田賢二）
魔導王朝的大公爵，皇帝的心腹。愛蓮的父親，艾爾梅西亞的叔父、勇者薩里昂年齡差距很大的弟弟。是個無藥可救的笨蛋父親。王朝十三王家之一，輩分雖是皇帝的叔父但是年紀卻比皇帝還小很多，因此在皇帝面前完全抬不起頭來。
愛蓮
布爾蒙自由公會的冒險者，實為艾拉多的女兒。
詳見愛蓮。
卡巴爾
布爾蒙自由公會的冒險者，實為愛蓮的護衛。
詳見卡巴爾。
基多
布爾蒙自由公會的冒險者，實為愛蓮的護衛。
詳見基多。
希爾維婭·艾爾·留
稱號「雷帝」。艾爾梅西亞的母親，勇者薩里昂·格利姆瓦多的妻子。吸血鬼神祖特懷萊德·瓦倫泰的第三號弟子，同時也是雷昂的師傅，傳授對方劍術與魔法。持有神話級武器「金剛杵」。魔導王朝的最強戰力。
狂熱的勇者迷，喜歡一切有關於勇者的事物。
過去薩里昂與混沌龍激戰時，由於懷了艾爾梅西亞的緣故而未能參戰。與女兒艾爾梅西亞容貌相同，母女二人以天帝身份輪流執政。熟知師兄傑西爾的本性，因而在多年前與他分道揚鑣。「魔導科學」的提倡者。在黃金鄉一戰中，重遇丈夫薩里昂（拉普拉斯），也因為拉普拉斯的面具破裂，露出了真面目，而被認出。
雷霆之王 因陀羅
天候系究極技能，為天候系中雷的最高級權能，可以自在將自身化作雷電，擁有與「純潔之王」相似性質的能力。

## 中庸小丑幫
卡嘉麗（Kagali，聲：石川由依）／卡札利姆（Kazalim，聲：火山太田）
中庸小丑幫會長，妖死族，前魔王之一，人稱「咒術王」。克雷曼的上司，是一個頭腦轉數極快，讓人不能大意的男人，與遭到其他魔王唾棄的克雷曼相比，在魔王中有着不錯的評價。惹火未成為魔王的蜜莉姆，最終被滅國的古代長耳族王國的王族倖存者之一。
原本是長耳族所建立的超魔導王國的公主，卻被奪取了父親身體的傑西爾殺害，奪走了身為風精人的能力，之後被強行改造成醜陋的男性妖死族。在混沌龍肆虐大地期間回到被蜜莉姆摧毀的國家製造出了蒂亞、福特曼、克雷曼三位妖死族，並帶著受混沌龍詛咒汙染的黑妖長耳族追隨者流亡。四處流浪期間，遇到了因受混沌龍攻擊而瀕死的「勇者」薩里昂，在對方同意下將其改造為妖死族，並命名拉普拉斯。其後成為魔王。成為魔王後雖然不再恐懼米莉姆，但也無心對其復仇。曾試圖勸誘雷昂作為部下，卻被對方拒絕，更被對方殺死。死後為復活而進行召喚，原本是想把召喚出的人當成自己復活時所使用的軀體，但是卻被回應召喚而來到了異世界的優樹擊敗。之後被優樹寄宿在女性人造人而復活，自稱為卡嘉麗。以自由組合公會的副會長身份為對方效力。在克雷曼死後，決心在完成對雷昂的復仇前，不再使用原名。小說第十四卷遭到近藤達也控制。
於小說第十八卷隨著菲德維一同前往「天星宮」，在近藤死後恢復了被控制的意識。原本菲德維有意讓他和蒂亞以及福特曼回到原本的「基質世界」，但優樹的能力對米迦勒還有用處，因此不能放優樹離開。
為了獲得力量和保護同伴，在和米迦勒交涉後選擇捨棄肉身並讓熾天使受肉而成了「妖天族」，代價是聽從米迦勒的命令並獲得了究級贈與「支配之王」，但後來優樹為了讓其從支配中解放而奪走了「支配之王」。即將被傑西爾殺死時被利姆路拯救，之後從希爾維婭口中得知原本個性溫柔的父親性情大變的原因。
成為「妖天族」後，存在值不滿300萬，若是加上神話級武器「破壞之王笏」的話存在值為400萬。
前往支援魔導王朝薩里昂時，在希爾的幫助下獲得究極贈與。與紅丸、希爾維婭、蒂亞三人聯手與入侵魔導王朝薩里昂的傑西爾交戰，對紅丸卓越的指揮能力感到驚嘆。
（Web）其實也是被優樹操縱的人偶，於天魔大戰時成為十三柱熾天使之一，擁有覺醒魔王與熾天使的力量，實力遠遠超越覺醒魔王級，和部下去襲擊黃金鄉，並將雷昂打成重傷，最後被紅丸打倒，臨死彌留之際神樂坂優樹對其的控制被解除，而力量則被維爾達回收回去。
企劃者
支配之王 麥基洗德
能瞬間分析權能、掌握並支配，屬於究極贈與。
預言之書
在希爾幫助下獲得的技能。屬於究極贈與。
邪龍之王 阿茲·達哈卡『超速思考、並列思考、有機支配、複製量產、能力吸收、空間支配、多次元結界』（Web版中獲得的能力）
能從周圍進行能量吸收，與周圍的自然環境同化，使自身成為自然的一部分後，獲得無限再生的能力，而能量被吸盡的環境將就此被破壞。
拉普拉斯（Laplace，聲：中井和哉）
中庸小丑幫副會長，『享樂的小丑（Wonder Piero）』。實力與其他成員相比是最強的，甚至在卡札利姆之上。
在中庸小丑幫中與克雷曼交情最好，得知克雷曼已死的消息時，以狂笑的形式悼念克雷曼，理由是要代替再也無法狂笑的友人狂笑，並在離開時殺死了羅伊與數名近衛騎士。
在東之帝國入侵大森林時被優樹委託前往魔國聯邦報信，但是才剛踏入大森林就被托蕾妮感知並且與其交戰，連戰十天不分高低，最後因為蒼影的參戰而遭到捕獲，目前為了救回被控制的同伴而與利姆路聯手合作，也感受到自己的無力，雖為魔王種，卻能將擁有覺醒魔王級魔素量的維加一擊壓制。
卡札利姆創造的第一批妖死族，為特製個體，唯一不受卡札利姆控制的妖死族。
真名為薩里昂·格利姆瓦多，稱號『流浪勇者』，希爾維婭的丈夫、天帝艾爾梅西亞的父親，也是艾拉多年歲相差甚遠的哥哥。前勇者，在與混沌龍激戰，以失去了胸部以下為代價捨身擊退了對方，在臨死前遇見卡札利姆，自願被對方轉化為妖死族。成為妖死族後失去了以前的記憶。在黃金鄉一戰中，重遇妻子希爾維婭，在與傑西爾的戰鬥中面具破裂露出了真面目，而被希爾維婭認出，並恢復了記憶。之後與優樹被傑西爾的攻擊一同彈飛到時間盡頭，並在該處遇上與威格一同轉移到該處的舞衣，在優樹學會瞬間移動後，與他一同回到基軸世界。在傑西爾被打倒後被妻子希爾維婭勒頸，並與素未謀面的女兒艾爾梅西亞相認。
存在值為100萬。
（Web）在入侵黃金鄉時，得知卡札利姆是被優樹操縱，因此相當憤怒，最後倒戈到利姆路的陣營。
欺詐師
能干擾對手認知，即手上拿著槍枝，能使對手認為小刀。
未來視
能看見數秒後的未來。與詐欺師相輔助能確認是否成效進而贏得戰鬥。
福特曼（Footman，聲：川田紳司）
中庸小丑幫的成員，『憤怒的小丑（Angry Piero）』。卡札利姆創造的第一批妖死族，由於剛誕生時無法制御力量，因此精神方面顯得較幼稚。曾在克雷曼的指示下與後來的豬頭將軍倖存者殲滅朱拉大森林的大鬼族聚落，還誘導法比歐成為暴風大妖渦。存在值為130萬。後被菲德維暗中放入傑西爾的靈魂，在黃金鄉一戰中，身體被傑西爾奪取，靈魂被消滅。
（Web）在入侵黃金鄉時被紅丸一拳打成重傷，後來遭到維爾達的邪龍之卵操縱身心暴走，最後被迪亞布羅一擊打倒，並被利姆路吞噬。
增幅者
無論是少量的波動，還是物質，全都可以任意增幅。
邪龍之王 阿茲·達哈卡『超速思考、並列思考、有機支配、複製量產、能力吸収、空間支配、多次元結界』（Web版中獲得的能力）
能從周圍進行能量吸收，與周圍的自然環境同化，使自身成為自然的一部分後，獲得無限再生的能力，而能量被吸盡的環境將就此被破壞。
蒂亞（Teare，聲：本渡楓）
中庸小丑幫的成員，『哭泣的小丑（Teardrop）』。卡札利姆創造的第一批妖死族，由於剛誕生時無法制御力量，因此精神方面顯得較幼稚。曾誘導法比歐成為暴風大妖渦。成為「妖天族」後存在值為240萬。前世是卡札利姆的侍女。即將被傑西爾殺死時被利姆路拯救。卻由於保護卡嘉麗而身受重傷，之後被利姆路以克雷曼靈魂的殘渣修復靈魂破損的部分。
在希爾的幫助下獲得究極贈與。
（Web）最後倒戈到利姆路的陣營。
樂天家
在接受命令的時候，所有的能力都會上升。
樂天奏者俄耳甫斯
在希爾幫助下獲得的技能。屬於究極贈與。
克雷曼
中庸小丑幫的成員，『狂喜的小丑（Crazy Piero）』。
詳見『克雷曼』

## 希爾特羅斯王國
格蘭貝爾·羅素（Granville Rozzo，聲：小野大輔）
暗中操控西方諸國跟評議會的羅素一族的統領。稱號『黎明勇者』，前覺醒勇者，實力匹敵覺醒魔王。持有自勇者時期已經配戴的神話級武器「真意長劍」。曾是勇者魯德拉的徒弟。擁有脫離自己精神體附身在別的肉體操控的能力，靠著日曜長老的身份利用著魯米納斯神的名義。日向的老師之一。
在瑪莉安貝爾的提議下，企圖通過經濟實現統治人類世界，但在瑪莉安貝爾死後計畫就宣告失敗。在音樂會的會場公然反叛魯米納斯，並把一直儲存在由妻子製成的人偶體內的「愛之吻」全數抽出而回復了青春，實力也回到全盛時期。回復青春後，能夠不用詠唱、不用蓄力的使出「崩魔靈子斬」，實力足以力壓日向，之後與魯米納斯展開了決戰，最終卻不敵對方而戰死。
臨終前，拜託魯米納斯將自己的究極技能轉讓給了克蘿耶。事實上是以誘導魯米納斯的技能進化為目的而反抗她的，從頭到尾以守護人類為己志。
在天魔大戰中，被正幸的究極技能「英雄之王」召喚對抗威格，並將自身的勇者資質與神話級武器轉讓給日向。
不屈者
希望之王 沙利葉『無限牢獄、絕對切斷、操縱生死』
在與魯米納斯戰鬥時，由獨特技能『不屈者』進化而來。為美德系列的技能。
瑪麗亞·羅素（Maria Rozzo）
格蘭貝爾的妻子，前聖女。格蘭貝爾勇者時期的夥伴，魯米納斯的好友。被殺死後被製成人偶，成為由魯米納斯賜予格蘭貝爾能夠回復青春的能量「愛之吻」的容器。
瑪莉安貝爾·羅素（Maribel Rozzo，聲：水瀨祈）
格蘭貝爾的孫女，外表看似十歲左右的少女，希爾特羅斯王國的公主。轉生者，擁有異世界的知識與稀有的力量，是羅素一族的希望。自稱「貪婪」的瑪莉安貝爾。
為了把利姆路引進自己的陷阱裡而利用優樹安排遺跡中的埋伏，但反而因此落入了利姆路和優樹兩人的陷阱。戰鬥技術並不差，其招式「死亡渴盼」被利姆路評價「部下中只有迪亞布羅和紫苑撐的過去」；然而因為獨特技能無法對擁有究極技能的利姆路起效而落敗。
為了與利姆路同歸於盡前往遺跡的最下層打算啟動優樹曾經說過的引爆裝置，卻遭到優樹的背叛而被殺害，連技能都被奪走。
貪婪者
能看見別人的慾望，人的慾望越大，就越容易被支配。利用自己的慾望覆蓋對手的慾望，讓對方擁有相同目標而變成協力者。但只有在近距離對話的時候才能發動。而且等到出現影響需要花費很多時間。而且每一次能注入“慾望”的量也是有限制的。強制性的支配對方。不需花費時間，一口氣注入“慾望”，甚至能直接破壞對方的自我，變成操縱的人偶。不過根據對方的慾望大小，還是會花費一定程度的時間(也可以將對“死”的渴望強加給對方做到瞬殺)。
約翰·羅斯蒂亞
羅斯蒂亞王國的公爵，西方諸國評議會的議員之一。實際身分是羅素一族五大老之中的一人。在格蘭貝爾進攻魯貝利歐斯之時，企圖在評議會聯合綠之使徒引發騷亂，但被泰絲特蘿莎給阻止，之後被魔法審問官逮捕。
西德爾
羅素一族五大老之中的一人，在英格拉西亞王國中負責駐守北方防線，防止北邊的惡魔南下入侵人類社會。作為格蘭貝爾王牌之一的蘭斯洛世世代代擔任守護該地的守護者，在西德爾邊境伯爵的指揮下守護北方。
德蘭
羅素一族五大老之中的一人，德蘭將王國的國王。作為羅素一族的殘存者，並沒有參與格蘭貝爾所策畫的最終決戰。在羅素一族覆滅之後，投降於了利姆路。
費加羅
德蘭王之子，做為艾爾梅西亞底下新創組織「西方綜合商社」的表面上領導人。
蘭斯洛
格蘭貝爾勇者時期的夥伴與好友，稱號「西方守護神」。外表看似一名身穿黑色盔甲的男性，真實身分為從異界穿越來的蟲型魔人，原本是「蟲魔王」賽拉努斯麾下的「十二蟲將」之一，被同族視為背叛者。所謂盔甲實為外骨骼，身為半精神生命體能夠使用精靈之力，因此是惡魔族的天敵。實力強橫，足以匹敵覺醒魔王。千年來在大陸的北方抵擋金手下的惡魔大軍南下。與紫苑及蘭加交戰，並一度力壓二人，最終被蘭加與獲得獨特技能『鬥神化』的紫苑聯手攻擊下戰敗而亡。

## 黃金鄉埃爾德拉
雷昂·克羅姆威爾（Leon Cromwell，聲：福山潤）
第三世代魔王，人魔族，稱號『白金劍王』，現任八星魔王之一。「雷帝」希爾維婭的弟子。 召喚出井澤靜江的人物。曾經作為從異世界而來的「勇者」活動過，但在意識到作為勇者是沒辦法達成自己的目的後，就開始不擇手段行事。在西爾維婭眼中是評價最低的勇者。
在以前勇者時代時所持的愛劍是神話級的武器「聖炎細劍」，持有美德系的究極技能《純潔之王》，能強化光系魔法，對原勇者的雷昂相性相當好，屬於大規模光屬性殲滅型的技能，缺點是當身邊有夥伴時會波及。雖然對外稱為人魔族，實際上為「覺醒勇者」但為自身的目的而任職魔王。
是利姆路的學生「克蘿耶·歐貝爾」的青梅竹馬，對她的溺愛程度已經到達了過度保護的地步。兩人一同來到異世界，雷昂好不容易壓抑住暴走的力量，克蘿耶卻突然消失了。為了將她召喚出來，曾經到菈米莉絲的迷宮，通過試煉得到勇者之卵。但尋求智慧未果，憤然奪去了伊芙利特。
為了召喚術的知識，打敗過無數魔人，也被魔人們追隨，對於因此被稱為魔王這件事，對此雷昂毫不在乎。曾經魔王卡札利姆聞風而來想強迫邀請他加入旗下陣營，拒絕後雙方死鬥，最後擊殺了對方，取代對方成為了魔王。與正幸相反，是無論做任何事均會被別人誤會為惡意的類型。
在打倒卡札利姆後，發現了新大陸，並為了能在找到克蘿耶後讓她有一個安心居住的地方而建立黃金鄉。
在第十八卷中得知雷昂是希爾維婭的弟子。為了保護雷昂，因此在魔王的盛宴結束後由金·克林姆茲作為護衛和監視者與雷昂一同前往黃金鄉。在回鄉的途中前去與天帝艾爾梅西亞會面尋求師傅希爾維婭的幫助。
在菲德維等人入侵黃金鄉時遭到《正義之王》的權能操控，並和前來助戰的希爾維婭對決。由於自身技能的緣故，因此在暗中能夠稍加抵抗被操控的意識。
19卷受菲德維支配帶走後成為七凶天將之一，與迪諾等人前往達格里爾領地協助芬。被趕來的利姆路解除支配隨後得知「純潔之王」已被收回，並被米迦勒打倒，隨後被帶回魔國聯邦。
20卷中被希爾改造究極技能，在蜜莉姆前往薩利昂時，與紅丸、蒼影、卡嘉麗、蒂亞等人跟著利姆路前往阻止，在與札拉利歐對戰時被對方求助。
(Web)在天魔大戰中，與米薩莉聯手對抗卡札利姆。而後被暴走的福特曼重創而瀕死，被希爾救活並被改造為神人。
純潔之王 梅塔特隆
把混合的法則分離，變成純粹能量的能力。極為克制詛咒等不潔之物，相當於分解。為美德系列的技能。
光輝之王 蘇利耶
在希爾將純潔之王改造後所獲得的技能。
銀騎士卿 阿爾羅斯
（Web）在利姆路來到黃金鄉時負責接待他，並在雷昂和利姆路談話時，在外面和紫苑切磋戰力，但遭其打的動彈不得。通過『生魔魂融合秘術』與金旗下的六魔將軍融合，獲得匹敵惡魔公的戰力。在天魔大戰中被福特曼擊敗。
赤騎士 芙蘭
青騎士的姐姐，為擅長攻擊魔法的赤騎士團團長。
（Web）曾被神樂坂優樹殺死，後被魯米納斯復活。通過『生魔魂融合秘術』與金旗下的六魔將軍融合，獲得匹敵惡魔公的戰力。
無常者（Web版獲得的能力)
若心越發動搖，将會變得越強大。
青騎士 柯吉西安
赤騎士的弟弟，為擅長輔助魔法的青騎士團團長。
（Web）通過『生魔魂融合秘術』與金旗下的六魔將軍融合，獲得匹敵惡魔公的戰力。
黑騎士卿 克勞德
雷昂的部下當中最強的，和井澤靜江被同時召喚。發誓要向雷昂復仇，無數次地來挑戰，不知不覺地互相認同而成為了夥伴。
（Web）曾經被神樂坂優樹操控，後被克蘿耶解除，前往東之帝國當內奸。通過『生魔魂融合秘術』與金旗下的六魔將軍融合，獲得匹敵惡魔公的戰力。
戰鬥士（Web版獲得的能力)
将戰鬥能力特化
黃騎士 奇索娜
以鐵壁般的防禦力著稱，為擅長防禦魔法的黃騎士團團長。
（Web）通過『生魔魂融合秘術』與金旗下的六魔將軍融合，獲得匹敵惡魔公的戰力。
白騎士 米蒂露
治愈能力方面的天才，為擅長回復魔法的白騎士團團長。喜歡狗。親眼目睹蘭加與威格的戰鬥後，便去了寵物店買下了一頭森林魔狼並命名為「蘭加二世」。
（Web）通過『生魔魂融合秘術』與金旗下的六魔將軍融合，獲得匹敵惡魔公的戰力。

## 白冰宫
金·克林姆茲（Guy Crimson，聲：石田彰）
第一世代魔王，惡魔族，稱號『暗黑皇帝』，世界上最強大、最古老的魔王，現任「八星魔王」之一。持有由維爾達納瓦賦予的創世級武器「世界」。
名字的來源是人類的慘叫聲，姓氏則是在與魯德拉決鬥後由魯德拉給予。
所有魔王中實力最為出格的存在。北方讓人類所無法生存嚴寒冰雪風暴吹襲著的「永久凍土大陸」，其上猶如幻想般的美麗宮殿「白冰宫」的主人。
原初的惡魔之一，「原初之赤」，最初誕生的原初惡魔，紅色陣營惡魔的領袖。
為迪亞布羅的熟人。過去二人曾經在魔界決戰最終以平手收場，因此與迪亞布羅等人同為惡魔中最強的存在。
之後金選擇現世受肉並進化為「惡魔大公」，數萬年後的現在已成了「惡魔王」，但世人的認知仍停留在金是惡魔大公，能在未獲得究極技能的狀態與持有究極技能的維爾薩澤打成平手。
曾自以為自己是最強的，去挑戰創世神『星王龍』維爾達納瓦卻慘敗，維爾達納瓦讓金成為世界的調停者，其後金為了避免人類自相殘殺選擇成為「魔王」這個對立的存在，藉此讓人類能夠共同對抗他。在世界有可能會發生崩溃的時候出手進行干涉。曾與暴走的蜜莉姆進行了七天七夜的戰鬥，被這戰鬥所波及，世界曾一度毀滅。與維爾達納瓦一同對抗過『滅界龍』伊瓦拉傑。
比起蜜莉姆的力量型，戰鬥方式更偏向萬能型，能夠應付任何情況，就連優樹的「能力封殺」都能突破，肉體的硬度遠超金剛石，可在不用任何防禦的情況下直接接下優樹的全力攻擊，數萬年前將創世級武器「天魔」贈送給蜜莉姆，現在持有創世級武器「世界」。
有男女兩種型態，男性型態為戰鬥特化而女性型態為腦力解析特化。
數萬年前蜜莉姆尚未誕生，金才剛成為魔王時，與「勇者」魯德拉數次對戰勝負五五開，經過多年的戰鬥兩人成為了好友，但由於種族的差異，魯德拉慢慢得跟不上金的成長，於是兩人許下了「遊戲」的約定並互相道別。很重視菈米莉絲。
在魔王會談時就讓利姆路覺得是和蜜莉姆一樣的絕對無法戰勝的對手，以看小丑表演的心情看完了操偶傀儡師克雷曼的鬧劇。並為五百年一次的天魔大戰進行著戰力的評估。
由於當初自己在得到1萬份靈魂就進化為了覺醒魔王，因此以為自己召喚出的兩個追隨者都只需要1萬份靈魂就可以覺醒為魔王，在失敗之後便放棄。後來察覺到利姆路處有大量的魔王反應之後前往魔國聯邦。確認利姆路不是魯德拉打進金側的奸細後，得知了可以利用暴食之王的力量讓部下進行強制覺醒，而給了50萬份靈魂用來讓兩名到現在還是惡魔大公的追隨者覺醒（實際只需要20萬份，剩下的30萬份被利姆路用來給其他部下覺醒了。）
在小說第十六卷的最後召集了「八星魔王」們參與魔王會談。在第十八卷時的會談中揭露了維爾達納瓦的權能以及天使系、美德系、惡魔系、大罪系等究極技能的權能和由來，隨後為了監視和保護擁有美德系技能的雷昂與其一同前往黃金鄉。
在菲德維等人入侵黃金鄉後前去迎擊被控制的維爾薩澤，同時揭露本人的存在值約為四千萬，但卻能憑藉著天生的戰鬥直覺來和存在值幾乎是自己兩倍的維爾薩澤抗衡。
小說二十二卷與維魯薩澤再次展開戰鬥，察覺到維魯薩澤似乎隱藏著殺手鐧，而選擇了持久戰試圖消耗維魯薩澤的耐心，但是在長時間的戰鬥中維魯薩澤都沒露出破綻這點讓他感到佩服。
而後在泰絲塔羅莎等人阻止了殺手鐧之一的特懷萊特後，也決定要認真起來對付維魯薩澤，在面對維魯薩澤的奧義「冷急消失凝收霸」時正面承受了其攻擊，同時也成功解析了維魯薩澤隱藏的究極能力《嫉妒之王》，並拔出來許久未拿出的創世級武器「世界」此時金的存在值從4000萬直接提升到與維魯薩澤同等的8000萬，並一刀抵銷了「冷急消失凝收霸」，而同時也使用了被《傲慢之王》複製的《暴食之王》的權能治療自己的傷勢。
（Web）在最終決戰之時被利姆路請求留在北方之地，與克蘿耶發生戰鬥，由於維爾達的擾亂使維爾薩澤被誘導加入戰鬥。
露西亞使用天使長的支配控制了擁有天使系能力的克蘿耶、維爾格琳、維爾薩澤。維爾格琳本人很快在神智核希爾的幫助下脫離了控制，並和維爾德拉一起幫助金解除露西亞對維爾薩澤的控制。以女性形態進入維爾薩澤的思想中，並與幼女形態的維爾薩澤互相告白之後解除了控制，同時察覺到利姆路擁有未曾探知到的奇怪能力。
之後前往天宮參與最終決戰。
傲慢者
受到維爾達納瓦請託，為了在必要時裁決人類的“傲慢”所誕生的技能。
傲慢之王 路西法
過去與維爾薩澤戰鬥時，僅靠自身而達到究極的能力。為大罪系列的技能。可模仿觀察到的究極能力與魔法，目前已透露可使用《忍耐之王》、《忌妒之王》、《暴食之王》、特來懷特的「擬龍體」、泰絲特蘿莎的「白之清淨終焉」。
深淵之神 諾登斯
（Web)結局中提及，在利姆路被優樹彈到遙遠的未來時，為了打倒優樹，金把《傲慢之王》進化為《深淵之神》。
米薩莉（Misery，聲：廣瀨有紀）
原初的惡魔之一，「原初之綠」，第四柱誕生的原初惡魔，綠色陣營惡魔的領袖。過去被萊茵煽動一同挑戰金，卻反被對方擊敗，魔核也被一度摧毀，自此必須永遠服從金。被金所命名之後從「上位魔將」進化為了「惡魔大公」。在金拜託利姆路之後，透過利姆路的暴食之王權能，使用了10萬份靈魂，覺醒為「惡魔王」。
做事態度相當認真，為數不多的缺點大多都是因為太寵萊茵導致的，而萊茵許多胡鬧的狀況都會看在同事的情況下給予幫助來達成目標，也常常被萊茵拖下水遭到處罰。
後來因金的命令回應綠之使徒的召喚，企圖在英格拉西亞王國殺死各國評議會代表，卻因泰絲特蘿莎的介入而失敗。
（Web）在天魔大戰的時候與雷昂共同對抗卡札利姆，並暗中向魔國聯邦求援。
萊茵（Rain，聲：幸村惠理）
原初的惡魔之一，「原初之青」，第七柱誕生的原初惡魔，青色陣營惡魔的領袖。過去煽動米薩莉一同挑戰金，卻反被對方擊敗，魔核也被一度摧毀，自此必須永遠服從金。被金所命名之後從「上位魔將」進化為了「惡魔大公」。在金拜託利姆路之後，透過利姆路的暴食之王權能，使用了10萬份靈魂，覺醒為「惡魔王」。
重視規則，因此十分討厭無視規則逍遙自在的迪亞布羅。有一份「最麻煩人物排行榜」，而位列榜首的就是迪亞布羅。除了由於迪亞布羅我行我素外，更重要的是迪亞布羅獲得了金的認可，對此感到十分嫉妒，內心其實非常活潑，實為抱歉系女僕，常常偷懶享樂，並把米薩莉給一起拖下水，在受利姆路幫助覺醒後，甚至當金及利姆路的面表明是利姆路的粉絲。私下興趣為畫畫，在成為利姆路的粉絲後，時常將利姆路當作模特進行繪畫，其利姆路的肖像畫在黑市中有相當高的行情。曾經在迪亞布羅消滅七曜長老時假扮記者混入人群中。
（Web）在天魔大戰的時候被暴走的維爾薩澤一擊打倒。
維爾薩澤（聲：井口裕香）
被稱為『白冰龍』的龍種之一，維爾格琳和維爾德拉的姊姊，司掌結凍、時間暫停等能量的減速。現存的最強龍種，遠在另外兩隻之上。持有由兄長維爾達納瓦授予的「天星宮」大門的鑰匙。
曾經和金交戰，挑戰失敗之後一直待在他身邊。人類形態時是一名高中生外表的女性。羨慕著妹妹能夠跟在心愛的人身旁，自己卻要跟在金一旁監視他，卻不承認早已愛上金。對維爾德拉十分嚴厲，主要由於對方經常惹是生非時，均是由自己負責為對方善後的緣故。
揭露已經被菲德維支配，在菲德維的控制下攻擊並牽制了金前去妨礙潛入白冰宮的菲德維，隨後與其一同離開前往天星宮。和菲德維等人一同入侵了黃金鄉，並且以成人的型態使出了全力，同時接露了存在值約為八千萬。
二十二卷中透露初次與金對峙失敗後，一直對金抱有愛慕之意，但同時也對金自此不曾與之交戰感到不滿，尤其在金與魯德拉戰鬥得如此盡興更是產生了忌妒之心，自身技能《忍耐之王》在保留存在的同時異變出《忌妒之王》，在定期前往天星宮的漫長日子中，以獲得的兩個技能冰封自身內心，受到菲德維支配時，也成功以自身對立的兩個的技能互相抵消從而蒙混過關，在以自身意識行動下，為了與金正面對決，從而答應菲德維的條件。
在某次心血來潮下，拯救了被魯米納斯消滅，僅剩星幽體的特萊懷特，並使其寄宿於自身心核。在使出的絕招「冷凝急縮消失霸」被金以魔劍「世界」破解後，因情感而開始動搖，觸發菲德維提前設置的詛咒，使得自身被特萊懷特奪取身體，但瞬間被卡蕾拉的神滅彈擊中，雖然徹底消滅了特萊懷特，並驅散了詛咒，但自身也因此陷入暴走。
（Web）對自己力量不足和對金的愛慕無法得到回應因而產生嫉妒，並因此受到維爾達的控制。在金潛入維爾薩澤的潛意識後金和幼女型態的維爾薩澤經歷一番爭吵，最終維爾薩澤向金告白。在希爾的幫助下脫離維爾達的控制。
忍耐之王 加百列
【萬物固體化】可將物體本質“固定”，獲得極強的防禦，甚至能夠停止時間。為美德系列的技能。
嫉妒之王 利維坦
可以將他人的能力劣化，吸收敵對者的能量。為大罪系列的技能。
冰神之王 克蘇魯（Web版中獲得的能力）
在金和希爾暗中的幫助下將忍耐之王和嫉妒之王整合後獲得的技能。

## 聖墟達瑪爾加尼亞
八星魔王之一『大地之怒』達格里爾的領地，支配領域與原初之紫（烏爾緹瑪）重疊。
達格里爾（Daguryūru，聲：小山力也）
第二世代魔王，巨人族，稱號『大地之怒』，現任八星魔王之一。被維爾達納瓦賦予權能，能夠停止時間。維爾德拉的好敵手。存在值高達4000多萬。與魯米納斯關係惡劣卻彼此認同。由於過去深受原初之紫（烏爾緹瑪）和原初之黃（卡蕾菈）所苦，因此十分厭惡二人。目前自己的兒子們正在魔國聯邦受紫苑的訓練。過去由於負責看守基軸世界通往天星宮的主要出入口天通閣，因此無法長時間離開領地。
19卷遭弟弟芬打敗後以頭錘方式共享了記憶與情感，回到初始的暴虐姿態，將「巨人軍團」改名為「縛鎖巨神團」後，開始朝沙漠進軍。
於20卷瞬間移動至神聖法皇國魯貝利歐斯，先後與紫苑和魯米納斯等人交戰，並成功擊敗對方。透過時間停止即將給予魯米納斯最後一擊時被趕來的維爾德拉擋下。
（Web）四兇天將之一。過去有『暴虐之巨神』之稱，擁有硬質防禦、武器破壞、存在破壞、魔法無效、屬性中和、防禦無視、真實之眼等特殊能力。向『星王龍』維爾達納瓦挑戰後被封印能力。因數次與維爾德拉戰成平手而讓維爾德拉留下深刻印象。由於必須遵守維爾達納瓦的命令，而必須一直鎮守著天空門。為了不讓巨人族因所居住的土地環境惡化而滅亡，所以打算侵略魯米納斯的領土。
因為曾經對『星王龍』效忠，所以就算背叛其他魔王，也願意為擁有『星王龍』維爾達納瓦一部分的力量的維爾達效忠。帶領自己的部下『縛鎖巨神團』進攻魯米納斯的領土，並與紫苑交戰。後與格拉索德、芬合體為巨神與維爾德拉一戰，並被其擊敗，其身體被維爾德拉作為『豐收的神秘波動』的核心而消滅，並可在千年後復活。在臨死前將巨人族託付給達古拉。
格拉索德
巨人族，達格里爾的弟弟，巨人軍的副將，武器為雙手劍，存在值達200萬，特性是『魔法無效』和『武具破壞』。19卷中與雷昂對戰，在弟弟芬對哥哥達格里爾共享記憶後，受到影響而隨之叛變。20卷中使出全力時存在值達1000萬。
芬
巨人族，達格里爾的弟弟，魔素量達到龍種級別，存在值高達6000多萬。其狂暴程度僅次於『滅界龍』伊瓦拉傑，因為太過凶暴而被『星王龍』維爾達納瓦以『聖魔封印鎖』封印，後來被菲德維解開封印，19卷取代三妖帥成為三星帥之一並被任命為三星帥之首。由於長年被聖魔封印鎖束縛，而能夠將其當作自身一部分使用。進攻天通閣時，打敗了達格里爾並以頭錘方式共享記憶，使得達格里爾與格拉索德一同背叛。
奇紗羅
巨人族，達格里爾的妻子，達古拉、里拉、戴伯拉的母親。已故。由神人類之祖特懷萊德以達格里爾為原型而創造的雙胞胎巨人中的姐姐。在誕下三個兒子後因難產離世。
跋折羅
巨人族，稱號『四臂』。由神人類之祖特懷萊德以達格里爾為原型而創造的雙胞胎巨人中的弟弟，達古拉、里拉、戴伯拉的舅舅。「縛鎖巨神團」的副團長。姊弟二人關係深厚，在奇紗羅因難產離世後脾氣變得暴躁，其後因到處鬧事而被姐夫達格里爾囚禁。

## 東之帝國
全名為納斯卡·納姆利烏斯·烏爾梅利亞東方連合統一帝國。
 魯德拉·納姆·烏爾·納斯卡
東之帝國的皇帝，最初的勇者魯德拉無數次轉世之身，『星王龍』維爾達納瓦的徒弟，也是格蘭貝爾的師父，稱號『最初勇者』。希望建立一個統一沒有戰亂與紛爭的國家，背負巨大的痛苦與艱辛成為「勇者」，本作真正意義上的最強人類，實力遠超龍種，是唯一能不處下風與金對戰的人類，並且與金繼續成長，但因種族的極限慢慢得跟不上金的成長，最後與金許下了「遊戲」的約定去創立帝國。數千年前將神話級武器「真意長劍」送給弟子格蘭貝爾。持有最上位神話級武器中的「地神」（web版持有神話級武器「星王」）。
以人類之身，持有龍種級的力量(正義之王)，為了與金分出勝負，進行無數次無弱化轉生（因正義之王並不認魯德拉為主人，需依靠轉生避免精神體的消耗），靈魂被《正義之王》持續消耗，漸漸失去勇者資格，也慢慢失去自我，後期時已失去勇者資格，變為「聖人」，最終在帝國與魔國聯邦決戰時靈魂被神智核「米迦勒」消耗殆盡，被其取代，靈魂分散在不同世界。
似乎天生就是帝王命，其靈魂碎片的轉生不管到哪個世界，都成為帶領眾人的領袖人物，正幸也是其轉生者之一。
由於他是持有「誓約之王」與「正義之王」最久的人，因此熟知兩者的特性，是唯一有辦法在啟動王宮城壁防禦時快速發動攻擊的人。
在天魔大戰中證實意識在正幸體內沉睡，在維爾格琳被菲德維重創後現身，召喚出由維爾達納瓦授予的神話級武器「地神」，以壓倒性的實力壓制菲德維，最後以自身絕招「星王龍閃霸」擊敗對方。戰鬥結束後因魂力耗盡消失。
（Web）由於長時間受能力《正義之王》的侵蝕和大量的無弱化轉生，已經呈現精神衰竭、半瘋狂的狀態，再加上失去維爾德拉的控制權，以及部下戰死的打擊，導致自己的能力《正義之王》被神樂坂優樹奪走，而他也因此死去，獲得了解放。
誓約之王 烏列爾『無限牢獄、法則操作、萬能結界、空間支配、絕對切斷』
為美德系列的技能。原本是鲁德拉自行覺醒的究極技能。之後與維爾達納瓦以「正義之王」進行交換。與「正義之王」擁有相同性質，可聽取人民的心聲，並將其呈現在攻擊上。相較於「正義之王」更偏重於攻擊。不同於利姆路的「誓約之王」，魯德拉的「誓約之王」還同時擁有「絕對切斷」技能。
正義之王 米迦勒『王宮城壁、王權支配、天使之軍勢、天使長支配』
可自由使用受支配者的所有技能，並能將權能分配給部下，屬於指揮特化型。為美德系列最上位的技能。
【王宮城壁】以忠誠心為能源所組成的結界。只要還有效忠於持有者的人在身邊，就能無視一切攻擊的絕對防禦。 缺點是發動時不能攻擊，否則防禦解除。而魯德拉則是受到維爾達納瓦的長期指導與訓練下，方能在發動「王宮城壁」時同時發動攻擊。
【王權支配】支配特化能力，甚至能操控龍種。缺點是必須對方弱於自己或者將對方弱化才能發動。
【天使之軍勢】可以召喚天使大軍，缺點是每隔500年才能使用一次。
【天使長支配】支配所有天使系技能持有者。缺點是必須視線對上才能發動。
神智核——米迦勒
《正義之王》從菲德維獲得名字後進化而成，因此獲得自我，並取代了魯德拉，後來偷襲維爾格琳，奪取了對方的力量。其目的為「復活維爾達納瓦」。
 維爾格琳
維爾德拉的姊姊、魯德拉的夥伴，是被稱之為『灼熱龍』的龍種之一，司掌燃燒，高速移動等能量的加速。帝國的元帥，平時躲在幕後不在人前現身。在帝國內只有極小數人知道其真正身份。人形時身穿旗袍，深愛著魯德拉。光是釋放魔力，周圍的火山、岩漿就會噴發。在『紅蓮之肅清』事件中，打倒了泰絲特蘿莎、烏爾緹瑪和卡蕾菈，並與魯德拉、近藤達也聯手操控了維爾德拉。在其絕招灼熱龍霸超加速激發被利姆路的「虛數空間」吞食後，被希爾以「斷熱牢獄」封印一段時間。看見弟弟維爾德拉被利姆路吞食而憤怒。利姆路在吞噬掉維爾德拉後，成功進化為前所未聞的第五隻「龍種」，實力能與維爾格琳抗衡。之後利姆路在希爾的建議下採取最危險的策略，不得已使用《暴食之王》吞噬掉她的「並列存在」。在利姆路體內受到並未死亡的維爾德拉關說時更加生氣，直到利姆路發現魯德拉的支配現象後，決心解除維爾格琳的被支配狀態，使維爾格琳看清了魯德拉早已被《正義之王 米迦勒》取而代之而失控的事實。
為了拯救魯德拉的靈魂碎片，於是決定接受希爾的提案，與利姆路合作，被希爾強化究極技能且與利姆路建立靈魂迴廊，能夠自由使用利姆路的力量。帝國與魔國聯邦決戰後，前往不同的平行世界收集鲁德拉的靈魂碎片，期間自創了武術「龍拳」。後來在日本遇見正幸，除最初獲得的鲁德拉的靈魂碎片外，其餘從不同的平行世界收集而來的靈魂碎片飛往正幸的體內，使得對方穿越到異世界。在柯洛努與受《正義之王》支配的克蘿耶將要殺死正幸時，拯救了對方。並輕易殺死了柯洛努。
在第十六卷中得知其存在值約為7435萬。
十九卷中被菲德維偷襲重傷，進而使得正幸體內的魯德拉人格蘇醒。
(web)天魔大戰最後跟魯德拉神智核(聖劍型態)一起跟正幸旅行。
救恤之王 拉貴爾
掌控熱能和加速的能力，能自在操控所有能量，可以強制給予熱量和動能。為美德系列的技能。
炎神之王 克圖格亞『思考加速、灼熱勵起、並列存在、時空間操作、次元跳躍、多次元結界』
在希爾的幫助下將《救恤之王》與《誓約之王》的部份權能統合後所進化的技能。
〈時空連續攻擊〉
維爾格琳獲得《炎神之王》後誕生的新技能。即使敵方身處異界也能準確攻擊到目標。
蓋多拉
人類最強的魔法師，使用了自創的奥義『輪回轉生』活過了長久的歲月。為了向謀害了好友阿德爾曼的西方聖教會復仇，於是引誘東之帝國向西方諸國開戰。在弟子拉贊的勸導之下，背叛了東之帝國，倒戈加入了魔國聯邦。
詳見『蓋多拉』。
谷村真治（Shinji Tanimura）
異世界人，來自日本的大學生，因為以前生活在研究室里的習慣，喜歡穿着白大褂行動。為帝國軍中的軍醫，是以前帝國軍對抗上位魔將「原初之白」的戰爭，「血染湖事變」中的生還者。蓋多拉的弟子之一，跟著蓋多拉一起倒戈加入了魔國聯邦，並成為了菈米莉絲旗下的研究員。
醫療師
能夠自由操縱微細攻擊體（病毒）給予攻擊和治療。
馬克·羅蘭
異世界人，茶色頭髮的壯碩青年，年齡20多歲，即使是在冬天也會穿著坦克背心搭配牛仔褲，擁有著結實健康的肉體。蓋多拉的弟子之一，跟著蓋多拉一起倒戈加入了魔國聯邦，並成為了菈米莉絲旗下的研究員。
投擲者
能把包括空氣與魔物在內，所有手持的物品當成投擲武器使用。
申·龍星
異世界人，年輕而沉默寡言的男人，外人很難看出他的想法，但交代的事會確實完成。扎著麻花辮，身着中華風格的服飾，在衣服里面似乎還藏有暗器。蓋多拉的弟子之一，跟著蓋多拉一起倒戈加入了魔國聯邦，並成為了菈米莉絲旗下的研究員。
觀察者『直覺回避、危險感知、陷阱感知、魔物感知、氣息感知』
路奇斯
異世界人，為了尋找在魔國聯邦失去消息的真治三人而瞞著優樹，從混合軍團轉移到機甲軍團參加迷宮攻略戰。在迷宮六十層遇見了真治和蓋多拉，在說服之後倒戈加入了魔國聯邦。
融合者
能夠讓物質彼此融合來釋放其中蘊藏的能量，引發高火力的爆炸。
雷蒙
異世界人，為了尋找在魔國聯邦失去消息的真治三人而瞞著優樹，從混合軍團轉移到機甲軍團參加迷宮攻略戰。在原本世界是一名格鬥家，精通於各種兵器與格鬥術，在與路奇斯搭檔時負責前衛。在迷宮六十層遇見了真治和蓋多拉，在說服之後倒戈加入了魔國聯邦。
格鬥家
吉尼亞斯·納姆·卡利亞斯
22歲，東之帝國的貴族。個性自私自利。為導致「原初之白」引發「血染湖事變」的始作俑者。
由於其哥哥已內定為下一任的公爵，因此企圖強娶布蘭雪，使自己成為希爾維利亞的國王。後來在布蘭雪十六歲生日時強逼布蘭雪離開希爾維利亞王國，結果導致布蘭雪把自己的身體讓給「原初之白」，最後被替布蘭雪復仇的「原初之白」殺死。
米斯拉·希爾梅納德
魯德拉同母異父的弟弟，爵位為公爵。外表兇惡的男性，本質上卻是與正幸相似的苦勞人。由於獨特能力「惡人臉」的緣故，一直以來被其他人當作壞人看待，東之帝國決戰後與正幸在會談上相遇並成為了摯友，加上泰絲特蘿莎與維爾格琳兩位女性的解析與開導下，避免了家庭破碎危機，挽回了他的妻子，於是決心全力支持正幸成為皇帝。
惡人臉
能力不明，為血緣繼承的技能，具有使人對其畏懼的效果。

### 帝國皇帝近衛騎士團
人數僅一百人，但全員皆為「仙人級」以上，前三十位實力接近於「聖人級」，上位者可達「聖人級」，序列前10名實力匹敵覺醒魔王，甚至在此之上，序列為「個位數」會被皇帝「究極賦予」部分權能。會從中挑選強者成為其他軍團的軍團長。全員均有逮捕違法貴族的權力。
 近藤達也（Tatsuya Kondou）
皇帝近衛騎士團團長，序列No.1。異世界人，穿越者，帝國情報局局長，正体不明，被人恐懼的人物。
原另一個世界的大日本征霸帝國中尉，進行特攻被炸成重傷時轉移到皇帝專屬庭園，被皇帝本人所救，對原世界部下的感念而維持著「中尉」階級。
主要武裝為手槍，能用究極技能《斷罪之王 聖德芬》的能力之一〈神之刃〉創造出各種子彈，彈速快到能打中高速戰鬥時的龍種，少說有100馬赫以上，其中有能消除魔力的子彈，甚至有能打敗龍種的子彈。
「朧心命流」的劍士，對自己的流派十分自豪。為「荒木白夜」的弟弟－荒木幻世的頭號弟子。
個性心狠手辣並且冷酷無情，認為只要是為了魯德拉，就可行使一切手段，即便手段卑鄙或是違反交戰守則也無所謂。當帝國攻打魔國聯邦地下迷宮時，指使邦妮和裘二人殺死正幸和利姆路，卻沒料到二人的行動失敗；除此之外，他更是造成克雷曼失控的幕後黑手。
率隊特攻時身中數槍時，轉移到帝國首都而得救。原本因無法守護祖國而打算自盡，後來被魯德拉救下，並與其成為摯友。與達姆拉德一樣被魯德拉託付了在其失控時將其殺死跟阻止達姆拉德行動的指令。
擁有超越一般覺醒魔王的力量，為騎士團中唯一自行覺醒「究極技能」的人；身上的軍服和手槍與直刀經過魔力長時間的洗禮已進化為神話級。當遇上絕對不能輸的對手時，會將舊日本軍軍服換下，並穿上日本軍禮服，左手持軍刀右手持左輪手槍。
在與魔國聯邦的決戰中，只有他能察覺摩斯分身的存在並將其消滅，最後死於卡蕾菈與阿格拉之手。其力量之強連卡蕾菈也無法與之匹敵，須由卡蕾菈與阿格拉合作並覺醒究極技能才能勉強將其打倒。在臨死前察覺到自己受到變異的魯德拉的《正義之王》的支配，所以才沒認清魯德拉的變異，一直被操縱去干擾達姆拉德的行動。死前獻出一切請求卡蕾菈解放魯德拉，並將自己的左輪手槍與究極技能託付給了卡蕾菈。
解讀者
讀取接觸對象的思想及狀態。能夠與究極技能「斷罪之王」連動，產生遠超獨有技能的性能。
斷罪之王 聖德芬『神之刃』（web為處刑執行者）
【神之刃】能創造附有各種不同效果的子彈，也可將子彈的效果轉移到刀刃上。目前已知有：
〈支配的咒彈〉為魯德拉究極贈與的「代行權利」。拥有支配、操纵他人的效果。但是一次只能支配一个人，精神力强大的人，抵抗的可能性也很高。
〈咒壞彈〉能破壞對象的魔力回路。
〈破界彈〉能破壞魔法結界或咒術。
〈消滅彈〉高密度的魔力彈，能夠通過看破對象的性質消耗其能量。
〈解咒彈〉能消除魔法效果
〈神滅彈〉所有子彈中威力最強的一種，擁有〈咒壞彈〉、〈破界彈〉、〈消滅彈〉、〈解咒彈〉的效果，但有著一天只能使用一次的限制。
 達姆拉德（Damrada，聲：浪川大輔）
皇帝近衛騎士團副團長兼前任團長，序列No.2。個性小心謹慎。能夠消除自己的氣息。曾在蓋多拉無法察覺自己的情況下於庭園暗殺了對方。
曾以「商人」的名義在西方諸國遊蕩，並獲得日向的信任，藉此散播假消息使其前去與利姆路對決，之後被日向察覺事實而失去信任。
曾派遣身為「個位數」的邦尼與裘在正幸身邊，目的是為了保護對方。
後來被達也控制而率軍攻擊優樹時，在優樹的「貪婪之王」與「能力封殺」的交互作用下解除控制。
拳聖，年輕時被魯德拉招募，在實力至上的帝國成為宰相，並成為魯德拉的摯友。後來魯德拉託付達姆拉德在魯德拉失控時將其殺死，但因下不了手，而去尋找能殺死魯德拉的人，因此離開帝國。擁有足以跟覺醒魔王匹敵的力量，其技術之強也讓烏爾緹瑪佩服，因不斷磨練技術，連「代行權利」都熟練到不像是借來的能力，後來死於覺醒究極技能的烏爾緹瑪之手，臨死前以自己的靈魂和所有的技術為代價，將殺死魯德拉和守護正幸的使命托付給烏爾緹瑪。
在天魔大戰中，被正幸的究極技能「英雄之王」召喚對抗威格。
 格拉尼特
皇帝近衛騎士團的「個位數」，序列No.3，「帝國四騎士」之首，實際上比達姆拉德還強，實力匹敵近藤達也，擁有遠超一般覺醒魔王的魔素量，魔素量超過紅丸的兩倍，使用武器為劍。有『戰神』之稱，築起帝國的基石，使之實現一千年的和平，是帝國的最強人物之一。因活過了數千年的歲月，自身的力量與「代行權利」早已駕輕就熟，且精通一切武器與格鬥術，但用劍最為順手。在帝國與魔國聯邦決戰時，因喪失眾多強力的部下，於是想拉攏紅丸納入於自己的麾下卻被拒絕，反倒讓紅丸有時間覺醒究極技能，後來被紅丸秒殺。
Web版中死於維儂和祖達之手。
敵狀看破
看清對手的戰鬥能力。由魯德拉的究極贈與所誕生的權能。缺點是無法看清「究極技能」。
 卡多納
皇帝近衛騎士團的「個位數」，序列No.4，「帝國四騎士」之一。武器為青龍刀。
有著喜歡調戲弱者和看被打倒的強者哭喊的嗜虐愛好。過去曾與維爾格琳的別身體戰鬥並敗北，因憧憬著維爾格琳的能力而獲得『並列存在』的權能，也被維爾格琳賜與其創造的神話級武器「青龍刀」。在帝國與魔國聯邦決戰時死於蒼影之手。
Web版中死於耶斯普利之手。
 卡爾西亞
皇帝近衛騎士團的「個位數」，序列No.5，「帝國四騎士」之一。武器為長槍。
個性極度狂妄，並多次在阿格拉面前侮辱利姆路與三名原初惡魔。其對話因耶斯普利的獨有技能「見識者」的緣故，被傳遞到所有進入「八門堅陣」的魔國聯邦幹部的耳中。結果招致魔國聯邦在場所有人的憤怒。
在帝國與魔國聯邦決戰時死於阿格拉和耶斯普林之手。在死後其靈魂受到烏爾緹瑪無盡的折磨。
Web版中死於阿格拉之手
討伐稱霸
將想要打倒敵人的意志轉化為自己的力量。由魯德拉的究極贈與所誕生的權能。
 美納莎
皇帝近衛騎士團的「個位數」，序列No.6，「帝國四騎士」之一。為蟲型魔人，從異界穿越而來，打算擴張版圖。「蟲魔王」賽拉努斯麾下的「十二蟲將」之一，被賽拉努斯派遣到帝國，負責協助菲德維。在帝國與魔國聯邦決戰時不敵進化後的紫苑而死於覺醒成真魔王的紫苑之手，同時告誡紫苑小心蟲魔王。
Web版中為普通人類，死於烏爾緹瑪之手。
貪食再誕
通過吞噬自己子嗣的屍體，可無數次使它們再生。
 邦尼（Bernie，聲：石毛翔彌）
皇帝近衛騎士團的「個位數」，序列No.7。被帝國派遣，潛伏多時的間諜。45歲。穿越者，出生於美國，後來在不明原因下穿越到現時的世界。擅長的武器為長槍。
靠著達姆拉德的介紹，接近優樹身邊的間諜之一。後來跟正幸組成了冒險者隊伍「閃光」。
小說13卷時，在魔國聯邦跟東之帝國進行戰爭時露出了本性，襲擊了利姆路，並跟當時護衛的紅丸展開激戰。在戰鬥中使用借來的「究極技能」與武器性能的差距，加上張開了聖淨化結界弱化了魔物而與紅丸打的不相上下，但被利姆路發現了能力的真面目，使用了相同的手法賦予了紅丸『絕對切斷』的權能，因而被紅丸輕易擊敗斬殺。之後利用「復活手環」逃出了迷宮，企圖逃回東之帝國傳達情報，卻被埋伏的迪亞布羅殺死。戰爭之後，被利姆路用『授魂秘術』復活。
復活後，因意識到自己就算回國也會被達也再次殺害，因此倒戈到魔國聯邦，原本被近藤達也命令殺了正幸，但因與正幸旅行而產生了友情而沒有下手。
小說十六卷與正幸重歸於好，並協助他成為東之帝國皇帝的相關事宜，以及他的護衛。
 馬可
皇帝近衛騎士團的「個位數」，序列No.8。沒有特徵就是其特徵。
800年前成為了近衛騎士團的一員。為第一個向近藤達也發起挑戰的人。挑戰以失敗告終，自此十分崇拜近藤達也。
於第十五卷與戈畢爾對戰，雖然雙方實力相當，但靠著模仿成近藤中尉增加技量，加上戈畢爾自己剛覺醒還無法完全掌握自身能力而險勝。
在帝國與魔國聯邦決戰時被獲得新能力的維儂虐殺。
變裝者
變身為對方的能力，缺點是無法使用變化對象的「究極技能」。
 裘（Jiwu，聲：稻垣好）
皇帝近衛騎士團的「個位數」，序列No.9。被帝國派遣，潛伏多時的間諜。靠著達姆拉德的介紹，接近優樹身邊的間諜之一。後來跟正幸組成了冒險者隊伍「閃光」。
在魔國聯邦跟東之帝國進行戰爭時露出了本性，襲擊了魔國聯邦的迷宮研究所，殺死了聖騎士巴卡斯和好幾名的超克者研究員，之後企圖暗殺利姆路。瞄準利姆路放出的攻擊，因為克蘿耶的警告而被利姆路迴避躲過。之後與克蘿耶開始戰鬥，用打帶跑的戰鬥方式牽制克蘿耶，並且中途意外使克蘿耶使用『時空之王』失敗而被弱化。後來克蘿耶得到利姆路的幫助再次使用『時空之王』而遭削成粉塵而死。
之後利用「復活手環」逃出了迷宮，企圖逃回東之帝國傳達情報，卻被埋伏的迪亞布羅殺死。戰爭之後，被利姆路用『授魂秘術』復活。
復活後，因意識到自己就算回國也會被達也再次殺害，因此倒戈到魔國聯邦。原本被近藤達也命令殺了正幸，但與正幸旅行而產生了友情而沒有下手。
小說十六卷已跟正幸重歸於好。
菲德維
皇帝近衛騎士團，序列No.10。真正身份是始源七天使之首。參照菲德維。
迪比斯
皇帝近衛騎士團，序列No.11。帝國對抗「原初之白」的戰爭「血染湖事變」中，擊退原初之白的功臣之一。面對第二次與之戰鬥的「原初之白」泰絲特蘿莎，發現對方的實力經過大幅提升，已經遠超當年。於是打算撤退回東之帝國報告此事，但因為泰絲特蘿莎的妨礙而失敗。最後被泰絲特蘿莎用核擊魔法「死之祝福」殺死，靈魂被收割。
克里斯納
皇帝近衛騎士團，序列No.17。在地下迷宮的攻略戰中，擊敗了「死靈聖騎士」艾伯特，並協助萊海和巴桑擊敗阿德爾曼和死靈龍。在之後與「蟲皇帝」澤奇恩的戰鬥中被殺死，但靠著「復活手環」的力量，復活並逃出了迷宮。參與了在地面上殘留的帝國軍與魔國聯邦的決戰，死於迪亞布羅的屠殺。之後被利姆路用『授魂秘術』復活，復活後因邦妮和裘的關係意識到自己就算回國也會被達也再次殺害，因此倒戈到魔國聯邦，並將利姆路視為神崇拜。
巴桑
皇帝近衛騎士團，序列No.35。在地下迷宮的攻略戰中，克里斯納和萊海戰鬥時，負責牽制死靈龍的行動，並在之後三人協力擊敗了死靈龍。在之後與「蟲皇帝」澤奇恩的戰鬥中被殺死，之後被利姆路用『授魂秘術』復活。
巴爾德
皇帝近衛騎士團，序列No.38。帝國對抗「原初之白」的戰爭「血染湖事變」中，擊退原初之白的功臣之一。為了爭取迪比斯和哥頓撤退的時間而拔劍對抗泰絲特蘿莎，卻被瞬間折斷脖子而死。
 阿里奧斯
皇帝近衛騎士團，序列No.44。
異世界人，為優樹的部下，混合軍團的成員，被遭到操控的達姆拉德殺死。
靈魂被菲德維回收，以妖死族身體受肉作為妖天族重生，入侵黃金鄉時被蒼影打敗，被古城舞衣帶走後一同撤退。事後成為七凶天將之一，與菲德維等人前往英格拉西亞王國暗殺正幸，因正幸的幸運而躲過暗殺，最後被威格吸收成為邪龍獸。
殺人者『無聲移動、存在隱蔽』
刑罰之王 聖德芬
將近藤達也的權能回收後被賦予的能力，為究極贈與。
〈神滅彈〉阿里奧斯最強的子彈。威力不如近藤達也的原版〈神滅彈〉。而且也有一天只能使用一次的限制。
哥頓
皇帝近衛騎士團，序列No.64。帝國對抗「原初之白」的戰爭「血染湖事變」中，擊退原初之白的功臣之一。為了撤退打算使用轉移魔法，卻因泰絲特蘿莎的妨害而失敗。最後被泰絲特蘿莎用核擊魔法「死之祝福」殺死，靈魂被收割。
萊海
皇帝近衛騎士團，序列No.94。在地下迷宮的攻略戰中，與「死靈王」阿德爾曼進行了魔法戰，並在克里斯納援助下擊敗對方。在之後與「蟲皇帝」澤奇恩的戰鬥中被殺死，之後被利姆路用『授魂秘術』復活。

### 機甲軍團
卡勒奇利歐
帝國軍三大軍團之一「機甲軍團」的軍團長。階級為大將。性格貪婪，不顧蓋多拉的警告，指揮機甲軍團的本隊「機甲改造兵團」攻擊魔國聯邦。為了掠奪地下迷宮裡的資源，把五十三萬的大軍分批送進迷宮，導致軍隊被各個擊破。當收到軍隊全滅的報告時早就為時已晚，在阿格拉的投降勸告下，只能選擇死戰或投降成為奴隸。
為了爭取米夏、邦尼和裘三人逃跑的時間而選擇開戰。但開戰不久，就在卡蕾菈的「重力崩壞」、紅葉的「妖天紅華炎」等強力魔法，以及魔國聯邦軍和獸王戰士團的聯合攻擊下瀕臨崩潰。連投降都來不及，倖存的所有部下都在瞬間被迪亞布羅屠殺殆盡。強烈的絕望和悲傷，使卡勒奇利歐的感情爆發，因此打破了自身的極限而覺醒，力量超越了「仙人」到達了「聖人」的層次。
但即使覺醒，仍然不敵迪亞布羅。因為才剛覺醒，不管是「聖人」的力量，還是「神話級」的裝備，卡勒奇利歐都無法將所有的力量發揮自如，只能在戰鬥中落敗，被迪亞布羅殺死。戰爭之後，被利姆路用『授魂秘術』復活。對於實現了不可能奇蹟的利姆路，與克里斯納一同將其當作神一樣崇拜。復活後因邦妮和裘的關係意識到自己就算回國也會被達也再次殺害，因此倒戈到魔國聯邦。在東之帝國決戰結束後，洗心革面，決心以正幸指派的軍務大臣身分行動，與梅納茲等人提議推舉正幸成為新任皇帝，並下定決心改革帝國軍部，廢除序列制、平定內亂等。
之後泰絲特蘿莎得知了他的過去，在她的暗中幫助下，面對了自己的過去，同時得知仇人布魯達夫利用專屬商人將正道的各大商閥背上債務加以控制，甚至於二十年前利用債權讓渡黑暗組織將卡勒奇利歐的家族受其控制，以及他的前妻瑪米亞也受布魯達夫威脅，而被迫對卡勒奇利歐下藥使其失去繁殖能力，並被布魯達夫以債務威脅改嫁給涅斯特男爵。
在真相大白後，決心剷除帝國的禍根，進而成功向曾經陷害自己的仇人布魯達夫、涅斯特男爵及該兩人的上司紫克子爵等人復仇，並貫徹自己的專情，與離婚二十年的妻子瑪米亞復婚。
帝國內部動亂平定後，與梅納茲成為了摯友，一同扶持正幸並守護帝國為己任。
 梅納兹
優雅而又殘酷的男人，本身是貴族出身，但為了滿足自己的戰鬥慾望以及逃避家族的爵位責任而選擇了從軍，階級為少將。為了攻略魔國聯邦的地下迷宮而與百名的精銳一同進入迷宮。
在迷宮中輕鬆擊滅了軍團蜂群，並與「蟲女王」阿畢特激戰，承受住了阿畢特捨身使出的一擊而獲得了勝利。在之後與「蟲皇帝」澤奇恩的戰鬥中被殺死，之後被復活。在東之帝國決戰時與卡勒奇利歐合謀推舉正幸成為新任皇帝，成為了帝國宰相，但實則是因正幸的請求而不得已為之，除了戰鬥外，事實上是個很怕麻煩的人，曾經因怕麻煩而選擇從軍，並將軍閥貴族的侯爵之位讓給弟弟而遭其怨恨，後因泰絲特蘿莎的暗中幫忙使兩兄弟和解，同時暗中替泰絲特蘿莎完成將布魯達夫的情報轉交於卡勒奇利歐的祕密任務，並使用帝國階級的權限將卡勒奇利歐和前妻瑪米亞的離婚協議無效，促使兩人破鏡重圓。
帝國內部動亂平定後，與卡勒奇利歐成為了摯友，一同扶持正幸並守護帝國為己任。
壓制者
能將心里上的壓迫感轉化為物理重力，可以用強大的引力把敵人壓成碎屑，也能使用斥力將敵人撕成碎片。
 堪薩斯
滿臉鬍鬚、有著精悍眼神的冷酷男人，階級為上校。為了攻略魔國聯邦的地下迷宮而與百名的精銳一同進入迷宮。對帝國來說是殲滅了魔物巢穴「妖魔鄉」的英雄。但對九魔羅來說是毀滅故鄉，殺死母親的仇人。
在迷宮攻略戰中與「九頭獸」九魔羅激戰，並用九魔羅母親的眷屬壓制了九魔羅的尾獸，但戰鬥相當吃力。為了盡早分出勝負而召喚出了九魔羅的母親「前代九頭獸」，但仍被收回了所有尾獸力量的九魔羅擊敗，自己也被九魔羅削成碎末。由於死前過於恐懼，導致精神上的死亡，被利姆路認為無法復活。
掠奪者
可以呼喚出曾殺掉的對手同等力量的“暗”，完美再現被殺對象的形態和能力，但只有自己親手殺死的對象能被召喚出。由於無法把被殺者的力量疊加起來，只會將最強的挑出來加以利用，也無法召喚超出自己的容量之上的“暗”。另外，召喚的“暗”想要顯現必須有作為根基的屍體，因此被消滅的個體無法再次召喚出來。
 蓋斯特
這次帝國的侵略戰爭中「魔導戰車師團」的指揮官，階級為中將。年齡30多歲，是個肌肉結實，外表精悍的男人。帶領了共2000輛的魔導坦克，以及其所屬的二十萬士兵朝向矮人王國進軍。因為無視了泰絲特蘿莎的警告，跨越了她畫出的最終警告線而使得戰爭開打。在軍隊潰敗，打算指揮軍隊撤退時，被追擊而來的泰絲特蘿莎折斷脖子而死。
演奏者
除了能藉由掌控聲音來收集情報以及指揮軍隊外，也能用來攻擊敵人。
 法拉格
這次帝國的侵略戰爭中「空戰飛行兵團」的指揮官，階級為少將。指揮著百艘的飛空船，以及四萬人的船員，參與對矮人王國的進軍行動。在攻擊戈畢爾所帶領的飛龍眾的同時，也以魔法支援蓋斯特所帶領的地面部隊。
原本是屬於帝國軍「魔法軍團」裡的魔法師，在軍團解散後轉調到了機甲軍團。在心中怨恨著對軍隊進行現代化，因而導致魔法軍團被解散的老師蓋多拉。將有著破格戰鬥力的戈畢爾誤認成了維爾德拉，於是動用了「魔素擾亂放射」封鎖住了他的行動。
後與隻身潛入了船內的烏爾緹瑪戰鬥，但卻完全無法反抗的被殺光了全體船員。最後被她用核擊魔法「破滅之焰」將身體和靈魂連同旗艦一同燒毀，火焰的衝擊波摧毀了周圍的戰艦，而被摧毀的戰艦又碎裂成了一塊塊的砲彈毀滅了剩下的船艦。

### 魔獸軍團
格拉帝姆
帝國軍三大軍團之一「魔獸軍團」的軍團長。階級為大將，稱號為「獸王」，為白虎獸人，持有神話級武器「白虎爪」。靠着力量馴服支配魔獸，是帝國內屈指可數的武鬥派，以高強戰鬥力為傲的軍團長。被認為是帝國第二強的男人。
卡利翁同父異母的哥哥，因弒父而被卡利翁與當時的三獸士逐出獸王國，並四處流浪，遇見奈哲姆並與其墜入愛河。與奈哲姆、巴拉克、歌薩琳於帝國組建暴力集團，並被魯德拉收服。對魯德拉並無忠心，一心只想着在變強後篡位。之後在戰場中重遇卡利翁，戰鬥中途因為命令魔獸軍團的士兵服下高致死率的特殊服用藥而進化，並因進化引發的收獲祭而沉睡，最後在沉睡時被卡利翁殺死。
Web版中為對魯德拉忠誠的普通人類，死於泰絲特蘿莎之手。
 奈哲姆
芙蕾的雙胞胎姐姐，將要覺醒的魔王種，有翼族變異種，長著三對灰色翅膀，上面有著紫色斑點，因無生殖能力而被前任女王逐出王國（其實一直被女王派人偷偷照顧），後與格拉帝姆相遇並與其墜入愛河，並加入「魔獸軍團」，稱號為「朱雀」。之後在戰場中重遇芙蕾，並被芙蕾反彈自己的攻擊而死。
 巴拉克
稱號為「青龍」，馴養著相當於上位龍族的水擊龍，實力相當於近衛騎士的中堅級別，可運用「獸魔合身」與水擊龍融合為龍人型態，實力上可說是人造的覺醒魔王。被獲得究極贈與的戈畢爾殺死。
 歌薩琳
稱號為「玄武」，能使役岩妖精的巫女，精通各式魔法。死於轉生成金屬性惡魔族的蓋多拉之手。

### 三巨頭（刻耳柏洛斯）
神樂坂優樹
地下組織「三巨頭」的首領，帝國軍三大軍團之一「混合軍團」的軍團長。正在企劃對帝國發動政變。
詳見『神樂坂優樹』
達姆拉德
神樂坂優樹的部下，三巨頭的幹部之一，統領「金錢」的達姆拉德。以來自東方帝國的「商人」為名義在各國活動。曾經在優樹的命令下用假情報誘騙坂口日向和利姆路進行戰鬥。真實身分為帝國近衛騎士No.2。
詳見『達姆拉德』
 米夏
神樂坂優樹的部下，三巨頭的幹部之一，統領「女色」的米夏。出身地為帝國首都的黑街，本身具備有一定的實力。但比起戰鬥，米夏更擅長用女人的魅力誘惑敵人。在帝國遠征時，以參謀官的身分隨著機甲軍團行動，但在軍團全軍覆沒後逃回帝國，逃亡途中被迪亞布羅追上，但在表明自己是優樹的部下後被迪亞布羅放過。在帝國與達姆拉德會面的路上被近藤達也發現，想要誘惑對方但失敗而被手槍射殺。
 威格
神樂坂優樹的部下，三巨頭的幹部之一，統領「力量」的威格。達姆拉德對其評論為暴力的化身。外表是一名體格魁梧的男性。擁有異常強大的再生能力，即使斷了手臂也能再生。
典型的四肢發達，頭腦簡單的類型。只服從比自己強的人。被迪亞布羅評價為「沒有信念、沒有決心、無法剋制自身慾望、心智不成熟的愚蠢之人」。
出身於英格拉西亞王國的古都，父親是魔法審問官。後來魔物化的父親強姦了母親，只在母親胎中三天便有了自我。小時候被包括母親在內的人視作怪物般畏懼，不但沒有被愛，甚至幾乎被殺，只能東躲西藏。長大後，老鼠、殘羹剩飯、甚至人類也是食物。後來被優樹與井澤靜江逮捕。原本被判處死刑的他，在優樹的幫助下，透過達姆拉德前往東之帝國接受教育，並成長為一名恐怖的戰士。
接受優樹的命令潛伏在魔獸軍團，當格拉帝姆與其三名副官戰死時，吞食了四人的屍體並獲得超越覺醒魔王的實力，甚至吸收了神話級武器「青龍槍」的力量，之後攻擊蓋多拉，被拉普拉斯以武力教訓後才安份下來。之後在被米迦勒操控的優樹的勸誘下一同離去。
被扯下的手臂曾經一度被當作格諾姆受肉用的身體，卻由於維加的自我過於強烈，甚至深入到細胞之內，反而侵蝕了格諾姆的精神，以致薩拉里奧不得已的情況下消滅格諾姆的靈魂。在吸收了格諾姆與熾天使力量後，其獨特技能「惡食者」進化為究極技能「邪龍之王」，與菲德維等人侵略黃金鄉。
由於無法活用「邪龍之王」而被蘭加打敗，但因為肉體沒被完全消滅而再次恢復，與菲德維撤退的同時也吸收了戰敗的奧爾麗雅的能力，之後成為七凶天將之首，與菲德維等人前往英格拉西亞王國暗殺正幸，在王都地下實驗室中解救了萊納，並給予其神話級裝備。
在萊納與阿里奧斯戰敗後吸收了對方的能力，以「邪龍之王」製造出複數匹敵覺醒魔王的邪龍獸，最後被泰絲特蘿莎的絕招消滅肉體後倖存逃亡。
後率領迪諾等人入侵地下迷宮卻被澤奇恩重創，在賽拉努斯死後吞食其屍體，企圖吞食古城舞衣時，其中一頭邪龍獸被古城舞衣轉移到次元夾縫中，本體則被迪亞布羅消滅。在本體被消滅後，與古城舞衣一同被轉移到次元夾縫中的邪龍獸成為新的本體。之後在次元夾縫中被捲入次元風暴中與古城舞衣失散，最後因無法承受孤獨與不能動彈的情況下人格徹底崩潰。
(Web版)優樹創造的生命體，相對於強化防禦的零，是完全加強戰鬥的類型，所以智商較低。
惡食者
藉由啃食敵人獲得力量和技能。
邪龍之王 阿茲·達哈卡『超速思考、並列思考、解析鑑定、有機支配、複製量產、能力吸收、多重結界』
能從周圍進行能量吸收，與周圍的自然環境同化，使自身成為自然的一部分後，獲得無限再生的能力，而能量被吸盡的環境將就此被破壞。
〈邪龍獸生產〉
威格在理解自身權能後，以「有機支配」、「複製量產」所形成的類似於妖死冥產的能力，可透過吸收屍體來創造出忠誠於自己的邪惡生命體。此外，當本體死亡時，邪龍獸會繼承威格的記憶和能力成為新的本體。
阿里奧斯
神樂坂優樹的部下，真實身分為帝國近衛騎士No.44。
詳見『阿里奧斯』
 古城舞衣（Mai Furuki）
異世界人，神樂坂優樹的部下，日本女子高中生，在穿越後被優樹撿到，仰慕著優樹，武器為新月弓。在地球有一個體弱多病的弟弟。
靈魂被菲德維回收，以妖死族身體受肉作為妖天族重生。
十九冊成為七凶天將之一，與菲德維等人前往英格拉西亞王國暗殺正幸。在菲德維受魯德拉重創之後一同撤退。
旅行者
能進行無時間差的瞬間移動。
地形之王 世界地圖
能掌握世界所有地方的事務情報，並進行無時間差的瞬間移動，屬於究極贈與。
星界之王 德墨忒爾
透過朱菜的究極技能「導之巫女」從究極贈與改造的究極技能。
 托爾內奧特
神樂坂優樹的部下，原為奴隸戰士，後被達姆拉德看中，加入混合軍團，擔任參謀的角色。被達姆拉德所重創。
 艾麗雅
神樂坂優樹的部下，同時為魔法師和重戰士，為蓋多拉的弟子，曾親自進行改造手術，是魔法師中少見的急性子。
 奧爾卡
神樂坂優樹的部下，與天然的外表相反，是隱藏數個特殊技能的異能者。

### 希爾維利亞王國
為東之帝國的隸屬國之一，在「血染湖事變」中滅亡。
 布蘭雪·納姆·希爾維利亞
希爾維利亞王國的公主，遺傳母親的白銀色秀髮及象徵希爾維利亞王族的赤瞳，擁有看見惡魔的特殊體質。在母親蕾蒂西亞去世後遇見「原初之白」，與她成為朋友並讓她寄宿在自己身上，稱她為『布蘭』。在布蘭的幫助下逐漸在王宮中獲得地位，並與帝國貴族吉尼亞斯交往。在十六歲生日時，受到吉尼亞斯、艾西菈、巴恩茲及其他大多數貴族的背叛，令絕望的她選擇把肉體轉讓給布蘭。死後其肉體被布蘭埋葬於希爾維利亞王國的土地。
蕾蒂西亞
希爾維利亞王國的第一王妃，出身子爵家族，布蘭雪的母親，相當寵愛布蘭雪。在阿米菈成為第二王妃後不久失寵，在布蘭雪十二歲生日時去世。
阿米菈
希爾維利亞王國的第二王妃，出身侯爵家族，艾西菈的母親。為了讓艾西菈能成為希爾維利亞王國的女王，再加上侯爵出身的自己看不起子爵出身的蕾蒂西亞，而用計讓蕾蒂西亞失寵。後死於布蘭之手。
布蘭（Blanc）
真實身份為「原初之白」，因與希爾維利亞初代女王的契約，在理想的肉體未誕生前，一直守護著這片土地。與布蘭雪成為朋友並寄宿在她的肉體中守護她。在布蘭雪選擇把肉體轉讓給布蘭後，獲得肉體的布蘭隨即為布蘭雪進行復仇，引起「血染湖事變」，最後為避免布蘭雪的肉體受破壞而假裝被帝國軍擊敗。
詳見『泰絲特蘿莎』。
艾西菈
阿米菈的女兒，希爾維利亞王國的第二公主，為了讓布蘭雪失勢而一直刁難她。後死於布蘭之手。
巴恩茲
希爾維利亞王國的的侯爵，阿米菈的父親。為了讓艾西菈成為女王而受到吉尼亞斯的利用。臨死前得知布蘭雪公主與原初之白已簽訂契約後，感到後悔，後死於布蘭之手。

## 天星宮
米迦勒
原本是『星王龍』維爾達納瓦的究極技能《正義之王》，卻由於維爾達納瓦討厭強行支配別人，因此與魯德拉的究極技能《誓約之王》交換。在維爾達納瓦死後，為了擺脫魯德拉掌控而找上了始源七天使之首的菲德維，被菲德維命名為「米迦勒」後進化為神智核。並將自己的「並列存在」寄宿在菲德維體內。
在東之帝國決戰時，奪取了魯德拉的身體，戰後與菲德維一同撤退。
目的是復活維爾達納瓦。為此奪取了維爾格琳分身的力量，以及企圖回收所有天使系的究極技能（可是他並不知道，其中的《智慧之王》與《誓約之王》已經被利姆路整合而從此消失）。
第十八卷中透露，在吸收了維爾薩澤的龍之因子後擁有能夠感知到天使系究極技能持有者的能力。另外，也能夠像利姆路與希爾一樣改造究極權能並賦予他人。
在第十八卷中接獲歐貝拉的背叛後感到震怒，因此加強了「天使長支配」的支配效果，使得卡嘉莉等人的逃跑作戰被迫失敗。
19卷時親自討伐歐貝拉的軍隊，除了歐貝拉外無一倖存，卻也發現因為沒有人效忠自己而無法開啟王宮城壁的事實。在天魔大戰與利姆路決戰時得知已經收回了《純潔之王》，也因為解析了《忍耐之王》而能夠停止時間。在與克蘿耶的戰鬥中，其並列存在被克蘿耶用《時空之王》將其從《神智核 米迦勒》變回《正義之王 米迦勒》，企圖召喚最上位神話級武器「地神」，卻由於「地神」真正的主人魯德拉一度復活的緣故而召喚失敗，最後使出崩魔靈子斬，卻被利姆路的新奧義「虛崩朧 千變萬華」徹底擊敗，最終被利姆路吞噬。
其存在值高達9000多萬。19卷時存在值高達1億以上。
維爾達
（Web）為維爾達納瓦的靈魂碎片所誕生出的惡德的意志。在無數的世界經歷漫長的飄泊，然後寄宿在神樂坂優樹的靈魂裏。在優樹父母被卷入車禍中死亡，使優樹產生毀滅世界的意志時覺醒。持有神話級武器「深淵」及創世級武器「星皇龍角劍」。自認為自己是『星王龍』維爾達納瓦，擁有神樂坂優樹從魯德拉手上搶走的《正義之王》的能力，因此擁有『星王龍』維爾達納瓦一部分的力量。為了證明自己是維爾達納瓦，打算復活露西亞。與利姆路進行決戰時被利姆路打破了成為維爾達納瓦的希望而崩潰。
 傑西爾
稱號「魔導大帝」，超魔導帝國的國王。特懷萊德的首席弟子，希爾維婭的師兄，神人類之祖。因其精神不穩定而被特懷萊德視為失敗之作。個性殘忍、瘋狂，喜歡折磨弱者。持有神祖特懷萊德所賜予，存在值高達1000萬的神話級武器「神祖之血槍」（「神祖之血槍」其實是神祖特懷萊德原本打算送給魯米納斯的武器，只是傑西爾強逼把「神祖之血槍」認自己作主人）。
把「原初之赤」召喚到基軸世界的人，之後被米薩莉和萊茵麾下的惡魔殺死。史書把他評價為「把最邪惡的惡魔釋放到世界的愚者」。失去肉體後奪取了長耳族國王（卡札利姆父親）的身體，並把卡札利姆殺死，把對方強行改造為醜陋的男性妖死族。同時也是一度殺死蓋亞，觸怒了蜜莉姆，導致長耳族滅亡的元兇。被蜜莉姆殺死後，靈魂被菲德維回收。在近藤達也操控克雷曼時，被菲德維移植到福特曼身上，獲得「米迦勒」從維爾格琳回收的究極技能「救恤之王」進化而成的究極贈與「火焰之王」，存在值高達1400萬。在入侵黃金鄉時，從背後偷襲優樹，並釋出閃光消滅中庸小丑連，現19卷取代三妖帥成為三星帥一員，與迪諾等人前往達格里爾領地協助芬。第20卷時原本打算進攻神聖法皇國魯貝利歐斯，卻由於無法突破魯米納斯展開的結界而改為進攻魔導王朝薩里昂。
火焰之王 阿耆尼

### 始源七天使
菲德維
妖魔族之王，稱號『妖魔王』，皇帝近衛騎士團成員，序列No.10。既非男性也非女性，能面無表情地積累怒火，被利姆路評價為「最難應付的類型」。典型的完美主義者，心思十分慎密。持有最上位神話級武器中的「虛空」。
真正身份為『星王龍』維爾達納瓦創造的「始源七天使」之首，也是「始源七天使」中唯一被維爾達納瓦直接賦予以自身人型外貌作為原型所創造的肉體的一員。依附體是一名留有橙色短髮的青年；本體是一名頭上長有雙角，留有白銀色長髮的俊美青年。作為『星王龍』維爾達納瓦的助手討伐過無數的惡鬼羅剎。後因受到『滅界龍』伊瓦拉傑的魔素傷害而異變為妖天族。
一千年前被為了擺脫魯德拉掌控的《正義之王》找上，自此兩者建立了合作關係；而菲德維把《正義之王》命名為「米迦勒」，使對方進化為神智核，並被對方寄宿自身並列存在，使其也能使用《正義之王》權能。稱呼「米迦勒」為「大人」的原因其實是為了掩飾二人對等的關係。
過去企圖入侵基軸世界時被原初之黑（迪亞布羅）阻撓，因此十分痛恨惡魔族。被迪亞布羅評斷為利姆路的部下中唯有自己能與之抗衡。
在第十八卷中入侵黃金鄉時和札拉利歐一起行動，之後因迪亞布羅出面阻攔而讓札拉利歐留下對付迪亞布羅，本人隨即離開，前去監視卡嘉莉等人的戰鬥。在監視途中發現了優樹的背叛，於是讓寄宿在福特曼體內的傑西爾復活並偷襲優樹等人。
在天魔大戰中偷襲維爾格琳使其重傷，卻被一度復活的魯德拉以壓倒性實力擊敗，之後被逼撤退。
由於十分珍惜維爾達納瓦賦予的肉體，一直以來把本體封印在天星宮之中。被魯德拉擊敗後，收到米迦勒瀕死前傳遞的訊息並繼承了米迦勒所持有的技能與龍之因子，在這萬不得已的情況下決定動用本體。在蜜莉姆暴走時使用王權支配控制，並命令其前往薩里昂對能穩定世界魔素的神樹下手，全程掌握了戰場的局勢，得知了扎拉利歐的背叛後精神變得更加癲狂。在暴風龍前去阻止達格里爾時下令迪諾、皮可、卡拉夏、威格、古城舞衣入侵迷宮。在利姆路打算使用王權支配時提前一步再度支配蜜莉姆，並使用「時空跳激震霸」將利姆路驅逐至時空盡頭。
正義之王 米迦勒『王宮城壁、王權支配、天使之軍勢、天使長支配』
米迦勒透過並列存在將自身權能轉移而獲得。
迪諾（Dino，聲：小林裕介）
第二世代魔王，墮天族，稱號『幽眠支配者』，現任「八星魔王」之一。沒有自己的領土，總是四處流浪，是最不出名的魔王，持有神話級武器『崩牙』、『黃金之劍』、『暗銀之劍』。世上最強劍士，認真戰鬥時雙劍和背上的翅膀都會呈現聖魔兩種屬性。被菈米莉絲調侃為「比自己還懶的魔王」，隸屬於『監視者』。以獨特技能「怠惰者」的基礎上，自創以精神攻擊為主的「幻影流」劍術。為了掩護皮可與卡拉夏而成為魔王。
自稱被達格里爾趕走，金又不願收留自己而要求利姆路包養，實際上是被金指派到朱拉·坦派斯特聯邦國擔任間諜。之後因自己一時口快說要替利姆路效命而被利姆路指派到地下迷宮擔任研究員。當他親眼看見原初三柱獲得名字並受肉的情景後，不禁慶幸自己沒有選擇與利姆路為敵。
真正身份為『星王龍』維爾達納瓦創造的「始源七天使」之一，作爲維爾達納瓦的劍馳騁于戰場。在地上的鬥爭消失後，被授予了地上監視者的任務，迪諾便開始了在世上的旅行。在維爾達納瓦和露西婭被大魔法殺死後，將發動魔法的國家毀滅，原本打算進一步毀滅世界，但因蜜莉姆而作罷。之後繼續執行着地上監視者的任務，並暗中守護蜜莉姆，並打算用自己的技能『怠惰者』使達格里爾墮落以讓達格里爾從失去侍奉的主人痛苦中解放出來。
被神智核「米迦勒」操控而打算綁架菈米莉絲。先後被貝瑞塔與阿畢特阻撓，在戰鬥途中，其獨特技能「怠惰者」進化為究極技能「怠惰之王」。擊敗二人後，卻被澤奇恩以壓倒性的實力瞬殺並且被下了刻印「夢的盡頭」。透過復活手環重生後，指示其他倖存的同伴撤退。雖然被「米迦勒」支配，卻暗中提供情報給利姆路，希望利姆路能儘快打敗「米迦勒」。
十九冊成為七凶天將之一，帶著皮可、卡拉夏等人前往達格里爾領地協助芬，並與維儂交戰。
在二十一冊與威格、皮可、卡拉夏、舞衣一同進攻地下迷宮，在迷宮中被澤奇恩等數名迷宮守護者圍攻，接受不斷復活後被殺的懲罰，戰敗後在朱菜的幫助下成功解除了支配迴路。
（Web）四兇天將，十三柱熾天使之一。誤認維爾達就是『星王龍』維爾達納瓦，所以背叛其他魔王，協助維爾達。和零、舞衣率領天使大軍進攻菈米莉絲的迷宮。在認知到維爾達並不是維爾達納瓦的事實後隨即反叛。大戰結束後成為蜜莉姆的護衛。
怠惰之王 貝爾芬格『毀滅的誘惑』
擁有對感情和知性的絕對支配能力。可以干涉對手的認知，改變法則失去生存的意志。卻有著「擁有者越想行動，自身實力反而會越弱」的致命缺點。為大罪系列的技能。
至天之王 阿施塔特『創造進化』
為天使系的技能，擁有強大的創造力與對應的破壞力。
墮天之王 亞斯塔祿
由究極技能「至天之王」與「怠惰之王」透過『創造進化』結合後的產物，擁有兩者的能力。
皮可
墮天族，迪諾的部下，『星王龍』維爾達納瓦創造的「始源七天使」之一，隸屬於『監視者』。在迪諾成為墮天使時自願隨著迪諾墮落。外表是一名身材矮小的少女。武器為長槍。
在東之帝國決戰時入侵迷宮，以一半力量阻礙被維爾格琳破壞的迷宮復原，之後與覺醒後的九魔羅對戰，後在迪諾的指示下撤退。
雖然被神智核「米迦勒」操控，卻在入侵黃金鄉時並沒有參與戰爭，反而與卡拉夏、萊茵建造冰屋。
十九冊成為七凶天將之一，與迪諾等人前往達格里爾領地協助芬，並與烏爾緹瑪交戰。
在二十一冊與威格、迪諾、卡拉夏、舞衣一同進攻地下迷宮，在迷宮中與九魔羅再度交鋒，戰敗後在朱菜的幫助下成功解除了支配迴路。
（Web）為十三柱熾天使之一。
嚴格之王 吉卜利勒『神勝必罰』
嚴正之王 吉普莉爾
卡拉夏
墮天族，迪諾的部下，『星王龍』維爾達納瓦創造的「始源七天使」之一，隸屬於『監視者』。在迪諾成為墮天使時自願隨著迪諾墮落。外表是一名身材高大，肌肉發達，留有紅色長卷髮的女性。武器為劍。
在東之帝國決戰時入侵迷宮，以一半力量阻礙被維爾格琳破壞的迷宮復原，之後與覺醒後的蓋德對戰，由於二人同樣是武人性格，因而惺惺相惜，後在迪諾的指示下撤退。
雖然被神智核「米迦勒」操控，卻在入侵黃金鄉時並沒有參與戰爭，反而與皮可、萊茵建造冰屋。
十九冊成為七凶天將之一，與迪諾等人前往達格里爾領地協助芬，並與烏爾緹瑪交戰。
在二十一冊與威格、迪諾、皮可、舞衣一同進攻地下迷宮，在迷宮中與蓋德再度交鋒，戰敗後在朱菜的幫助下成功解除了支配迴路。
（Web）為十三柱熾天使之一，在被零捲入澤奇恩等人的攻擊時被利姆路所救。
榮光之王 漢尼爾『攻擊感知、敵性看破、能量調和、攻防調整、自動恢復』
為被動型技能。
榮煌之王 漢米爾
札拉利歐
妖天族，菲德維麾下的「三妖帥」之首。『星王龍』維爾達納瓦創造的「始源七天使」之一。後因受到『滅界龍』伊瓦拉傑的魔素傷害而異變為妖天族。外表是一名留有黑色長髮的男性。負責對應蟲魔族。性格冷靜。
在東之帝國決戰時入侵迷宮，擔任誘餌。在得知計劃失敗後，在迪諾的指示下撤退。
雖然認同菲德維的做法，但是對米迦勒的存在存疑，有考慮捨棄天使系究極技能的想法。
在黃金鄉入侵作戰時與菲德維一起行動，之後聽從命令阻擋前來妨礙的迪亞布羅。現19卷取代三妖帥成為三星帥一員，與迪諾等人前往達格里爾領地協助芬。
在進攻魔導王朝薩里昂時背叛菲德維，讓希爾改造自身技能解除支配迴路，隨後將軍隊進駐薩里昂。
存在值高達2000多萬。
審判之王 伊斯拉菲爾
誓約之王的下位權能。專門掌管空間，有著彌補誓約之王不足的一面，能夠掌控技能範圍內的所有物質與波動的流向（資訊體與星粒子除外），連靈子攻擊也能無效化。
審罰之王 墨提斯
由希爾將審判之王改造而成的技能。
柯洛努
妖天族，菲德維麾下的「三妖帥」之一。『星王龍』維爾達納瓦創造的「始源七天使」之一。後因受到『滅界龍』伊瓦拉傑的魔素傷害而異變為妖天族。負責入侵其他世界。
過去率領部下入侵其他世界時，被當時尋找魯德拉靈魂碎片的維爾格琳攻擊，導致部下全滅，本人身受重傷，需要花費數十年方能痊癒。同時也失去了菲德維的信任。
在東之帝國決戰時入侵迷宮，負責暗殺正幸，幾乎得手時卻被穿越時空回來的維爾格琳阻撓，不知道維爾格琳已擺脫米迦勒操控的柯洛努，企圖命令維爾格琳殺死正幸時，被盛怒的維爾格琳殺死，其位於異界的本體也在毫不知情的情況下被消滅。
歐貝拉
妖天族，菲德維麾下的「三妖帥」之一。『星王龍』維爾達納瓦創造的「始源七天使」之一。後因受到『滅界龍』伊瓦拉傑的魔素傷害而異變為妖天族。外表是一名留有黑色長卷髮的女性。負責監視「滅界龍」伊瓦拉傑。與幻獸族的戰鬥中失去了除歐瑪以外的所有部下。討厭蟲子，因此把蟲魔族交由札拉利歐負責。持有神話級武器「巨獸狩獵大劍」。
在東之帝國決戰時留守位於異界的「妖異宮」。認為菲德維已經瘋狂，同時把主人的女兒蜜莉姆視作維爾達納瓦的正統繼承者；於是暗中派出分身與蜜莉姆接觸並加入其麾下。
在侵略物質世界前，以妖死族的身體受肉，覺醒了究極技能「救濟之王」，在菲德維入侵黃金鄉時，捨棄了「救濟之王」，並率領部下背叛「米迦勒」。在部下歐瑪和眾多麾下士兵的犧牲下得以逃到蜜莉姆的領地，之後成為蜜莉姆麾下的「四大天王」，並擔任軍師。在蟲魔族進攻時與迪斯波恩交戰。
存在值高達2000多萬。
救濟之王 亞茲拉爾

### 四兇天將
威格
(Web)為優樹製造的戰鬥型生命體，在魔國聯邦與帝國決戰時吞噬格拉蒂姆的屍體，並偷襲近藤達也，因而被憤怒的卡蕾拉殺死，之後被維爾達復活，並成為四凶天將及十三柱熾天使之一，率領天使大軍攻打蜜莉姆的領地，因無法熟練運用『邪龍之王』而被卡利翁、哥布達、蘭加擊敗，並再次被卡蕾拉消滅。
詳見『威格』
邪龍之王 阿茲·達哈卡『超速思考、並列思考、有機支配、複製量產、能力吸收、空間支配、多次元結界』
能從周圍進行能量吸收，與周圍的自然環境同化，使自身成為自然的一部分後，獲得無限再生的能力，而能量被吸盡的環境將就此被破壞。
卡札利姆
（Web）四兇天將，十三柱熾天使之一。詳見『卡札利姆』
支配之王 麥基洗德
能瞬間分析權能、掌握並支配。
達格里爾
（Web）四兇天將之一。詳見『達格里爾』

### 熾天使
露西婭
（Web）十三柱熾天使之一，為『懲罰的天使長』。由究極技能《正義之王》而生的神智核，其使命為守護露西婭的肉體。假裝是蜜莉姆的母親並用『王權支配』控制蜜莉姆（實際上是蜜莉姆假裝被控制）。
試圖控制維爾薩澤、維爾格琳、克蘿耶並依附於克蘿耶的肉體，但被克蘿耶重新奪回，最後被蜜莉姆殺死。
托爾內奧特
（Web）為十三柱熾天使之一，隸屬於『懲罰的七天使』。武器為大戰槌，持有雷屬性，外表是渾身肌肉的大隻佬。死於泰絲特蘿莎之手。詳見『托爾內奧特』
武器之王（Web版中獲得的能力）
奧爾麗雅
奧爾卡和艾麗雅作為妖死族融合復活，寄宿了熾天使而進化成妖天族，在入侵黃金鄉時被九魔羅打敗，隨後被威格吸收。
（Web）艾麗雅為十三柱熾天使之一，隸屬於『懲罰的七天使』。武器為雙手斧，持有火屬性，外表是嬌小的少女。死於烏爾緹瑪之手。
（Web）奧爾卡為十三柱熾天使之一，隸屬於『懲罰的七天使』。武器為三叉戟，持有水屬性，外表是身材修長的美人。死於烏爾緹瑪之手。
詳見『艾麗雅』、『奧爾卡』
武創之王 複合武器
屬於究極贈與。
武器之王（Web版中獲得的能力）
普利塞拉
十三柱熾天使之一，隸屬於『懲罰的七天使』。武器為九尾鞭，持有風屬性，特征是中等身材，豐滿的胸部，很有中性的風範。被泰絲特蘿莎擊敗，並被威格的攻擊吞噬而死。
武器之王（Web版中獲得的能力）
古城舞衣
（Web）為十三柱熾天使之一，隸屬於『懲罰的七天使』。與迪諾、零率領天使大軍攻打迷宮，被利姆路擊敗並拯救，之後投奔利姆路一方的陣營，並在大戰結束後進行回到原來世界的研究。詳見『古城舞衣』
旅行者
能進行無時間差的瞬間移動。
地形之王 世界地圖
能掌握世界所有地方的事務情報，並進行無時間差的瞬間移動，屬於究極贈與。
武器之王（Web版中獲得的能力）
阿里奧斯
（Web）為十三柱熾天使之一，『懲罰的七天使』的首席，武器為單手劍。打算偷襲日向，但因正幸的強運而失敗。被威諾姆、劍也、良太擊敗後被九魔羅殺死。詳見『阿里奧斯』
刑罰之王 聖德芬
將近藤達也的權能回收後被賦予的能力，屬於究極贈與。
武器之王（Web版獲得的能力）
達利斯
前智天使，札拉利歐的副官，格諾姆的直屬上司。
在札拉利歐擺脫了支配後獲得自我意志。
妮絲
扎拉利歐的部下。
在札拉利歐擺脫了支配後獲得自我意志。
歐瑪
前智天使，歐貝拉唯一僅存的幹部，對歐貝拉十分忠心。以妖死族身體受肉時，同時寄宿了零的意識。在入侵黃金鄉時，與歐貝拉一同背叛米迦勒。為了讓歐貝拉能順利逃脫與共用身體的零和麾下士兵一同斷後而壯烈犧牲。最後靈魂與遺體被「滅界龍」伊瓦拉傑吞噬。
零
東之帝國混合軍團的副團長，之後被維爾格琳肅清。靈魂被菲德維回收，以妖死族的軀體融合復活後進化成妖天族。與共用身體的歐瑪一同壯烈犧牲。最後靈魂與遺體被「滅界龍」伊瓦拉傑吞噬。
（Web）為十三柱熾天使之一，隸屬於『懲罰的七天使』，為七天使中的最強者。為優樹做出來的人造人，肉體由完成型戰鬥黏生物所製成，武器為星王盾。和迪諾、舞衣率領天使大軍攻打迷宮，負責用『邪龍之王』同化迷宮，同化完成後失去理智，成為龍種『狂邪龍』，後被迪諾、澤奇恩、紅丸、迪亞布羅聯手消滅。
不動者
邪龍之王 阿茲·達哈卡『超速思考、並列思考、有機支配、複製量產、能力吸收、空間支配、多次元結界』
能從周圍進行能量吸收，與周圍的自然環境同化，使自身成為自然的一部分後，獲得無限再生的能力，而能量被吸盡的環境將就此被破壞。
武器之王
格諾姆
前座天使，札拉利歐的部下，達利斯的直屬部下，以威格的手臂重生而成的軀體受肉。卻由於威格的自我過於強烈，精神反而遭到威格侵蝕，最後靈魂被札拉利歐消滅，軀體則被威格吸收。

## 幻獸族
伊瓦拉傑
稱號『滅界龍』。幻獸族之首。人型時是一名留有白色短髮的小女孩。不知從何而來，沒有知性和理性。擁有菲德維無法對抗的實力。最後被維爾達納瓦封印在異界。異界三大派系的一角。在異界吞食了歐貝拉部下的屍體和靈魂後獲得了知性並開始進化。帶著被米迦勒殺死的歐貝拉部下的憎恨準備前往基軸世界。
卡凱亞西
『滅界龍』伊瓦拉傑創造的三名上位眷屬之一。
哈巴達基
『滅界龍』伊瓦拉傑創造的三名上位眷屬之一。
斯伊姆
『滅界龍』伊瓦拉傑創造的三名上位眷屬之一。

## 蟲魔族
塞拉努斯
稱號『蟲魔王』，蟲魔族的領袖，從被封印在異界的『滅界龍』伊瓦拉傑流出的魔素中所誕生的存在，塞斯與澤奇恩的父親。個性狡猾、膽小、慎重。原本是幻獸族，後來獲得知性並由『星王龍』維爾達納瓦賜名後變為蟲魔族之首。異界三大派系的一角，曾與『妖魔王』菲德維是共鬥關係，但在維爾達納瓦消失後，賽拉努斯拒絕了菲德維的合作邀請而反目成仇。在米迦勒的說服下，雙方重拾合作關係。十分在意逃走的澤奇恩與阿畢特，曾經暗中命令部下搜尋他們。天魔大戰時因米迦勒允諾以蜜莉姆的領地作為回報而進攻蜜莉姆的領地。有著兩對高密度魔力的翅膀與三對手臂，全身上下甚至纖毛全是神話級的究極金屬所構成，在賽斯死後吸收其屍體與力量。在被蜜莉姆所傷後得知比利奧特的死，最後決定撤退。在比利歐德死亡後，吸收了她的力量，對自己進行生命再構築，存在值達到1.14億。之後，入侵迷宮打算奪取澤奇恩和阿畢特的力量，但是輸給了借用「虛無崩壞」的澤奇恩，死前將自己的力量與技能託付給澤奇恩，屍體則被威格吞食。
生命之王 塞菲洛特
能在眷屬死亡後將力量化為己有，在自身滅亡時也可將技能轉讓給眷屬。

### 十二蟲將
曾經因2名背叛，2名死亡，因此僅剩8名成員。全員都擁有匹敵覺醒魔王的實力。在天魔大戰中除了背叛的2名成員外全數死亡。
 塞斯
「十二蟲將」之首，塞拉努斯的直系，澤奇恩的哥哥。與札拉利歐互為宿敵，實力遠遠超越覺醒魔王級，存在值是澤奇恩的三倍，大約1500萬，戰鬥技巧不如澤奇恩，被卡蕾菈評價比澤奇恩弱。繼承了父親狡猾、膽小的一面。曾經企圖抹殺剛出生的弟弟澤奇恩甚至想吃掉作為下任女王而誕生的阿畢特，但最後以失敗告終。天魔大戰時進攻蜜莉姆的領地，與卡蕾菈交戰。過程受到母親比利奧特的能力強化，由於過分輕視卡蕾菈發射的「神滅彈」，在既不防禦也不迴避「神滅彈」的情況下被殺。屍體被父親塞拉努斯吞食。
 彼特霍普
「十二蟲將」之一。蝗蟲型態並且同時擁有蜜蜂特徵的魔人，手、腳、頭部、要害的外骨骼為生體異鋼，透過超速再生身體讓自己達到極快的速度。屬於近戰特化型。存在值約170萬。天魔大戰時進攻蜜莉姆的領地，與戈畢爾交戰。最後被手持已進化成神話級武器的「水渦槍」的戈畢爾殺死。
 姆吉卡
「十二蟲將」之一。蜈蚣型態的魔人。轉生者，武器為生體異鋼鍛成的太刀，擅長使用刀刃的近戰特化型。天魔大戰時進攻蜜莉姆的領地，與蓋德交戰。之後受到母親比利奧特的能力強化，存在值為米德雷的三倍，原想用絕招「喰牙」解決米德雷但反被擋下，最後被米德雷抓住破綻殺死。
 提斯霍恩
「十二蟲將」之一。螳螂型態的魔人，能以生體異鋼雙臂散發的震動波產生切斷衝擊波。存在值約180萬，可以完全控制暴走強化狀態，利用有效時間的力量。天魔大戰時進攻蜜莉姆的領地，與歐貝拉交戰。最後被使出全力的歐貝拉殺死。
 托倫
「十二蟲將」之一。有蜻蜓翅膀的金龜子，以生體異鋼組成的拳頭作為武器。天魔大戰時進攻蜜莉姆的領地，與芙蕾交戰。最後被芙蕾用爪子抓住並捏碎魔核而死。
 阿巴特
「十二蟲將」之一。蜘蛛型態的魔人，擅長體術，並能以眾多手臂同時發動多種魔法，在體力耗盡後，會進入暴走強化狀態，攻擊力和恢復力會提升三倍。天魔大戰時進攻蜜莉姆的領地，與卡利翁交戰。最後被卡利翁一擊斃命。
 薩里爾
「十二蟲將」之一。蠍子型態的魔人，全身覆蓋著侵蝕肉體的劇毒。天魔大戰時進攻蜜莉姆的領地，與米德雷交戰。本打算使用暴走強化狀態殺死米德雷，但最後被米德雷的鬥氣束縛並一拳殺死。
 比利歐德
「十二蟲將」之一，稱號為『蟲妃』。「蟲魔王」塞拉努斯的妻子，也是所有蟲魔族的母親。蜉蝣型態的魔人。天魔大戰時進攻蜜莉姆的領地，與塞斯共同和卡蕾菈交戰。其周圍遍佈多面反射結界，擁有對魔法與放射性技能方面的絕對優勢，其放出的鱗粉有著連惡魔也能殺死的劇毒。擁有利用積累力量來強化蟲將的能力。在戰場上釋放結界並吸收當中死去生命的力量，在除了賽斯外的其他「十二蟲將」死亡時回收其力量強化自身。原本存在值達680萬，在吸收完死去蟲將力量進化後存在值超越塞斯。最後被依附在卡蕾菈持有的黃金槍的近藤達也的靈魂所射出的「神滅彈」殺死。
美納莎
「十二蟲將」之一，同時是帝國四騎士之一。詳見美納莎。
蘭斯洛
前「十二蟲將」之一，後背叛蟲魔族。詳見蘭斯洛。
澤奇恩
前「十二蟲將」之一，賽拉努斯的直系。後背叛蟲魔族。詳見澤奇恩。
阿畢特
前「十二蟲將」之一，後背叛蟲魔族。詳見阿畢特。

## 龍種
維爾達納瓦（Verdanava）
被稱為『星王龍』的龍種之一，白冰龍維爾薩澤、灼熱龍維爾格琳、暴風龍維爾德拉的大哥，司掌星粒子等能量的創造。誕生之時像神一樣全知全能的唯一存在，但也因此感到無趣，因此放棄全知全能，在天地尚未形成之時從光之大精靈中創造了始源七天使，並在其後開始創造各種世界與生物，並變為第一隻龍種。人形時長著一對角，並有著星空般漆黑的長髮的男性，以此為原型創造了菲德維的本體。
為了避免人類最後因為自相殘殺而滅亡，於是要金·克林姆茲擔任魔王，防止人類過度自相殘殺。因為和魯德拉的妹妹露西亞有了後代，違反自己創造的規則，導致自己全部力量被剝奪。在生下蜜莉姆後與露西亞被大魔法殺死。重生後變成了自己的女兒蜜莉姆的寵物，最後卻被傑西爾殺害，從此沒有復活跡象，取而代之，世界上除了龍種之外，也出現了許多龍族。
由於討厭強行支配別人，因此他將自己的究極技能《正義之王》與魯德拉的究極技能《誓約之王》交換。
持有七把親自創造的的神話級武器，其威力足以侵蝕使用者的肉體，原定賜予始源七天使，但僅有菲德維能掌控，之後便分給了菲德維、金、魯德拉、拉米莉絲、蜜莉姆、特萊懷特、露西亞。其中「虛空」送給副官菲德維、「天魔」與「世界」送給代理人金（「天魔」之後轉讓給蜜莉姆）、「地神」贈予弟子魯德拉。
正義之王 米迦勒『王宮城壁、王權支配、天使之軍勢、天使長支配』
誓約之王 烏列爾『無限牢獄、法則操作、萬能結界、空間支配』
希望之王 沙利葉『無限牢獄、絕對切斷、操縱生死』
忍耐之王 加百列
知識之王 拉斐爾
純潔之王 梅塔特隆
救贖之王 拉貴爾
至天之王 阿施塔特『創造進化』
榮光之王 漢尼爾
嚴格之王 吉卜利勒
審判之王 伊斯拉菲爾
救濟之王 亞茲拉爾
斷罪之王 聖德芬『神之刃』
支配之王 麥基洗德
維爾薩澤
稱號「白冰龍」，詳見維爾薩澤。
維爾格琳
稱號「灼熱龍」，詳見維爾格琳。
維爾德拉·坦派斯特
稱號「暴風龍」，詳見維爾德拉。

## 阿爾姆斯拜英帝國（Web）
在Web版外傳《對未知的訪問》中出現，為維爾德拉等人拜訪的異世界的國家。
阿爾姆斯拜英
阿爾姆斯拜英帝國的皇帝，天才科學家，建造出無限機關，但因擔心無限機關暴走導致宇宙崩壞而將其藏在米歇爾體內。
下令摧毀第六都市，目的為將步向破滅的世界減少人口，使其誕生出適合的優秀者。等待世界安定下來後，自己便作爲大罪人由新的領導人制裁。
表面上被呼尤多拉殺死，實際上其腦部被冷凍保存。
呼尤多拉
阿爾姆斯拜英帝國的宰相，研究出了生體人造人。殺死了阿爾姆斯拜英。抓住米歇爾並啟動其體內的無限機關，抱着承擔罪孽的覺悟，打算恢復世界。在無限機關暴走後方明白阿爾姆斯拜英的先見之明與自己的愚蠢。在故事最後被利姆路帶走，成為研究員。
米歇爾
帝國軍的中將，南部都市總督，四甲機將之一。帝國皇帝的女兒，有『爆閃姬』的稱號，戰鬥力與沒有認真的維爾德拉不相上下。在與維爾德拉的交戰中看出他的實力。
想要幫助被拒絕在都市外的難民，從都市暗中運送糧食送給抵抗組織，為此安排沙薩加入「黎明之光」。
回到帝國後被成為生體人造人的克裏斯托夫擊敗，體內的無限機關被呼尤多拉啟動。在無限機關暴走時仍努力地透過思念波喚醒被控制的眾人。在故事最後被利姆路指定為新任皇帝。
克里斯托夫
帝國軍的大將，東部都市總督，四甲機將之一。是機導術式的創始者，皇帝的摯友。被成為生體改造人的阿爾維殺死，被生體改造人代替。在決戰中被維爾德拉擊敗。
阿爾維
帝國軍的中將，西部都市總督，四甲機將之一。帝國皇帝的兒子，米歇爾的哥哥，有着無畏性格的氣氛帶動者。被阿米特殺死並成為被呼尤多拉操控的生體改造人。實際上並未死去，僅僅是假裝服從於呼尤多拉。在無限機關暴走時協助維爾德拉和呼尤多拉控制。
阿米特
帝國軍的少將，北部都市總督，四甲機將之一。帝國皇帝的弟弟。其心靈因對優秀的兄長嫉妒而扭曲，選擇與呼尤多拉合作。
潔琪兒
帝國軍的準將，米歇爾的副官和摯友。被呼尤多拉的生物改造人吞噬，現在是頂着潔琪兒臉的生體改造人。被化身為戰龍機甲的卡爾曼擊敗，其意識也因米歇爾的呼喚而甦醒。
卡爾曼
米歇爾手下的少尉、得力助手，腦部移植的全身機械改造士兵，是名為求勝利不擇手段的戰鬥狂。過去在戰爭中被上司拋棄，失去了家人和戀人夏露露。
在與貝瑞塔的戰鬥中打壞貝瑞塔的面具而被秒殺，因卡爾曼在臨死之前看見貝雷塔的臉說出「美麗」這句話，聽到這句讚揚利姆路的話的貝瑞塔便停手。之後加入了「黎明之光」。經過維爾德拉等人的改造，獲得了更強的力量。
被稱為生體人造人的潔琪兒和萊斯卡暗算，與運輸艦一同墜落，但因新改造的機甲外裝而毫髮無傷。之後在與潔琪兒的戰鬥中落敗，因夏露露的犧牲而免於一死，並與夏露露的靈魂融為一體，成為更強的戰龍機甲，擊敗了潔琪兒。
萊斯卡
米歇爾旗下運輸艦的少尉。被米歇爾委託建設第五地下避難所，實際上已被殺害，用生體改造人頂替。

### 黎明之光
沙薩
機械化人類，已年過百歲，是上個世代生存下來的人，爲反抗組織忠誠的戰士。
在與殺人機犬的搏鬥中被貝瑞塔所救。初次維爾德拉一行人相遇時，作出了「菈米莉絲為首領，護衛者是防禦用的機械化兵的維爾德拉和戰鬥兵器貝瑞塔」這樣錯誤的判斷，在看到維爾德拉擋下『六連暴爆帝』後方明白維爾德拉擁有難以理喻的強大力量。
過去是陸戰隊中的中尉，被分配到現已毀滅的第七都市大戰爆發後失去了家人，在被毀滅的第六都市中被米歇爾所救，並成為米歇爾的密探。
經過維爾德拉等人的改造，獲得了更強的力量。
莎爾瑪
約50歲，抵抗軍支部的幹部，帶領其他人和孩子們在地下避難所生活。
龍膽
約30歲，莎爾瑪的護衛。

### 超獸
夏露露
卡爾曼的戀人。在一次戰爭中與卡爾曼分開，並被改造為蛇型超獸，實力相當於準魔王級。率領其他超獸襲擊了「黎明之光」一行人，並被維爾德拉擊敗。在卡爾曼與潔琪兒戰鬥時回想起自己的真實身份，並犧牲自己保護卡爾曼。其靈魂在維爾德拉的機甲的幫助下成為卡爾曼的輔助系統。

## 魔王一覽

### 八星魔王（Octagram）
| 姓名            | 稱號                                        | 種族                                           | 居住地方                         | 備註         |
| --------------- | ------------------------------------------- | ---------------------------------------------- | -------------------------------- | ------------ |
| 金·克林姆茲     | 暗黑皇帝 （Lord of Darkness）               | 惡魔族                                         | 白冰宮                           | 第一世代魔王 |
| 蜜莉姆·拿渥     | 破壞的暴君 （The Destroyer）                | 龍魔人                                         | 失落的龍之都市                   | 第一世代魔王 |
| 菈米莉絲        | 迷宮妖精 （Labyrinth）                      | 妖精族                                         | 地下迷宮                         | 第一世代魔王 |
| 達格里爾        | 大地之怒 （Earthquake）                     | 巨人族                                         | 「聖墟」達馬爾加涅               | 第二世代魔王 |
| 魯米納斯·瓦倫泰 | 夜魔女王 （Queen of Nightmare）             | 吸血鬼族                                       | 神聖法皇國魯貝利歐斯             | 第二世代魔王 |
| 迪諾            | 幽眠支配者 （Sleeping Ruler）               | 墮天族                                         | 天星宮                           | 第二世代魔王 |
| 雷昂·克羅姆威爾 | 白金劍王 （Platinum Saber）                 | 人魔族                                         | 黃金鄉艾爾多拉德                 | 第三世代魔王 |
| 利姆路·坦派斯特 | 新星（Newbie） →聖魔混世皇（Chaos Creator） | 妖魔族（黏性體） →魔黏性精神體 →龍魔黏性星神體 | 朱拉·坦派斯特聯邦國 （魔國聯邦） | 第三世代魔王 |

### 原魔王
| 姓名        | 稱號                             | 種族     | 統治地方             | 備註                 |
| ----------- | -------------------------------- | -------- | -------------------- | -------------------- |
| 卡札利姆    | 咒術王 （Curse Lord）            | 妖死族   | 傀儡國基斯塔烏       | 第三世代魔王         |
| 克雷曼      | 人偶傀儡師 （Marionette Master） | 妖死族   | 傀儡國基斯塔烏       | 第三世代魔王         |
| 芙蕾        | 天空女王 （Sky Queen）           | 有翼族   | 天翼國福魯布羅吉亞   | 第三世代魔王         |
| 卡利翁      | 獅子王 （Beast Master）          | 獸人族   | 獸王國猶拉瑟尼亞     | 第三世代魔王         |
| 羅伊·瓦倫泰 | 鮮血霸王 （Bloody Lord）         | 吸血鬼族 | 神聖法皇國魯貝利歐斯 | 代理魯米納斯的影魔王 |

## 其他角色
蓋德（豬頭帝／豬頭魔王）（Geld，聲：乃村健次）
原豬頭族自治區歐比克的半獸人，在命危時得魔人喀爾謬德施救和命名而進化為豬頭帝。由於獨特技能『飢餓者』的效果使全族都受到影響，豬頭族全員能將捕食對象的能力據為己有，但同時會受到永遠無法滿足的飢餓感折磨。為解決飢荒問題而率領了全族往朱拉大森林進軍。在攻擊蜥蜴人族的聚落途中，與及時趕來的利姆路聯軍交戰。在與利姆路率領的聯軍交戰之時，捕食了突然闖進了戰場胡鬧的喀爾謬德而進化為了豬頭魔王。在進化後與利姆路兩人一對一進行決戰，最後不敵而敗北，在死前將全族託付給了利姆路。
飢餓者『腐蝕、吸收、供給』
在豬頭帝誕生之時必定會持有的技能，能影響所有處在支配下的存在，擁有能夠奪取捕食對象的能力，但同時會被無法填補的飢餓感所折磨。
 卡律布狄斯（Charybdis）
被稱為「暴風大妖渦」的魔王級精神生命體，每次死亡後隔段時間又會復活。因為是從維爾德拉的魔素中誕生，所以被稱作維爾德拉之子，外型是巨大的獨眼龍。沒有堅實的自我，順從破壞的意志行動。據卡利斯所說，該性別似乎是女性。
 露西亞（Lucia）
勇者魯德拉的妹妹，『星王龍』維爾達納瓦的妻子。在生下蜜莉姆後與維爾達納瓦被大魔法殺死。
知識之王 拉斐爾
為美德系列的能力，用於管理世界法則，輔助特化型。
莎樂美
侍奉露西亞的女僕之一，在維爾達納瓦和露西亞死後照顧蜜莉姆。

## 日本東京
田村（Tamura，聲：鈴木崚汰）
28歲，利姆路前世三上悟在公司時的後輩，艷福不淺與澤渡美穗即將結婚。
澤渡美穗（Sawatari Miho，聲：貫井柚佳）
利姆路前世三上悟在公司時的後輩，與田村即將結婚。

## 動畫角色

### 電影版《紅蓮之絆》
緋色（聲：內田雄馬）
紅丸等人的兒時玩伴，被大鬼族的幾人稱為大哥，是少數倖存的大鬼族族人。事件解決後和永遠參加魔國聯邦開國祭。
永遠（聲：福本莉子）
拉賈小亞國的女王。事件解決後和緋色參加魔國聯邦開國祭並出席前夜祭。

### 特別篇《柯里烏斯之夢》
保羅（聲：岡本信彥）
目前在挑戰第三次升級測試的A級冒險者，受自由組合公會會長優樹委託和利姆路一同臥底潛入柯里烏斯王國。性格熱血卻有笨蛋一面，非常擅長武力，但不擅長面對貴族的交涉與頭腦戰。事件解決後自願留在柯里烏斯王國並成為當地騎士團團長，但後來忘記還利姆路的旅費而被稱「向魔王借錢卻不還錢的冒險者」。之後跟隨柯里烏斯家族參加魔國聯邦開國祭。
薩奧賽·柯里烏斯（聲：田丸篤志）
柯里烏斯王國的王子，芝諾比婭的大哥。因聽信父王身邊的御醫古斯塔夫的言語加上自身虛弱體質突然治癒而和弟弟對立並引發派系對立。事件解決後和二弟和解並知曉利姆路既是大怪盜阿悟的事，並宣布和魔國聯邦結交同盟，後來一家人參加魔國聯邦開國祭並出席前夜祭。
阿斯蘭·柯里烏斯（聲：松風雅也）
柯里烏斯王國的二王子，芝諾比婭的二哥，實為側室所生的子嗣，本身的領袖魅力使當地居民為之崇拜。自3年前妹妹重病而先懷疑古斯塔夫是吸血鬼族，並控制薩奧賽來引發派系對立的幕後黑手，但猜測指使古斯塔夫進行破壞行動是魔王瓦倫泰。事件解決後和大哥和解並知曉利姆路既是大怪盜阿悟的事。
芝諾比婭·柯里烏斯（聲：日岡夏美）
柯里烏斯王國的公主，薩奧賽與阿斯蘭的妹妹。3年前突然病重造成視力減弱而躺在自房休養，但之後利姆路帶來的阿畢特自產蜂蜜而治癒虛弱與視力減弱。很早發現大哥與二哥的派系對立幕後黑手是古斯塔夫，但謹慎思考後選擇不直接揭發避免陷入國家內亂的局面。事件解決之後與家人一同參加魔國聯邦開國祭。
夢想家
能看靈魂並看穿人類本質。
雪紡·席加爾（聲：名塚佳織）
與柯里烏斯王國的貴族巴克拉·阿瑪迪（聲：小松史法）結婚並定居首都哈巴利亞，烏菈姆與傑夫的妹妹。與丈夫共同協助利姆路臥底調查柯里烏斯皇族派系。事件解決之後與丈夫跟隨柯里烏斯王室家族參加魔國聯邦開國祭。
古斯塔夫（聲：加藤將之）
柯里烏斯王國現任國王特德隆的御醫，引發王室內亂的幕後黑手。原初之紫的高階魔將，和同陣營的卡爾（聲：興津和幸）一同潛伏柯里烏斯王國並策畫王室內亂。隨即被原初之紫懲罰連同靈魂一同被消滅。

## 遊戲角色

### 魔王與龍的建國譚
《魔王與龍的建國譚》登場的原創角色由原作插畫：みっつばー負責。
伊希斯（聲：高橋李依）
明艷端莊的鏡之魔女，對利姆路虎視眈眈，有著為達成夙願不擇手段的一面。
妄想鏡
能實現他人的理想與具現化而產生。
編輯鏡
因辛西亞一部分「維爾德拉的魔素」流入自身體內緣故，不須憑藉他人的理想具現化而直接以自己的想像力來創造。
辛西亞（聲：楠木灯）
自稱是利姆路的女兒，樣子與朱菜神似，由伊希斯的獨有技能而誕生。與利姆路同樣有大賢者能力，藉捕食魔物來獲得其能力。
克莉謝（聲：伊藤美來）
主線第二部偽王篇登場的黑暗長耳族少女。
與伊希斯、辛西亞有深厚的緣分，並掌握鏡之魔術的秘密。

## 腳註
1. ↑  部分動畫版譯伊弗利特
2. ↑  因與希爾貝利亞初代女王的契約，其血脈將一點一滴地往適合白的狀態調整，在理想的肉體未誕生前，原初之白會守護這片土地。
3. ↑  原本國王是以「不把布蘭切帶離本國」為前提而準許帝國貴族與布蘭切的婚約。帝國貴族表面上支持布蘭切成為該國女王，但背後卻以不同方法收買該國人心，以加強自身的聲望。最終在布蘭切十六歲生日時，帝國貴族改變主意，表示希望把布蘭切帶離國家，並以軍隊要脅，加上國內人民、貴族及第二公主的「背叛」，令國王及布蘭切處於被動局面。
4. ↑  Chloe Aubert這個名字源自法文，另有些英譯版本將她稱作Chloe O'Bell，又譯庫洛艾。
5. ↑  “fo”音同坲或佛，而法比歐多譯自“fabio”。